# A Dallas (1978) epizódjainak listája
Ez a lap a Dallas című televíziós sorozat epizódjainak listáját tartalmazza.

## Évados áttekintés
| Évad | Évad | Részek száma | Eredeti sugárzás     | Eredeti sugárzás  | Eredeti adó | Magyar sugárzás     | Magyar sugárzás     | Magyar adó |
| Évad | Évad | Részek száma | Évadbemutató         | Évadzáró          | Eredeti adó | Évadbemutató        | Évadzáró            | Magyar adó |
| ---- | ---- | ------------ | -------------------- | ----------------- | ----------- | ------------------- | ------------------- | ---------- |
|      | 1    | 5            | 1978. április 2.     | 1978. április 30. | CBS         | 1990. december 31.  | 1991. január 25.    | M1         |
|      | 2    | 24           | 1978. szeptember 23. | 1979. március 30. | CBS         | 1991. február 1.    | 1991. július 12.    | M1         |
|      | 3    | 25           | 1979. szeptember 21. | 1980. március 21. | CBS         | 1991. július 19.    | 1992. január 3.     | M1         |
|      | 4    | 23           | 1980. november 7.    | 1981. május 1.    | CBS         | 1992. január 10.    | 1992. június 12.    | M1         |
|      | 5    | 26           | 1981. október 9.     | 1982. április 9.  | CBS         | 1992. június 19.    | 1992. december 11.  | M1         |
|      | 6    | 28           | 1982. október 1.     | 1983. május 6.    | CBS         | 1992. december 18.  | 1993. június 25.    | M1         |
|      | 7    | 30           | 1983. szeptember 30. | 1984. május 18.   | CBS         | 1993. július 2.     | 1994. január 21.    | M1         |
|      | 8    | 30           | 1984. szeptember 28. | 1985. május 17.   | CBS         | 1994. január 28.    | 1994. augusztus 19. | M1         |
|      | 9    | 31           | 1985. szeptember 27. | 1986. május 16.   | CBS         | 1994. augusztus 26. | 1995. március 24.   | M1         |
|      | 10   | 29           | 1986. szeptember 26. | 1987. május 15.   | CBS         | 1995. március 31.   | 1995. október 13.   | M1         |
|      | 11   | 30           | 1987. szeptember 25. | 1988. május 13.   | CBS         | 1995. október 20.   | 1996. május 10.     | M1         |
|      | 12   | 26           | 1988. október 28.    | 1989. május 19.   | CBS         | 1996. május 17.     | 1996. november 8.   | M1         |
|      | 13   | 27           | 1989. szeptember 22. | 1990. május 11.   | CBS         | 1996. november 15.  | 1997. május 16.     | M1         |
|      | 14   | 23           | 1990. november 2.    | 1991. május 3.    | CBS         | 1997. május 23.     | 1997. október 24.   | M1         |

## Epizódok

### 1. évad (1978)

#### Készítők
- Írók: David Jacobs, Virginia Aldrige, Arthur Bernard Lewis, Camille Marchetta
- Rendezők: Robert Day, Irving J. Moore
- Operatőr: Edward R. Plante
- Zeneszerzők: Jerrold Immel, John C. Parker

#### Szereplők
Az 1. évadban több későbbi főszereplő még csak mellékszereplőként szerepel.
Főszereplők:
- Jock Ewing (Jim Davis) – olajmágnás és gazdálkodó; a Ewing Olajtársaság és a Southfork Ranch tulajdonosa; a Ewing-család feje; Jockey és Bobby apja, Lucy nagyapja
- Ellie Ewing (Barbara Bel Geddes) – Jock Ewing felesége; Jockey és Bobby anyja, Lucy nagyanyja
- Jockey Ewing (Larry Hagman) – olajipari vállalkozó; a Ewing Olajtársaság igazgatója; Jock és Ellie legidősebb fia
- Bobby Ewing (Patrick Duffy) – olajipari vállalkozó; a Ewing Olajtársaság igazgatója; Jock és Ellie legkisebb fia
- Pamela Barnes Ewing (Victoria Principal) – Bobby felesége; a család ellenségének Willard Barnesnak a lánya
- Lucy Ewing (Charlene Tilton) – Jock és Ellie unokája középső fiuk, Gary révén

Mellékszereplők:
- Samantha Ewing (Linda Gray) – Jockey felesége
- Ray Krebbs (Steve Kanaly) – a Southfork Ranch vezetője; a Ewing-család alkalmazottja; Pamela volt szerelme
- Cliff Barnes (Ken Kercheval) – ügyvéd; a Ewing-család ellenségének, Willard Barnesnak a fia; maga is a Ewingok ellensége; Pamela bátyja
- Julie Grey (Tina Louise) – Jockey titkárnője
- „Tintás” Barnes (David Wayne) – Jock Ewing volt barátja és üzlettársa; a Ewing-család ellensége; Pamela és Cliff apja

További szereplők:
- Mr. Miller (Paul Tulley) – Lucy tanára (2. rész)
- Roger Hurley (Jeffrey Byron) – Lucy iskolatársa (2. rész)
- Orloff szenátor (Norman Alden) – A Ewing-család régi barátja (3. rész)
- Luther Frick (Brian Dennehy) – túszejtő (4. rész)
- Payton Allen (Cooper Huckabee) – túszejtő (4. rész)
- Jimmy (James Canning) – Pamela unokatestvére (5. rész)

| Szereplő        | Epizód, melyben szerepelt | Epizód, melyben szerepelt | Epizód, melyben szerepelt | Epizód, melyben szerepelt | Epizód, melyben szerepelt |
| Szereplő        | 1.                        | 2.                        | 3.                        | 4.                        | 5.                        |
| --------------- | ------------------------- | ------------------------- | ------------------------- | ------------------------- | ------------------------- |
| Jock Ewing      |                           |                           |                           |                           |                           |
| Ellie Ewing     |                           |                           |                           |                           |                           |
| Jockey Ewing    |                           |                           |                           |                           |                           |
| Bobby Ewing     |                           |                           |                           |                           |                           |
| Pamela Ewing    |                           |                           |                           |                           |                           |
| Lucy Ewing      |                           |                           |                           |                           |                           |
| Samantha Ewing  |                           |                           |                           |                           |                           |
| Ray Krebbs      |                           |                           |                           |                           |                           |
| Cliff Barnes    |                           |                           |                           |                           |                           |
| Julie           |                           |                           |                           |                           |                           |
| „Tintás” Barnes |                           |                           |                           |                           |                           |

#### Tartalom
| # | #  | Eredeti cím        | Magyar cím      | Rendező         | Író                  | Eredeti premier   | Magyar premier     |
| --- | -- | ------------------ | --------------- | --------------- | -------------------- | ----------------- | ------------------ |
| 1. | 1. | Digger's Daughter  | Az új asszony   | Robert Day      | David Jacobs         | 1978. április 2.  | 1990. december 31. |
| Bobby váratlanul megjelenik a Ewing-család otthonában, Southfork Ranchen új feleségével, Pamelával. Az asszonyt senki nem fogadja szívesen, mivel a család ellenségének, Willard („Tintás”) Barnesnak a lánya. Saját családja, apja és bátyja, Cliff sem örül a házasságnak. Cliff Barnes ügyvédként éppen azon dolgozik, hogy vesztegetési ügyet bizonyítson rá a Ewingokra. Jockey meggyőzi Bobbyt, segítsen neki néhány embert „rávenni” arra, támogassák a perben a Ewing-családot. El is indulnak nyélbe ütni az ügyletet, ám útközben Jockey megmutatja Bobbynak, hogy felesége, Pamela éppen Ray Krebbsszel, a ranch vezetőjével, egykori szerelmével múlatja az időt. Pamela rájön, az in flagrantit Jockey eszelte ki, hogy aláássa a házasságát Bobbyval, és megfenyegeti Rayt, ha azt állítja, viszony van köztük, beárulja Jocknak, hogy elcsábította az unokáját, Lucyt. |    |                    |                 |                 |                      |                   |                    |
| |    |                    |                 |                 |                      |                   |                    |
| 2. | 2. | The Lesson         | Az iskolakerülő | Irving J. Moore | Virginia Aldrige     | 1978. április 9.  | 1991. január 4.    |
| Bobby, mint a Ewing Olajtársaság új igazgatója, több beleszólást akar a vállalati ügyekbe, de Jockey rövid úton közli vele, amíg Bobby szórakozott, addig ő vezette a céget, és ez a jövőben is így lesz. Lucy egyre többet hiányzik az iskolából. Pamela elhatározza, megneveli a lányt, és kényszeríti, hogy járjon iskolába, különben beárulja viszonyát Rayjel Jocknak. Lucy azonban visszavág: megvádolja egyik tanárát azzal, hogy meg akarta erőszakolni, és csak úgy hajlandó visszavonni a vádat, ha Pamela békén hagyja őt, és engedi iskolát kerülni. |    |                    |                 |                 |                      |                   |                    |
| |    |                    |                 |                 |                      |                   |                    |
| 3. | 3. | Spy in the House   | A váltó         | Robert Day      | Arthur Bernard Lewis | 1978. április 16. | 1991. január 11.   |
| Jockeynak régi szerelmi kapcsolata van a titkárnőjével, Julie-val. A nő többet szeretne, és amikor Jockey ezt nem adja meg neki, eljuttat egy titkos iratot Cliff Barneshoz. Az irat ellopásával Pamelát vádolják meg, emiatt Bobby és Jockey összetűzésbe kerül. A titkos irat, egy váltó tartalma miatt lemondásra kényszerül Orloff szenátor, a Ewingok régi barátja. Barnes nem örül a hírnek, szüksége lett volna még a szenátorra, hogy tönkre tudja tenni a Ewingokat. Ezért megkéri Julie-t, hozzon neki még több információt a Ewing-cégről. A nő ezen felháborodik, és mivel mindkét férfiban csalódott, bevallja Jockey-nak, ő lopta el az iratot és egyben fel is mond a cégnél. |    |                    |                 |                 |                      |                   |                    |
| |    |                    |                 |                 |                      |                   |                    |
| 4. | 4. | Winds of Vengeance | Viharban        | Irving J. Moore | Camille Marchetta    | 1978. április 23. | 1991. január 18.   |
| Dallasban és környékén tornádó tombol, Bobby és apja a városban ragadnak. A ranchen két idegen férfi kér segítséget, mert a viharban elakadt az autójuk. Mivel ünnepnap van, a ranchen senki nem dolgozik, a vidéki útról éppen hazatérő Jockey és Ray próbálja a két férfi segítségével beterelni az állatokat, amikor Ray balesetet szenved. A házba visszatérve a két férfiról kiderül, miért kértek éppen a Southfork Ranchen menedéket: egyikőjük felesége az előző éjszakát Jockey-val töltötte, emiatt a férfi úgy döntött, Jockey feleségén áll bosszút. Fegyverrel túszul ejtik a nőket, Jockey-t és Rayt. Samanthát arra kényszerítik, volt szépségkirálynőként jelenjen meg köztük. A megalázó helyzetnek a váratlanul hazatérő Jock és Bobby megjelenése vet véget. |    |                    |                 |                 |                      |                   |                    |
| |    |                    |                 |                 |                      |                   |                    |
| 5. | 5. | Barbecue           | Vendégség       | Robert Day      | David Jacobs         | 1978. április 30. | 1991. január 25.   |
| A Ewingok kerti partit tartanak, ahova Pamela meghívja apját is, „Tintás” Barnest. Nagy bejelentésre is készül: gyereket vár. A hírt mindenki örömmel fogadja, kivéve Rayt, Jockeyt és Samanthát. Ez utóbbi szemére hányja Jockeynak, hogy nekik még nincs gyerekük, és ha Bobbyéknak előbb születik fiuk, Jock könnyen úgy dönthet, ő örökölje majd a Ewing-birodalmat. Közös unokájuk hírére Tintás és Jock látszólag kibékülnek, de már néhány perc múlva feléled régi harcuk és Tintás lerészegedik. Pamela hazaviteti apját, majd elvonul pihenni az istállóba, ahol rátalál Jockey, szintén nem józanul, hogy bocsánatot kérjen. A bocsánatkérés rosszul sül el, Pamela lezuhan a padlásról és elvetél. |    |                    |                 |                 |                      |                   |                    |

### 2. évad (1978-1979)

#### Készítők
- Producer: Leonard Katzman
- Írók: David Jacobs, Camille Marchetta, Arthur Bernard Lewis, Darlene Craviotto, Jim Inman, Worley Thorne, Rena Down, D. C. Fontana, Richard Fontana
- Rendezők: Irving J. Moore, Alex March, Corey Allen, Lawrence Dobkin, Paul Stanley, Barry Crane, Vincent McEveety, Don McDougall, Leslie H. Martinson, Gunnar Hellström
- Operatőrök: Robert C. Jessup, William Mendenhall, Allen M. Davey
- Zeneszerzők: John C. Parker, Jerrold Immel, Richard Lewis Warren, Ken Harrison, Bruce Broughton

#### Szereplők
A 2. évadban főszereplővé lépett elő Samantha Ewing, Jockey felesége és Ray Krebbs, a Southfork Ranch vezetője.
Főszereplők:
- Jock Ewing (Jim Davis)
- Ellie Ewing (Barbara Bel Geddes)
- Jockey Ewing (Larry Hagman)
- Bobby Ewing (Patrick Duffy)
- Pamela Barnes Ewing (Victoria Principal)
- Lucy Ewing (Charlene Tilton)
- Samantha Ewing (Linda Gray)
- Ray Krebbs (Steve Kanaly)

Mellékszereplők:
- Willard „Tintás” Barnes (David Wayne)
- Cliff Barnes (Ken Kercheval)

További szereplők:
- Jenna Wade (Morgan Fairchild) – Bobby volt menyasszonya, Anderson szeretője (3. rész)
- Kristin Shepard (Colleen Camp) – Samantha húga (15. és 19. rész)
- Donna Culver (Susan Howard) – Culver szenátor felesége, Ray barátnője (22. rész)
- Liz Craig (Barbara Babcock) – Pamela korábbi és jelenlegi főnöke (4-5., 9-10., és 20. rész)
- Maggie (Sarah Cunningham) – Pamela és Cliff nagynénje (1-2. és 6. rész)
- Jeb Ames (Ed Nelson és Sandy Ward) – Jockey üzlettársa (4., 12. és 17-18. rész)
- Willie Jo Garr (John Ashton) – Jockey üzlettársa (4., 12. és 17-18. rész)
- Louella (Meg Gallagher) – Jockey titkárnője (8., 10-14., 17-19., 22. rész)
- Connie Brusher (Nancy Bleier*/Jeanna Michaels**) – Bobby titkárnője *(10-13. rész)/**(16-19., 22. rész)
- Gary Ewing (David Ackroyd) – Jock és Ellie középső fia, Lucy apja (1-2. rész)
- Valerie Ewing (lánykori nevén Clements) (Joan Van Ark) – Gary felesége, Lucy anyja, pincérnő (1-2. rész)
- Maynard Anderson (Peter Mark Richman) – leendő ipari miniszter, a Ewingok barátja (3. rész)
- Rita Briggs (Talia Balsam) – terhes tinédzser (5. rész)
- Ed Haynes (Robin Clarke) – Pamela volt férje (6. rész)
- Hivatalnok (Charles Hallahan) (6. rész)
- Willie Guest (Greg Evigan) – rabló (7. rész)
- Jordan Lee (Don Starr) – Jockey üzlettársa, olajmágnás (8. rész)
- Peter Larson (Joshua Bryant) – Cliff Barnes kampányfőnöke (8. rész)
- Martin Cole (Allen Case) – szenátorjelölt, Cliff Barnes ellenfele (8. rész)
- Garnet McGee (Kate Mulgrew) – feltörekvő énekesnő, Ray barátnője (11. rész)
- Taylor Bennett (Richard Kelton) – Bobby régi barátja és üzlettársa (12. rész)
- Will Hart (Stephen Davies) – emberrabló (13. rész)
- Al Parker (Paul Koslo) – emberrabló (13. rész)
- Fay Parker (Kelly Jean Peters) – emberrabló (13. rész)
- Garrison Southworth (Gene Evans) – Ellie bátyja (14. rész)
- Cathie Baker (Melinda Fee) – Garrison ápolónője (14. rész)
- Mrs. Patricia Shephard (Martha Scott) – Samantha anyja (15. rész)
- Julie Grey (Tina Louise) – Jockey volt titkárnője (16-18. rész)
- Sloan (Charles Siebert) – Cliff Barnes ügyvédje (18. rész)
- Cole Young (Walter Brooke) – helyettes államügyész (18. rész)
- Potter bíró (John Harkins) (19. rész)
- Wally Kessel (John McLiam) – földbirtokos (19. rész)
- Leanne Rees (Veronica Hamel) – modell, volt callgirl, Pamela barátnője (20. rész)
- Ben Maxwell (Fred Beir) – Cliff Barnes támogatója (15., 18., 20. rész)
- Kit Mainwaring (Mark Wheeler) – a Mainwaring olajtársaság örököse, Lucy vőlegénye (20-21. rész)
- Chris Mainwaring (Linden Chiles) – Kit apja (21. rész)
- Marilee Stone (Fern Fitzgerald) – Samantha és Ellie barátnője, Stone olajmágnás felesége (15-16., 21-22. rész)
- Sam Culver (John MecIntire) – volt szenátor (22. rész)
- dr. Anita Krane (Ellen Geer) – Samantha orvosa (23-24. rész)
- Annie Driscoll (Dawn Jeffory) – Lucy barátnője (23-24. rész)
- dr. Rogers ( Michael C. Gwynne) – Samantha orvosa (23-24. rész)
- Hatton nővér (Dimitra Arliss) – Samantha ápolónője (24. rész)
- Andy Bradley (Paul Sorensen) (21-22. rész)

| Szereplő        | Epizód, melyben szerepelt | Epizód, melyben szerepelt | Epizód, melyben szerepelt | Epizód, melyben szerepelt | Epizód, melyben szerepelt | Epizód, melyben szerepelt | Epizód, melyben szerepelt | Epizód, melyben szerepelt | Epizód, melyben szerepelt | Epizód, melyben szerepelt | Epizód, melyben szerepelt | Epizód, melyben szerepelt | Epizód, melyben szerepelt | Epizód, melyben szerepelt | Epizód, melyben szerepelt | Epizód, melyben szerepelt | Epizód, melyben szerepelt | Epizód, melyben szerepelt | Epizód, melyben szerepelt | Epizód, melyben szerepelt | Epizód, melyben szerepelt | Epizód, melyben szerepelt | Epizód, melyben szerepelt | Epizód, melyben szerepelt |
| Szereplő        | 1.                        | 2.                        | 3.                        | 4.                        | 5.                        | 6.                        | 7.                        | 8.                        | 9.                        | 10.                       | 11.                       | 12.                       | 13.                       | 14.                       | 15.                       | 16.                       | 17.                       | 18.                       | 19.                       | 20.                       | 21.                       | 22.                       | 23.                       | 24                        |
| --------------- | ------------------------- | ------------------------- | ------------------------- | ------------------------- | ------------------------- | ------------------------- | ------------------------- | ------------------------- | ------------------------- | ------------------------- | ------------------------- | ------------------------- | ------------------------- | ------------------------- | ------------------------- | ------------------------- | ------------------------- | ------------------------- | ------------------------- | ------------------------- | ------------------------- | ------------------------- | ------------------------- | ------------------------- |
| Jock Ewing      |                           |                           |                           |                           |                           |                           |                           |                           |                           |                           |                           |                           |                           |                           |                           |                           |                           |                           |                           |                           |                           |                           |                           |                           |
| Ellie Ewing     |                           |                           |                           |                           |                           |                           |                           |                           |                           |                           |                           |                           |                           |                           |                           |                           |                           |                           |                           |                           |                           |                           |                           |                           |
| Jockey Ewing    |                           |                           |                           |                           |                           |                           |                           |                           |                           |                           |                           |                           |                           |                           |                           |                           |                           |                           |                           |                           |                           |                           |                           |                           |
| Bobby Ewing     |                           |                           |                           |                           |                           |                           |                           |                           |                           |                           |                           |                           |                           |                           |                           |                           |                           |                           |                           |                           |                           |                           |                           |                           |
| Pamela Ewing    |                           |                           |                           |                           |                           |                           |                           |                           |                           |                           |                           |                           |                           |                           |                           |                           |                           |                           |                           |                           |                           |                           |                           |                           |
| Lucy Ewing      |                           |                           |                           |                           |                           |                           |                           |                           |                           |                           |                           |                           |                           |                           |                           |                           |                           |                           |                           |                           |                           |                           |                           |                           |
| Samantha Ewing  |                           |                           |                           |                           |                           |                           |                           |                           |                           |                           |                           |                           |                           |                           |                           |                           |                           |                           |                           |                           |                           |                           |                           |                           |
| Ray Krebbs      |                           |                           |                           |                           |                           |                           |                           |                           |                           |                           |                           |                           |                           |                           |                           |                           |                           |                           |                           |                           |                           |                           |                           |                           |
| Cliff Barnes    |                           |                           |                           |                           |                           |                           |                           |                           |                           |                           |                           |                           |                           |                           |                           |                           |                           |                           |                           |                           |                           |                           |                           |                           |
| „Tintás” Barnes |                           |                           |                           |                           |                           |                           |                           |                           |                           |                           |                           |                           |                           |                           |                           |                           |                           |                           |                           |                           |                           |                           |                           |                           |

#### Tartalom
| # | #   | Eredeti cím            | Magyar cím                     | Rendező             | Író                             | Eredeti premier      | Magyar premier    |
| --- | --- | ---------------------- | ------------------------------ | ------------------- | ------------------------------- | -------------------- | ----------------- |
| 6. | 1.  | Reunion, Part 1        | A tékozló fiú                  | Irving J. Moore     | David Jacobs                    | 1978. szeptember 23. | 1991. február 1.  |
| Lucy titokban találkozik anyjával, Valerie-vel, aki pincérnőként dolgozik, és megpróbálja rábeszélni arra, költözzenek össze közös lakásba, de az asszony fél Jockey-tól. Pamela és Bobby Las Vegasban utaznak üzleti útra, ahol összetalálkoznak Bobby bátyjával, Lucy apjával: Gary-vel. Bobby rábeszéli Gary-t, látogasson haza Dallasba. Gary hazatértének anyján és Bobbyékon kívül, senki nem örül, de Lucy-nek ez az első alkalom életében, hogy láthatja apját, és rögtön el is viszi Valerie-hez. Sikeresen rá is beszéli szüleit, menjenek közösen Southfork Ranchre, amire ők, ha nehezen is, de ráállnak. Mindenki látszólag kedvesen fogadja őket, Jockey kifejezetten szívélyesen, és megpróbálja Gary-t megtenni egy olyan vállalat igazgatójává, ami valójában már nem is létezik. |     |                        |                                |                     |                                 |                      |                   |
| |     |                        |                                |                     |                                 |                      |                   |
| 7. | 2.  | Reunion, Part 2        | Búcsú                          | Irving J. Moore     | David Jacobs                    | 1978. szeptember 30. | 1991. február 8.  |
| Gary beleveti magát az új céggel kapcsolatos munkába, csak hogy megfeleljen Jockey elvárásainak, de nem ért az üzlethez. Ez egyre inkább depresszióssá teszi, és egy zűrzavaros este újra majdnem a pohárhoz nyúl, pedig már sikeresen kigyógyult alkoholizmusából. Felesége, Valerie arra akarja rávenni, hagyják ott Southforkot, mert érzi, Jockey rosszat forral Gary ellen. Gary végül magától jut arra az elhatározásra, ismét elhagyja otthonát, mégpedig titokban. Jockey ennek hallatán Valerie-t is kidobja, de előtte még megpróbálja megvesztegetni az asszonyt, de az nem fogadja el a pénzt. Jockey a szülei után érdeklődő Lucynek mégis azt állítja, Valerie pénzt kért a távozásáért, így sikeresen szülei ellen hangolja a lányt. Pamela apja részegen kitagadja a lányát, majd Southforkra hajt és pénzt követel Jocktól a lányáért. |     |                        |                                |                     |                                 |                      |                   |
| |     |                        |                                |                     |                                 |                      |                   |
| 8. | 3.  | Old Acquaintance       | Régi ismerős                   | Alex March          | Camille Marchetta               | 1978. október 7.     | 1991. február 15. |
| A Ewingok régi barátját, Andersont kinevezik ipari miniszternek, de útjában áll szeretője, Jenna Wade, aki évekkel korábban Bobby menyasszonya volt. Jockey segít Jennának, hogy újra összejöjjön Bobbyval, aki pénzzel segíti a nőt és kislányát új életet kezdeni. Pamela nem nézi jó szemmel a Bobby és Jenna közti viszony újraéledését, és harcba száll a férjéért, kényszerítve Jennát, hogy valljon színt: a kislánya Bobbytól született-e vagy sem. Bobby bevallja Pamelának, mindenképpen őt választotta volna kettejük közül. Cliff Barnes úgy dönt, indul a szenátori címért. |     |                        |                                |                     |                                 |                      |                   |
| |     |                        |                                |                     |                                 |                      |                   |
| 9. | 4.  | Bypass                 | A halál közelében              | Corey Allen         | Arthur Bernard Lewis            | 1978. október 14.    | 1991. február 22. |
| Bobby nehezményezi, hogy Jockey nem engedi semmilyen komolyabb döntés közelébe, így a Garral és Amossal folytatott tárgyaláson sem vehet részt. Emiatt úgy dönt, belevág a parlagon heverő Ewing-földek hasznosításába, aminek azonban apja nem örül. Jock vitába keveredik Jockeyval Bobby jövőjét illetően, és a vita közben infarktust kap. A család egy emberként aggódik Jock egészsége miatt, akit sürgősséggel meg is kell operálni, azonban Amost és Garrt csak az érdekli, hogy mi áll Jock végrendeletében, mert ettől teszik függővé, hogy a jövőben is támogatni fogják-e a Ewing-családot. Jockey, hogy megnyugtassa őket, megmutatja nekik apja végrendeletének titkos záradékát, ami feljogosítja őt a Ewing Olajvállalat teljeskörű irányítására. Pamela unja a semmittevést a birtokon és azt tervezi, visszatér a munka világába, de Bobby nem támogatja őt ebben. |     |                        |                                |                     |                                 |                      |                   |
| |     |                        |                                |                     |                                 |                      |                   |
| 10. | 5.  | Black Market Baby      | Gyerek, feketepiaci áron       | Lawrence Dobkin     | Darlene Craviotto               | 1978. október 15.    | 1991. március 1.  |
| Pamela nem hagyja, hogy Bobby lebeszélje arról, hogy munkát vállaljon Liz butikjában, habár Jocknak is az a véleménye, hogy egy asszony egyetlen feladata, hogy gyereket szüljön, és alig várja már az unokáját. Samantha fél, hogy Bobbyék megelőzik őket, és előbb születik gyerekük, mint neki is Jockey-nak, azonban Jockey nem aggódik, és nem hajlandó orvoshoz sem fordulni 7 éve tartó gyermektelenségük miatt. Samantha, miután egy éjszakát Rayjel töltött, elhatározza, titokban örökbefogad egy gyereket. Egy ügynökségen keresztül megismerkedik egy lánnyal, Ritával, aki gyereket vár, ám pénzért hajlandó róla lemondani. Jockey megtudja, mit tervez Samantha, és elkergeti Ritát a városból, Samanthának pedig a szemére veti, hogy meg akarta őt alázni. Az asszony válaszul el akar költözni, de Jockey nem engedi, és a nő tiltakozása ellenére meg is erőszakolja. |     |                        |                                |                     |                                 |                      |                   |
| |     |                        |                                |                     |                                 |                      |                   |
| 11. | 6.  | Double Wedding         | Esküvő Mexikóban               | Paul Stanley        | Jim Inman, Arthur Bernard Lewis | 1978. október 22.    | 1991. március 8.  |
| Pamela munkahelyén váratlanul felbukkan egy férfi, akiben Pamela döbbenten ismeri fel volt férjét, Edet. Eddel Mexikóban, hirtelen fellángolásból kötöttek házasságot 10 évvel korábban, Pamela kiskorúsága idején. Rögtön ezután a házasságot érvénytelenítették, de Ed azt állítja, ő erről nem tud, mivel a vietnami háborúban szolgált, a végzés több példánya pedig elkeveredett. Bobby megpróbálja pénzzel lefizetni a férfit, de az állítja, csak Pamela kell neki. Jockey azon dolgozik, Eddel összefogva, hogy sikerüljön érvénytelenné tenni Bobbyék házasságát, és tönkretenni Bobby új üzletét, az egyház számára való építkezést. Pamela úgy dönt, kézbe veszi az ügy megoldását, és felajánlja Ednek, vele tart. A férfi valójában csak pénzt akar, ezért elhagyja a várost, és egy hivatalnok révén az elveszettnek hitt végzés is előkerül. |     |                        |                                |                     |                                 |                      |                   |
| |     |                        |                                |                     |                                 |                      |                   |
| 12. | 7.  | Runaway                | A szökevény                    | Barry Crane         | Worley Thorne                   | 1978. október 29.    | 1991. március 16. |
| A Ewing-család Lucy születésnapjára készülődik, és Lucy nehezen viseli, hogy semmilyen, a partit érintő döntésbe nincs beleszólása. Amikor azt sem engedik meg neki, hogy meghívja az anyját, Jockey autóját ellopva elszökik otthonról, hogy felkeresse Valerie-t San Antonióban. Útközben összeismerkedik egy kedvesnek látszó fiatalemberrel, akiről kiderül, agresszív és veszélyes rabló, aki Lucyt két rablásba is belekényszeríti. Bobby utánaered a lánynak, és végül Austinban, egy utcai túszcsere során, amikor magát ajánlja fel cserébe Lucyért, lefegyverzi a fiút. |     |                        |                                |                     |                                 |                      |                   |
| |     |                        |                                |                     |                                 |                      |                   |
| 13. | 8.  | Election               | Képviselő-választás            | Barry Crane         | Rena Down                       | 1978. november 5.    | 1991. március 22. |
| Cliff Barnes képviselőnek jelöltette magát, ami nem nyerte el a Ewingok tetszését. Hosszas keresés után ellenjelöltet állítanak Martin Cole személyében, de Cole meg sem tudja közelíteni Barnes népszerűségét, ami gondot okoz a Ewingoknak. Bobby és Pamela kapcsolata is megromlóban van, mivel Pamela a bátyja kampányát segíti. Jockey mindenáron valami terhelő bizonyítékot akar találni Barnes ellen, és egy vacsorán Pamela véletlenül elmondja, Cliffnek volt egy menyasszonya, aki meghalt. Jockey nyomozásba kezd, és kideríti, Barnes nem akadályozta meg, hogy menyasszonya abortuszra menjen, és a lány belehalt a műtétbe. Ez a tény Barnes képviselői címébe kerül, mivel a választást Cole nyeri, ráadásul Cliff azt hiszi, Pamela kotyogta ki a titkát Jockeynak. |     |                        |                                |                     |                                 |                      |                   |
| |     |                        |                                |                     |                                 |                      |                   |
| 14. | 9.  | Survival               | Viharos repülés                | Irving J. Moore     | D. C. Fontana, Richard Fontana  | 1978. november 12.   | 1991. március 29. |
| Bobby és Jockey kettesben indulnak haza egy kisrepülővel New Orleansból, ami viharba kerül, és a gép lezuhan. Mivel Jock még nem épült fel teljesen, Ellie minden családtagtól azt kéri, semmit ne áruljanak el neki. Ezt Pamela nagyon nehezen tudja teljesíteni, mivel ő is nagyon aggódik. Samantha kétségbeesik, hogy ha Jockey meghal, az ő sorsa is bizonytalanná válik, emiatt egyre inkább az italhoz menekül és Lucyvel is összevesznek. Ellie kezébe veszi a fiai felkeresését, ugyanakkor a farm újságírók elleni védelmét is megszervezi, egy véletlen folytán azonban Jock mégis tudomást szerez a balesetről, de a vártnál jobban viseli a csapást. A Ewing-fiúk felkeresésére tett erőfeszítések végül sikerrel járnak, életben találják őket egy mocsaras területen. |     |                        |                                |                     |                                 |                      |                   |
| |     |                        |                                |                     |                                 |                      |                   |
| 15. | 10. | Act of Love            | Szerelmi aktus                 | Corey Allen         | Leonard Katzman                 | 1978. november 19.   | 1991. április 5.  |
| Cliff Barnes egyre többször találkozik Samanthával, míg Jockey üzleti utakon jár. Egyikük sem tudja azonban eldönteni, mit is akarnak a másiktól: tényleg szeretik-e egymást, vagy csak azért találkoznak, mert mindketten így tudják legjobban bosszantani Jockeyt? Amikor Samantha terhes lesz, felmerül a kérdés, ki a gyerek apja? A kérdést Jockey is felteszi neki, mivel nem hiszi el, hogy az ő gyerekét várja. Samantha visszavág, hogy Jockey-nak muszáj elfogadnia, hogy a gyerek az övé, mert nem állhatna a család elé azzal, hogy nem az. Pamela és Bobby kapcsolata egyre inkább válságba kerül Pamela munkája miatt, akit előléptettek a munkahelyén, és emiatt éppen akkor kellene Párizsba utaznia, amikor Bobby egy fontos estélyt készül adni leendő üzletfeleinek. |     |                        |                                |                     |                                 |                      |                   |
| |     |                        |                                |                     |                                 |                      |                   |
| 16. | 11. | Triangle               | Szerelmi háromszög             | Vincent McEveety    | Camille Marchetta               | 1978. november 26.   | 1991. április 12. |
| Ray szerelmes egy énekesnőbe, Garnetbe, aki a nagy lehetőségre vár, hogy lemezszerződést kapjon, míg Ray nősülni szeretne. Jockey megkörnyékezi a lányt, aki kereken elutasítja őt, de Jockey ezt nem hagyja annyiban. Míg elküldi Rayt San Antonióba üzleti ügyben, megállapodik Garnettel, hogy megkapja az áhított lemezt, feltéve, ha a mindenben Jockey rendelkezésére áll, és ezt szerződésbe is foglalják. Garnet cserébe Jockeyval tölti az éjszakát, de Ray in flagranti kapja őket, és megveri Jockeyt. Ray úgy dönt elhagyja Southforkot, de amikor Jockey megpróbálja elkergetni, úgy dönt, mégsem megy el. |     |                        |                                |                     |                                 |                      |                   |
| |     |                        |                                |                     |                                 |                      |                   |
| 17. | 12. | Fallen Idol            | A bukott eszménykép            | Vincent McEveety    | Arthur Bernard Lewis            | 1978. december 3.    | 1991. április 19. |
| Váratlanul feltűnik a színen Bobby régi iskolatársa és példaképe, Taylor Bennett. Lelkesedése és üzleti tapasztalata rögtön magával ragadja Bobbyt és egész családját, kivéve Pamelát és Jockeyt. Rögtön rá is beszéli Bobbyt, hogy a Southfork Ranch egy részét építsék be üzletekkel. Ellie és Jock bele is egyeznek, azonban az ötlet semmiképp sem tetszik Jockeynak, aki üzlettársainak már megígérte, éppen azon a parcellán fognak olajat kitermelni, ha majd Jock meghal, amit Bobby is kiszemelt az üzletközpontjának. Nyomozni kezd Bennett után és kiderül, a férfi több kétes üzletben és csalásban vett részt, és minden arra utal, most Bobbyt próbálja csőbe húzni. Pamelával is közli nyomozása eredményét, aki szembesíti Bennettet a tényekkel, aki semmit nem tagad, ám az is kiderül, Bobby is tudott barátja múltjáról, de akart neki adni még egy esélyt, barátságuk emlékére. |     |                        |                                |                     |                                 |                      |                   |
| |     |                        |                                |                     |                                 |                      |                   |
| 18. | 13. | Kidnapped              | Emberrablás                    | Lawrence Dobkin     | Camille Marchetta               | 1978. december 17.   | 1991. április 26. |
| Egy háromfős banda Jockey elrablására készül, ám véletlenül Bobbyt rabolják el helyette és másfél millió dolláros váltságdíjat kérnek érte. Kikötésük, hogy Cliff Barnes legyen az összekötő, aminek sem Barnes, sem a Ewingok nem örülnek. Amikor a tiltás ellenére Jockey értesíti az FBI-t, a csere majdnem lehetetlenné válik. Barnesnak sikerül meggyőznie a rablókat, hogy neki adják át Bobbyt a pénzért cserébe, bár mindannyian aggódnak, mert a banda korábban már meggyilkolt egy embert. A cserére egy elhagyott helyen kerül sor, ahol Jockey és Ray egy csapat emberükkel elrejtőznek, majd a túszátadáskor tüzet nyitva megölnek két rablót. Cliff rátámad Jockeyra, azzal gyanúsítva, hogy akár véletlenül őt vagy Bobbyt is lelőhették volna, sőt, talán épp az volt a céljuk, hogy őt, Cliff Barnest is megöljék. |     |                        |                                |                     |                                 |                      |                   |
| |     |                        |                                |                     |                                 |                      |                   |
| 19. | 14. | Home Again             | Újra itthon                    | Don McDougall       | Arthur Bernard Lewis            | 1979. január 7.      | 1991. május 3.    |
| Váratlan vendég érkezik Southforkba, Ellie 40 éve halottnak hitt és holttá is nyilvánított bátyja, Garrison, egy fiatal nő társaságában. A család gyanítja, a férfi csak azért jött haza, hogy megszerezze a farmot, és a társaságában levő nőt, Cathy-t gyanúsítják azzal, hogy ő tervelte ki az egészet. Ellie, mivel apjuk végrendeletben Garrisonra hagyta a farmot, vissza is akarja azt adni neki, de a család egy emberként ellenzi ezt. Jockey nyomozásba kezd Garrison ellen és kideríti, hogy módos, de korántsem olyan gazdag, mint a Ewingok, Bobby és Pamela viszont arra is rájönnek, hogy Garrison halálos beteg, aki csak meghalni jött haza Southforkba, Cathy pedig az ápolónője. Jock felfedezi, hogy a farm 40-es parcellájában titokban megnyitották a több évtizede lezárt olajkutat, és megbízza Rayt, derítse ki, ki tette. |     |                        |                                |                     |                                 |                      |                   |
| |     |                        |                                |                     |                                 |                      |                   |
| 20. | 15. | For Love or Money      | Szerelem, pénz, hatalom        | Irving J. Moore     | Leonard Katzman                 | 1979. január 14.     | 1991. május 10.   |
| Samantha őrlődik, nem tudja eldönteni, elhagyja-e Jockeyt és a jólétet, amit az biztosít neki, vagy a szerelmet válassza Cliff Barnes oldalán. Anyja és húga sem érti meg őt. Barnes sem tud dűlőre jutni, de végül elfogadja és támogatja Samantha végső döntését, hogy az elhagyja Jockeyt, és Samantha el is költözik Southforkból. Ez megviseli Jockot és Elliet, akik felszólítják Jockey-t, mindenáron hozza vissza az asszonyt a farmra, ezért Jockey nyomoztatni kezd Samantha után és rájön, Barnes a szeretője és valószínűleg a gyereke apja is. Megzsarolja Barnest, ha nem mond le a nőről, botrányos válást rendez, ami mindenképpen ártani fog Barnes karrierjének. Barnes a karriert választja és úgy dönt, szakít Samanthával és elfogadja a Földhivatal felkínált elnöki posztját, ami azzal is jár, hogy ki kell szolgálnia bizonyos csoportok érdekeit, de ugyanakkor lehetőséget ad a Ewingoknak való visszavágásra is. Samantha, nem lévén más választása, visszatér Jockey mellé. |     |                        |                                |                     |                                 |                      |                   |
| |     |                        |                                |                     |                                 |                      |                   |
| 21. | 16. | Julie's Return         | Julie visszatér                | Leslie H. Martinson | Rena Down                       | 1979. január 26.     | 1991. május 17.   |
| Jockey volt titkárnője, Julie visszatér Dallasba. Találkozik Jockkal, és bocsánatot kér tőle, amiért egy titkos aktát kiszivárogtatott. Jock megbocsát neki, és meghívja ebédre. Mivel otthon elhanyagoltnak és mellőzöttnek érzi magát, egyre több időt töltenek együtt, és Jock esténként már otthonról is kimarad miatta, amit nem néz jó szemmel a család. Jockey meg van győződve róla, hogy nem puszta barátság van köztük, hanem Julie az apja szeretője, és megfenyegeti a nőt. Julie mást állít, és ezt elmondja Ellie-nek is. Ellie megijed, mert egy erős barátságot veszélyesebbnek érez, mint egy futó kalandot. Összevesznek Jockkal, azonban úgy tűnik, Jock is észhez tér, és megszakítja barátságát Julieval, aki újra Jockeynál talál vigaszra. |     |                        |                                |                     |                                 |                      |                   |
| |     |                        |                                |                     |                                 |                      |                   |
| 22. | 17. | The Red File, Part 1   | A titkos akta                  | Leonard Katzman     | Arthur Bernard Lewis            | 1979. február 2.     | 1991. május 24.   |
| Jockey és Julie újra viszonyt folytatnak, és Jockey előáll az ötlettel: Julie tegyen úgy, mintha el akarná árulni őt, és így próbáljon meg információkat kihúzni Cliff Barnesból. Ray és Bobby tovább nyomoznak a 40-es parcellában megnyitott olajkút ügyében, de csak azt érik el vele, hogy Rayt összeverik, viszont ez egyben bizonyíték is arra, hogy Jockey áll az újabb próbafúrás mögött. Jockey lehallgattatja Barnes telefonját, hogy megtudja, kapcsolatban áll-e még Samanthával. Így jut üzlettársai, Ames és Garr tudomására, hogy Julie felhívta Barnest azzal, hogy hajlandó elárulni neki Jockey titkait. Miután ők azt hiszik, Julie el akarja árulni Jockeyt, és mert ki akarják köszörülni a 40-es parcellában esett csorbát, megzsarolják a nőt, aki a lakása tetőjére menekül előlük, majd dulakodás közben lezuhan és meghal. Mivel Barnes is éppen akkor érkezik oda, hogy beszéljen Julieval, őt gyanúsítják a nő meggyilkolásával. |     |                        |                                |                     |                                 |                      |                   |
| |     |                        |                                |                     |                                 |                      |                   |
| 23. | 18. | The Red File, Part 2   | A titkos akta ügye folytatódik | Leonard Katzman     | Arthur Bernard Lewis            | 1979. február 9.     | 1991. május 31.   |
| Julie meggyilkolása ügyében megkezdődik Cliff Barnes pere. Ő és ügyvédje nem igazán tudják, hogyan védekezzenek. Cliff megkéri Bobbyt, hozza el a postáját, melyben találnak egy levelet, melyet még Julie küldött Cliffnek. A borítékban egy zálogcédula és egy bőröndkulcs van. Bobby elmegy a bőröndért,melyben nemcsak szenátorok megvesztegetésére talál terhelő adatokat, de megtalálja apjuknak a Jockey által meghamisított végrendeletét is. Kérdőre vonja Jockeyt, aki bevallja, valóban ilyen eszközökkel élt a vállalat erejének növelése érdekében. Bobby felkeresi a Barnes lehallgatásával megbízott magánnyomozót, aki elárulja neki, hogy Garr és Ames voltak még azok, akik tudtak Julie telefonhívásáról. Bobby megfenyegeti őket, ha nem segítenek abban, hogy Cliffet tisztára moshassák a bíróságon, ők kerülnek a vádlottak padjára nem csak gyilkosságért, de vesztegetésért is, mivel Jockey vigyázott rá, hogy az ő neve semmilyen terhelő iraton ne szerepeljen. Amikor szabadulása után Cliff megkérdezi Bobbyt, hogyan sikerült elérnie, hogy Ames és Garr jelentkezzen, Bobby semmit nem árul el, és ez újabb éket ver ő és Pamela közé. |     |                        |                                |                     |                                 |                      |                   |
| |     |                        |                                |                     |                                 |                      |                   |
| 24. | 19. | Sue Ellen's Sister     | Samantha húga                  | Irving J. Moore     | Camille Marchetta               | 1979. február 16.    | 1991. június 7.   |
| Samantha húga néhány napos látogatásra érkezik Southforkba. Ő és Jockey hamar jól megértik egymást, és Jockey kifejezetten támogatja abban, hogy Kristin kivesse a hálóját Bobbyra, akinek amúgy is látszólag romokban hever a házassága. Samantha figyelmezteti húgát, hogy ne kezdjen ki Bobbyval, de Kristin közli vele, neki gazdag férj kell és meg is szerzi magának. Bobby szívesen foglalkozik a lánnyal, de értésére adja, csak barátok lehetnek, annak ellenére hogy Bobby és Pamela kapcsolata tovább rosszabbodik az után, hogy Pamela kölcsönad apjának egy jelentős összeget, mert nem tudja, hogy a pénz csak arra kell, hogy a Ewingok elől megszerezhessenek egy földet, aminek az elvesztése nagy érvágás lenne a család számára, sőt, akár csődbe is viheti őket. |     |                        |                                |                     |                                 |                      |                   |
| |     |                        |                                |                     |                                 |                      |                   |
| 25. | 20. | Call Girl              | A call girl                    | Leslie H. Martinson | Rena Down                       | 1979. február 23.    | 1991. június 14.  |
| Jockeynak egyre több problémát okoz Cliff Barnes a Földhivatal élén. Úgy próbál fogást találni rajta, hogy megpróbálja befeketíteni támogatóját, Ben Maxwellt, ami nem könnyű feladat, mivel Maxwell minden téren feddhetetlen embernek bizonyul. Pamela különköltözik Bobbytól egy barátnőjéhez, Leanne-hez. Amikor erről Jockey tudomást szerez, kész a terve: mivel ő tudja, hogy Leanne korábban callgirl volt, megzsarolja a nőt, hogy az segítsen neki félretenni az útból Maxwellt. Leanne feladata, hogy felcsalja a férfit a lakására, majd ott kompromittáló helyzetbe hozza Pamelával, így Jockey Bobby feleségétől is megszabadulna. A terv félig jól sül el: Maxwell lemondani kényszerül, azonban Bobby és Pamela házasságát az eset helyrehozza, Pamela visszaköltözik a farmra. Cliff Barnes azonban, dacára támogatója bukásának, mégsem mond le a hivatali posztjáról. |     |                        |                                |                     |                                 |                      |                   |
| |     |                        |                                |                     |                                 |                      |                   |
| 26. | 21. | Royal Marriage         | Fejedelmi házasság             | Gunnar Hellström    | Camille Marchetta               | 1979. március 9.     | 1991. június 21.  |
| Lucy egyre többet randevúzik Kit Mainwaringgel, a Mainwaring olajtársaság fiatal, jóképű örökösével. A Ewingok már az esküvőt tervezgetik, és a házasságot Jockey is támogatja, mivel jelentős haszonnal járna a Ewing Oil számára egy ilyen kapcsolat a Mainwaringekkel. Egy partin Kit meg is kéri Lucy kezét, aki boldogan mond igent, Jockey és Kit apja pedig rögtön azt tervezik, közös üzletbe vágnak. Azonban Kit egyre bizonytalanabb a tervezett friggyel kapcsolatban, mígnem Bobbynak bevallja, semmiképpen sem veheti el Lucyt, mivel ő homoszexuális. Kiderül, Jockey már rég tudott erről, de szerinte ez nem probléma, ellentétben azzal, hogy ha meghiúsulna az esküvő, akkor a tervezett közös üzlet is kútba esne. Kit hajthatatlan, Lucynek is bevallja az identitását, aki teljesen összetörik. Azonban, hogy meggátolja, hogy Jockey meg tudja zsarolni Kitet, ő állítja be úgy a történéseket, mintha ő szakított volna a fiúval, és ő fújta volna le az esküvőt. |     |                        |                                |                     |                                 |                      |                   |
| |     |                        |                                |                     |                                 |                      |                   |
| 27. | 22. | The Outsiders          | A kívülállók                   | Dennis Donnelly     | Leonard Katzman                 | 1979. március 16.    | 1991. június 28.  |
| Jockey mindenáron meg akarja találni a módját Cliff Barnes félreállításának, és erre apja egyik régi barátját, a volt kormányzót, Sam Culvert tartja a legmegfelelőbbnek. Culver azonban már nem a régi, ingadozik, és úgy tűnik, új és fiatal felesége, Donna befolyása alatt áll, legalábbis mindent megbeszél az asszonnyal és tanácsot kér tőle minden ügyben. Ray egy kocsmában megismerkedik egy szép és okos nővel, Donnával. Hamar romantikus kapcsolat alakul ki köztük, Donna azonban nem árulja el neki, hogy ő Culver felesége. Jockey rájön a kapcsolatukra és megzsarolja a nőt, hogy beárulja nem csak Ray-nek, de a férjének is, hacsak nem beszéli rá Culvert, hogy az lépjen fel erélyesen a Földhivatal és Barnes hatalma ellen. Donna válaszul mindent bevall a férjének, aki megértő vele szemben, és Raynek is, aki szintén kiáll a kapcsolatuk mellett. Donna elhatározza, elválik férjétől és elhagyja Dallast, Ray pedig úgy dönt, megvárja őt, míg visszatér. |     |                        |                                |                     |                                 |                      |                   |
| |     |                        |                                |                     |                                 |                      |                   |
| 28. | 23. | John Ewing III: Part 1 | A legifjabb Ewing – 1. rész    | Leonard Katzman     | Camille Marchetta               | 1979. március 23.    | 1991. július 5.   |
| Lucy nehezen teszi túl magát a Kittel való szakításon, barátnője javaslatára hangulatjavítónak bevesz egy tablettát, aminek szedésére hamar rá is szokik. Függőségéről csak Ray és Bobby tud, ők is nehezen tudják a család előtt titokban tartani a történteket. Samantha egyre mélyülő alkoholizmusa már orvosának is feltűnik, aki megtiltja neki a további ivást, de az asszony továbbra sem tud ellenállni az italnak, úgy érzi, mindenki elhagyta, még Cliff Barnes sem áll vele szóba. Egy nap lezuhan a lépcsőn, az ismét bódult állapotban lévő Lucy nem siet a segítségére. Orvosai szerint csak kis híja volt, hogy sem neki, sem a születendő gyerekének nem esett baja, ezért Jockey úgy dönt, szanatóriumba küldi, amíg felgyógyul. Samantha tiltakozik ez ellen, de amikor tiltakozása hiábavaló, megfenyegeti Jockeyt, hogy tönkreteszi őt, amiért bezárta. |     |                        |                                |                     |                                 |                      |                   |
| |     |                        |                                |                     |                                 |                      |                   |
| 29. | 24. | John Ewing III: Part 2 | A legifjabb Ewing – 2. rész    | Leonard Katzman     | Arthur Bernard Lewis            | 1979. március 30.    | 1991. július 12.  |
| Samantha mindent megpróbál, hogy kikerüljön a szanatóriumból, de nem jár sikerrel, viszont egy ápolón keresztül sikerül újra italhoz jutnia. Ittas állapotában bevallja Bobbynak, hogy a gyereke apja Cliff Barnes. Bobby megfenyegeti Barnest, hogy vele kerül szembe, ha ártani próbál Samanthának és a gyereknek. Samantha elszökik a szanatóriumból, és ismét ittas állapotban balesetet szenved. Sürgős beavatkozásra van szükség, hogy ő és a baba életben maradhasson. Jock és Ellie felelősségre vonják Jockeyt, szerintük neki is része van abban, hogy Samantha ilyen állapotba került, és követelik, hogy Jockey hozza rendbe a házasságát. |     |                        |                                |                     |                                 |                      |                   |

### 3. évad (1979-1980)

#### Készítők
Ebben az évadban ültek először a rendezői székbe a sorozat főszereplői, az évad 13. (az egész sorozat 42.), „Az anyaszív” című epizódját Larry Hagman rendezte.
- Producer: Leonard Katzman
- Írók: Camille Marchetta, Arthur Bernard Lewis, Leonard Katzman, Worley Thorne, Rena Down, D. C. Fontana, Richard Fontana, Loraine Despres, David Jacobs, Jeff Young, Linda B. Elstad, Barbara Searles
- Rendezők: Leonard Katzman, Irving J. Moore, Leslie H. Martinson, Gunnar Hellström, Larry Hagman, Alexander Singer, Harry Harris
- Operatőrök: Allen M. Davey, Robert Jessup
- Zeneszerzők: Jerrold Immel, Richard Lewis Warren, Bruce Broughton

#### Szereplők
A 3. évadban főszereplővé lépett elő Cliff Barnes ügyvéd, a Ewingok ellenfele. Az évad 15. (az egész sorozat 44.) epizódja volt az első, ahol Lucy Ewing nem jelent meg.
Az első és második évad minden jelentős mellékszereplőjét más színész alakította a 3. évadban. Tintás Barnes szerepét Keenan Wynn, Jenna Wade-ét Francine Tucker, Gary Ewingét Ted Shackelford és Kristin Shepardét Mary Crosby vette át.
Az évad 23. részében Victoria Principal saját Pamela szerepe mellett fiatalkori anyját, Rebecca Barnest is megjelenítette egy rövi jelenetben.
Főszereplők:
- Jock Ewing (Jim Davis)
- Ellie Ewing (Barbara Bel Geddes)
- Jockey Ewing (Larry Hagman)
- Bobby Ewing (Patrick Duffy)
- Pamela Barnes Ewing (Victoria Principal)
- Lucy Ewing (Charlene Tilton)
- Samantha Ewing (Linda Gray)
- Ray Krebbs (Steve Kanaly)
- Cliff Barnes (Ken Kercheval)

Mellékszereplők:
- Alan Beam (Randy Powell) – Jockey ügyvédje
- Kristin Shepard (Mary Crosby)
- Tintás Barnes (Keenan Wynn)
- Dusty Farlow (Jared Martin) – rodeósztár, a Southern Cross ranch örököse, Samantha szeretője

További szereplők:
- Harv Smithfield (George Petrie) – a Ewingok ügyvédje (1., 4., 11., 17., 23. rész)
- Jeb Ames (Sandy Ward) – Jockey üzlettársa (1-2. rész)
- Willie Jo Garr (John Ashton) – Jockey üzlettársa (1-2. rész)
- Louella Caraway (Meg Gallagher) – Jockey titkárnője (1., 4., 20-22., 25. rész)
- Connie Brusher (Jeanna Michaels) – Bobby titkárnője (1., 4-5., 7., 12-14., 16., 19-21., 24-25. rész)
- Priscilla Duncan (Sheila Larken) – gyermekrabló (1-2. rész)
- Mrs. Shepard (Martha Scott) – Samantha és Kristin anyja (3., 5., rész)
- Valerie Ewing (Joan van Ark) – Lucy anyja (4., 14. rész)
- dr. Paul Hollister (William Basset) – Pamela orvosa (3-4. rész)
- Mrs. Reeves (Jocelyn Brando) – dajka
- Vaughn Leland (Dennis Patrick) – a Ewingok bankárja (2., 5., 12-13., 24-25. rész)
- Jordan Lee (Don Starr) – Jockey üzlettársa (5., 12., 24-25. rész)
- Tom Owens (Robert J. Wilke) – Jock régi ellenfele (6. rész)
- dr. Simon Ellby (Jeff Cooper) – Samantha pszichiátere (7., 9., 11., 13., 15., 21-22., 24-25. rész)
- Luke Middens (Ronnie Scribner) – az egyik munkás fia (7. rész)
- dr. Harlen Danvers (John Zaremba) – Ellie orvosa (9-10., 23. rész)
- Muriel Gillis (Karlene Crockett) – Lucy barátnője (2., 10., 11., 16., 20. rész)
- Gary Ewing (Ted Shackelford) – Lucy apja, Bobby és Jockey testvére (14. rész)
- Rudy Millington (Terry Lester) – Kristin korábbi szerelme (14. rész)
- Liz Craig (Barbara Babcock) – Pamela főnöke (15. rész)
- Harrison Page (Mel Ferrer) – az áruház tulajdonosa, ahol Pamela dolgozik (15., 18. rész)
- Donna Culver (Susan Howard) – Ray barátnője (15-16., 18-19., rész)
- Fenton Washburn (Barry Corbin) – helyi seriff (15., 21-23. rész)
- Marilee Stone (Fern Fitzgerald) – Ellie és Samantha barátnője (17., 22. rész)
- Jordan Lee (Don Starr) – Jockey üzlettársa, olajmágnás (5., 12., 17., 24. rész)
- Jenna Wade (Francine Tucker) – Bobby volt szerelme (18-19. rész)
- Luanne Culver (Alba Francesca) – Donna mostoha-menye (18. rész)
- Dave Culver (Tom Fuccello) – Donna mostohafia, szenátor (18. rész)
- Betty Lou Barker (Laura Johnson) – Alan Beam szeretője (11., 16., 20. rész)
- Matt Devlin (Don Porter) – építési vállalkozó (18., 21-23. rész)
- Harry McSween (James Brown) – nyomozó (21., 25. rész)
- Lyle Sloan (Nicolas Foster) – államügyész (22-23. rész)
- Scotty Demarest (Stephen Elliot) – Jock védőügyvédje (23. rész)
- Hutch McKinney (William Watson) – Jock korábbi alkalmazottja, Pamela igazi apja (23. rész)
- Maggie néni (Sarah Cunningham) – Pamela és Cliff nagynénje (23-24. rész)
- Amanda Ewing (Lesley Woods) – Jock első felesége (24. rész)
- Hank Johnson (Ron Hayes) – Jockey ázsiai ügynöke (24-25. rész)
- Serena Wald (Stephanie Blackmore) – Jockey barátnője (24. rész)
- Seth Stone (Ed Kinney) – Jockey üzlettársa (24. rész)
- Andy Bradley (Paul Sorensen) – (5., 17., 24. rész)
- Greg Forrester (Christopher Coffey) – Lucy tanára (20., 22., 25. rész)

| Szereplő        | Epizód, melyben szerepelt | Epizód, melyben szerepelt | Epizód, melyben szerepelt | Epizód, melyben szerepelt | Epizód, melyben szerepelt | Epizód, melyben szerepelt | Epizód, melyben szerepelt | Epizód, melyben szerepelt | Epizód, melyben szerepelt | Epizód, melyben szerepelt | Epizód, melyben szerepelt | Epizód, melyben szerepelt | Epizód, melyben szerepelt | Epizód, melyben szerepelt | Epizód, melyben szerepelt | Epizód, melyben szerepelt | Epizód, melyben szerepelt | Epizód, melyben szerepelt | Epizód, melyben szerepelt | Epizód, melyben szerepelt | Epizód, melyben szerepelt | Epizód, melyben szerepelt | Epizód, melyben szerepelt | Epizód, melyben szerepelt | Epizód, melyben szerepelt |
| Szereplő        | 1.                        | 2.                        | 3.                        | 4.                        | 5.                        | 6.                        | 7.                        | 8.                        | 9.                        | 10.                       | 11.                       | 12.                       | 13.                       | 14.                       | 15.                       | 16.                       | 17.                       | 18.                       | 19.                       | 20.                       | 21.                       | 22.                       | 23.                       | 24.                       | 25.                       |
| --------------- | ------------------------- | ------------------------- | ------------------------- | ------------------------- | ------------------------- | ------------------------- | ------------------------- | ------------------------- | ------------------------- | ------------------------- | ------------------------- | ------------------------- | ------------------------- | ------------------------- | ------------------------- | ------------------------- | ------------------------- | ------------------------- | ------------------------- | ------------------------- | ------------------------- | ------------------------- | ------------------------- | ------------------------- | ------------------------- |
| Jock Ewing      |                           |                           |                           |                           |                           |                           |                           |                           |                           |                           |                           |                           |                           |                           |                           |                           |                           |                           |                           |                           |                           |                           |                           |                           |                           |
| Ellie Ewing     |                           |                           |                           |                           |                           |                           |                           |                           |                           |                           |                           |                           |                           |                           |                           |                           |                           |                           |                           |                           |                           |                           |                           |                           |                           |
| Jockey Ewing    |                           |                           |                           |                           |                           |                           |                           |                           |                           |                           |                           |                           |                           |                           |                           |                           |                           |                           |                           |                           |                           |                           |                           |                           |                           |
| Bobby Ewing     |                           |                           |                           |                           |                           |                           |                           |                           |                           |                           |                           |                           |                           |                           |                           |                           |                           |                           |                           |                           |                           |                           |                           |                           |                           |
| Pamela Ewing    |                           |                           |                           |                           |                           |                           |                           |                           |                           |                           |                           |                           |                           |                           |                           |                           |                           |                           |                           |                           |                           |                           |                           |                           |                           |
| Lucy Ewing      |                           |                           |                           |                           |                           |                           |                           |                           |                           |                           |                           |                           |                           |                           |                           |                           |                           |                           |                           |                           |                           |                           |                           |                           |                           |
| Samantha Ewing  |                           |                           |                           |                           |                           |                           |                           |                           |                           |                           |                           |                           |                           |                           |                           |                           |                           |                           |                           |                           |                           |                           |                           |                           |                           |
| Ray Krebbs      |                           |                           |                           |                           |                           |                           |                           |                           |                           |                           |                           |                           |                           |                           |                           |                           |                           |                           |                           |                           |                           |                           |                           |                           |                           |
| Cliff Barnes    |                           |                           |                           |                           |                           |                           |                           |                           |                           |                           |                           |                           |                           |                           |                           |                           |                           |                           |                           |                           |                           |                           |                           |                           |                           |
| Alan Beam       |                           |                           |                           |                           |                           |                           |                           |                           |                           |                           |                           |                           |                           |                           |                           |                           |                           |                           |                           |                           |                           |                           |                           |                           |                           |
| Kristin Shepard |                           |                           |                           |                           |                           |                           |                           |                           |                           |                           |                           |                           |                           |                           |                           |                           |                           |                           |                           |                           |                           |                           |                           |                           |                           |
| „Tintás” Barnes |                           |                           |                           |                           |                           |                           |                           |                           |                           |                           |                           |                           |                           |                           |                           |                           |                           |                           |                           |                           |                           |                           |                           |                           |                           |
| Dusty Farlow    |                           |                           |                           |                           |                           |                           |                           |                           |                           |                           |                           |                           |                           |                           |                           |                           |                           |                           |                           |                           |                           |                           |                           |                           |                           |

#### Tartalom
| # | #   | Eredeti cím                              | Magyar cím                | Rendező             | Író                            | Eredeti premier      | Magyar premier       |
| --- | --- | ---------------------------------------- | ------------------------- | ------------------- | ------------------------------ | -------------------- | -------------------- |
| 30. | 1.  | Whatever Happened to Baby John?, Part I  | Mi történt a kis Johnnal? | Leonard Katzman     | Camille Marchetta              | 1979. szeptember 21. | 1991. július 19.     |
| A sikeres szülés után Samantha hazatérhet Southfork Ranchre, de mindenkivel hidegen viselkedik és a fiát sem látogatja a kórházban. Jockey mindent megtesz, hogy kedveskedjen neki, de mindhiába, Samantha mindenki közeledését elutasítja rosszullétekre és orvos által előírt pihenésre hivatkozva. Cliff Barnes elhatározza, mindenáron visszaszerzi Samanthát és a fiát, emiatt leállíttat minden Ewing-építkezést és olajkútfúrást, hiába figyelmeztetik munkatársai, hogy ne hamarkodjon el semmit. Jockey új sztárügyvédet alkalmaz, Beamet, akitől azt várja, megszorongatja Barnest; ugyanakkor megjelenik az irodájában a frissen szabault Ames és Garr, akik kérik a fizetségüket a Julie-ügy miatt. Amikor eljön a nap, hogy hazavigyék a kórházból a kisfiút, Jockey alig tudja rávenni Samanthát, hogy vele tartson, és a helyszínen szembesülnek vele: a gyereket elrabolták. |     |                                          |                           |                     |                                |                      |                      |
| |     |                                          |                           |                     |                                |                      |                      |
| 31. | 2.  | Whatever Happened to Baby John?, Part II | A rejtély megoldódik      | Leonard Katzman     | Camille Marchetta              | 1979. szeptember 28. | 1991. július 26.     |
| A rendőrség semmilyen nyomot nem képes találni a kisfiú elrablása ügyében, Bobby azonban egyértelműen Cliff Barnest gyanúsítja, aki azonban tisztázza magát. Hármasban Pamelával ismét információkat gyűjtenek a kórházban, ahol Pamelának eszébe jut egy nő, akit mindig ott látott a koraszülött-osztályon, hátha ő tud segíteni. A kórház szerint a nő nemrég szült, ám a gyereke meghalt. Bobbyék meglátogatják, és megdöbbenve fedezik fel, hogy a nő rabolta el a kisfiút a sajátja helyett. Jockeyt megzsarolja Garr és Ames, hogy ha nem fizet nekik váltságdíjat, akkor nem látja viszont a náluk lévő kisfiát. Azonban mielőtt Jockey átadja nekik a pénzt, tudomására jut, hogy Bobbyék megtalálták a gyereket, és fegyverrel kényszeríti Amest távozásra, aki viszonzásképpen megfenyegeti, hogy mindenáron tönkreteszi őt. |     |                                          |                           |                     |                                |                      |                      |
| |     |                                          |                           |                     |                                |                      |                      |
| 32. | 3.  | The Silent Killer                        | Lassú méreg               | Irving J. Moore     | Arthur Bernard Lewis           | 1979. október 5.     | 1991. augusztus 2.   |
| Cliff és Pamela apja, Tintás Barnes a városba érkezik, hogy átvegye első osztalékát a Ewing Olajtársaságtól, azonban váratlanul rosszul lesz. Az orvosnál kiderül, egy örökletes betegség miatt lett rosszul, mely betegséget gyerekeinek is átadott. A betegség csecsemőkorban halálos is lehet, emiatt Cliff aggódni kezd Samantha fiáért, Pamela pedig kétségbeesik, hogy soha nem lehet gyereke. Képtelen elmondani Bobbynak, miért nem vállalhatnak újra gyereket, és ez ismét feszültségekhez vezet kettejük között. Dallasba érkezik Samantha anyja és húga, Kristin, a kis Johnny látására. |     |                                          |                           |                     |                                |                      |                      |
| |     |                                          |                           |                     |                                |                      |                      |
| 33. | 4.  | Secrets                                  | Titkok                    | Leonard Katzman     | Leonard Katzman                | 1979. október 12.    | 1991. augusztus 9.   |
| Valerie visszatér Dallasba, csak hogy találkozhasson Lucyvel, de a lány hallani sem akar róla. Jockey tudomást szerez a nő ottlétéről, és ismét pénzt ajánl neki, hogy elhagyja a várost, de az asszony határozottan nemet mond. Lucyt ez meggyőzi arról, hogy az anyja korábban is igazat mondott neki arról, hogy nem fogadott el Jockeytól pénzt. Pamela megtudja, hogy gyereket vár, de nem tudja eldönteni, elmondja-e Bobbynak a hírt, vagy önállóan döntsön arról, hogy megtartsa-e a gyereket. Jockey és Beam rájönnek, hogyan tudják félreállítani az útból Cliff Barnes: támogatják képviselővé választását, ami miatt majd Barnesnak le kell mondania földhivatalbéli pozíciójáról. |     |                                          |                           |                     |                                |                      |                      |
| |     |                                          |                           |                     |                                |                      |                      |
| 34. | 5.  | The Kristin Affair                       | Szerelmi háromszög        | Irving J. Moore     | Worley Thorne                  | 1979. október 19.    | 1991. augusztus 16.  |
| Jockey igen kockázatos üzletbe kezd, üzlettársakat akar szerezni egy délkelet-ázsiai kútfúráshoz, kiszemelt emberei azonban nem értik, ha olyan busás haszon várható, mint ígéri, mi szükség van rájuk? Így a szükséges pénz előteremtése érdekében bankkölcsönt kell felvennie, ami miatt viszont Southfork Ranchre jelzálogot kell bejegyeztetnie. Samantha cinikusan szemléli, ahogy Kristin megpróbálja behálózni Jockeyt, nem is sikertelenül. A lány állást kap a társaságnál és lakást Jockeytól, aki csak azt kéri cserébe, Kristin legyen a szeretője. Kristin rááll az alkura, de csak miután kinyomozta, mire készül Jockey délkelet-Ázsiában, és értésére adja, nem elégszik meg futó kalanddal. Pamela bevallja Bobbynak, hogy gyereket vár, de azt már nem mondja el, ez milyen veszélyeket rejt magában. |     |                                          |                           |                     |                                |                      |                      |
| |     |                                          |                           |                     |                                |                      |                      |
| 35. | 6.  | The Dove Hunt                            | A galambvadászat          | Leonard Katzman     | D. C. Fontana, Richard Fontana | 1979. október 26.    | 1991. augusztus 23.  |
| Ellie csomót talál a mellében, emiatt kivizsgálásokra kell járnia, de erről nem akar beszámolni Jocknak. Rábeszéli a férfiakat, hogy menjenek el pár napra vadászni, míg ő nyugodtan tud orvoshoz járni. Jock, Jockey, Bobby és Ray elutaznak egy kisvárosba galambvadászatra. A városban felismerik őket, és egy helyi lakos, Tom Owens kérdőre vonja Jockot régi sérelmek miatt, Jock azonban nem is emlékszik az esetre és nyugodtan vadászni indul. Owens azonban nem hagyja annyiban a dolgot, és Jockék táborára támad fiával és barátjával. Megsebesítik Jockot és Jockeyt, és az apa attól tartva, hogy már nem lesz rá módja, bevallja a fiának, hogy Ellie előtt is már nős volt, és azóta is ő gondoskodik volt feleségéről, Amandáról, és elvárja Jockeytól, hogy ha vele valami történne, akkor Jockey továbbra is gondoskodjon az asszonyról, aki egy szanatóriumban éli napjait. |     |                                          |                           |                     |                                |                      |                      |
| |     |                                          |                           |                     |                                |                      |                      |
| 36. | 7.  | The Lost Child                           | Az elveszett gyermek      | Irving J. Moore     | Rena Down                      | 1979. november 2.    | 1991. augusztus 30.  |
| A farmon egy kisfiú, Luke Middens és apja vállalnak munkát. Bobby barátságba kerül velük, főleg azután, hogy az apát baleset éri, ezért Bobby viseli gondját a fiúnak egy ideig. Pamela örömmel látja, mennyire szereti a gyerekeket a férje, de még mindig nem tudja neki elmondani, milyen veszélyek fenyegetik születendő gyereküket, mígnem egy ló leveti magáról és ismét elvetél. Jockey magándetektívet fogad, hogy megtudja, merre jár Samantha, aki egyre kevesebb időt tölt otthon. A magándetektív rájön, Samantha pszichiáterhez jár, aminek Jockey egyáltalán nem örül. |     |                                          |                           |                     |                                |                      |                      |
| |     |                                          |                           |                     |                                |                      |                      |
| 37. | 8.  | Rodeo                                    | Rodeó                     | Leonard Katzman     | Camille Marchetta              | 1979. november 9.    | 1991. szeptember 6.  |
| A Ewingok szokásos évenkénti rodeóversenyüket rendezik meg a farmon, amin részt vesz egy cowboy, Dusty Farlow. Farlow már a rodeó előtt összeismerkedik Samanthával és rögtön szimpatikusak lesznek egymásnak. A rodeón alkalmuk nyílik további ismerkedésre és a vonzalmuk egymás iránt egyre nyilvánvalóbbá válik, bár Samantha meglepődik, amikor az addig kóborló cowboynak hitt Farlowról kiderül, egy gazdag ranch és olajvállalat örököse. Jockey és Beam tervet szőnek Barnes megbuktatására. Jockey fogja pénzelni Barnes képviselőválasztási kampányát, melynek Beam lesz a kampányfőnöke, és amikor a tervek szerint Barnes lemond a földhivatali posztjáról, hogy indulhasson a választáson, beszüntetik a támogatást, így buktatva meg Cliffet. Annak érdekében, hogy Barnes elhiggye, Beam már nem dolgozik Jockeynak, Kristin segítségével látványos összeveszési jelenetet adnak elő Jockeyval a rodeón. |     |                                          |                           |                     |                                |                      |                      |
| |     |                                          |                           |                     |                                |                      |                      |
| 38. | 9.  | Mastectomy, Part I                       | A műtét                   | Irving J. Moore     | Arthur Bernard Lewis           | 1979. november 16.   | 1991. szeptember 13. |
| Jock megharagszik Jockeyra, hogy az még mindig nem intézte el első felesége évjáradékát. Jockey azzal védekezik, hogy elrendezi, amint az apja is bevallja a történteket Ellie-nek. Jock rossz időpontot választ a vallomásra, mivel Ellie épp akkor tudja meg: daganatot találtak a mellében, emiatt operációra kényszerül. Jock feleségének történetéből azt szűri le, a férfi őt is elfogja hagyni, amint beteg lesz, ezért nem mondja el, milyen műtét vár rá, egyedül megy be a kórházba. A család utána megy, de Jockkal nem áll helyre Ellie kapcsolata, sőt úgy tűnik, minden egyre rosszabb lesz, amikor kiderül, Ellie egyik mellét el kellett távolítani. |     |                                          |                           |                     |                                |                      |                      |
| |     |                                          |                           |                     |                                |                      |                      |
| 39. | 10. | Mastectomy, Part II                      | A gyógyulás               | Irving J. Moore     | Arthur Bernard Lewis           | 1979. november 16.   | 1991. szeptember 20. |
| Hiába tér haza Ellie Southforkba a műtétje után, kapcsolata még mindig nem áll helyre Jockkal, ezért egyre többet találkozik Tintás Barnessal, aki biztosítja arról, még mindig szereti őt. Lucy aggódik, hogy a rákra való hajlamot örökölte a nagyanyjától, ezért nagyon hidegen bánik vele. Jock és Jockey felfedik Barnes megbuktatására Beammel kiötlött tervüket Bobby előtt, aki a leghatározottabban elutasítja azt, és ragaszkodik a tisztességes úthoz: Austinba utazik, ahol szenátorokat próbál meggyőzni arról, hogy szüntessék meg a Földhivatalt, vagy menesszék Barnest. Azonban tiltakozása ellenére megígéri, senkinek nem szól a Barnes elleni tervről. Dusty Farlow mindenáron próbálja meggyőzni Samanthát, hagyja el Jockeyt, de az asszony még habozik. |     |                                          |                           |                     |                                |                      |                      |
| |     |                                          |                           |                     |                                |                      |                      |
| 40. | 11. | The Heiress                              | Az örökösnő               | Leslie H. Martinson | Loraine Despres                | 1979. november 23.   | 1991. szeptember 27. |
| Cliff még nem bízik eléggé Beamben, ezért Beam és Jockey egy éttermi vacsorán ismét eljátsszák, hogy ellenfelei egymásnak, amivel még az újságba is bekerülnek. Lucynek nagyon imponál Beam bátorsága, ezért randevúzni kezd a férfival, de egy nap észreveszi, hogy Beam titokban Jockeyval találkozik és emiatt árulással vádolja őt. Jockey menti meg a helyzetet azzal, hogy úgy tesz, mintha csak azért találkozott volna Beammel, hogy a lelkére beszéljen, de sikertelenül. Mivel Lucy így újra bízni kezd Beamben, a férfi már nagy terveket szövöget, máris arra készül, hogy beházasodjon a Ewing-családba. Cliff egyre inkább hajlik arra, hogy induljon a választáson, mivel úgy érzi, hogy így visszaszerezheti Samanthát és a fiát, Samantha azonban már nem akar az ő párja lenni. Pamela rájön, hogy Jockey egy ázsiai üzletre készül, és nem tudja, honnan van rá pén, mivel Bobbytól úgy hallotta, a cég a csőd szélén áll. Bobby nyomozni kezd, és Jockey annyit bevall neki, hogy a pénzt kölcsönök útján teremtette elő. |     |                                          |                           |                     |                                |                      |                      |
| |     |                                          |                           |                     |                                |                      |                      |
| 41. | 12. | Ellie Saves the Day                      | Ellie megmenti a napot    | Gunnar Hellström    | Arthur Bernard Lewis           | 1979. november 30.   | 1991. október 4.     |
| Jockey ázsiai üzlete egy tájfun okozta károk miatt veszélybe kerül, azonban a bankok követelik a felvett kölcsön első részletének megfizetését. Bobby kutakodása során rábukkan a jelzálogszerződésre és kérdőre vonja Jockeyt. Ellie és Jock döbbenten hallják, hogy Jockey elzálogosította a farmot, és hogy az olajtársaság nem tudja fizetni a törlesztőrészletet. Jock mindent megpróbál, hogy haladékot nyerjen a banktól, de a bankárok hajthatatlanok, még az sem segít, hogy Cliff Barnes lemond a Földhivatal vezetéséről azért, hogy indulhasson a választáson. Ellie hosszas tépelődés után úgy dönt, hogy mivel 40 évvel azelőtt az olajtársaság váltotta ki Southforkot a zálogból, most itt az ideje a törlesztésnek, és engedélyezi, hogy a 40-es parcellában megkezdjék az olajkitermelést. |     |                                          |                           |                     |                                |                      |                      |
| |     |                                          |                           |                     |                                |                      |                      |
| 42. | 13. | Mother of the Year                       | Az anyaszív               | Larry Hagman        | Rena Down                      | 1979. december 14.   | 1991. október 11.    |
| Megkezdik az előkészületeket a 40-es parcellában az olaj kitermelésére. Ellie nagyon boldogtalan emiatt, ezért Jock elhatározza, másképpen szerez pénzt az adósság törlesztésére, és felajánlja eladásra az ázsiai koncessziót potom áron. Jockeynak ez a fordulat nem tetszik, ezért mindent megtesz, hogy meggyorsítsa az ázsiai kutakban esett károk kijavítását és a termelés beindítását. Terveit siker koronázza, az utolsó pillanatban olajat találnak az ázsiai partoknál, így le lehet állítani a southforki kutat, Jock azonban úgy dönt, visszaveszi a vállalat irányítását Jockeytól. Samantha dühösen kérdőre vonja pszichiáterét, amiért az nem segít neki, hogy jobb anyává és önállóbb emberré váljon. A holtpontról mégis az mozdítja ki, amikor Cliff azzal vádolja meg, hogy ő csak egy mindenkit kihasználó élősködő, Lucy pedig azzal ront neki, hogy majd ő megtanítja a kis Johnnyt arra, hogyan kell Southforkban túlélni és bosszút állni a szülőkön, hiszen ott senki nem szereti a gyerekeket. |     |                                          |                           |                     |                                |                      |                      |
| |     |                                          |                           |                     |                                |                      |                      |
| 43. | 14. | Return Engagements                       | Újra együtt               | Gunnar Hellström    | David Jacobs                   | 1979. december 21.   | 1991. október 18.    |
| Valerie és Gary újra együtt élnek Dallasban, de erről a családban senki nem tud. Lucy is csak az anyjával találkozik néha, de Valerie még neki sem árulja el, hogy Gary is a városban van. Úgy tervezik, újra összeházasodnak, de Gary ismét megfutamodni készül. Távozása előtt még meglátogatja Bobbyt, aki viszont ragaszkodik hozzá, hogy bátyja találkozzon az anyjukkal. Ellie meggyőzi Garyt, hogy ne meneküljön el újból, és így Valerie és Gary úgy döntenek, még aznap összeházasodnak. Jockey Kristinnel épp üzleti úton van Austinban, de a hírre hazatér. A családból mindenki – kivéve Lucyt és Samanthát – részt vesz a szertartáson. Garyék úgy döntenek, Kaliforniában telepednek le egy Narancsvidék nevű helyen. |     |                                          |                           |                     |                                |                      |                      |
| |     |                                          |                           |                     |                                |                      |                      |
| 44. | 15. | Love and Marriage                        | Szerelem, házasság        | Alexander Singer    | Leonard Katzman                | 1979. december 28.   | 1991. október 25.    |
| Jockey rábírja Jockot, hogy ne járjon be annyit az irodába, helyette legyen inkább Bobby újra igazgató a cégben, mert úgy véli, vele könnyebben el tud bánni. Egy Pamelával való veszekedés után, ami során Pamela elárulja Jockeynak, hogy tud arról, hogy a gyereke apja Cliff, Jockey úgy dönt, végleg leszámol vele. Ennek érdekében meggyőzi Harrison Page-et, Pamela munkahelyének, az áruháznak a tulajdonosát, léptesse elő az asszonyt. Pamela már így is rengeteget dolgozik, aminek Bobbyval való házassága szenvedi kárát, így Jockey azzal számol, a magasabb pozícióval járó még több munka végleg véget vet a házasságuknak. Bobby és Pamela valóban összevesznek és azt fontolgatják, elváljanak-e. Ray újra együtt jár Donna Culverrel, miután a nő férje meghalt. Ray meg is kéri Donna kezét, aki igent mond. A hatóságok nyomozni kezdenek a Ray házának építésekor talált 30 éves csontváz ügyében. |     |                                          |                           |                     |                                |                      |                      |
| |     |                                          |                           |                     |                                |                      |                      |
| 45. | 16. | Power Play                               | Erők játéka               | Leslie H. Martinson | Jeff Young                     | 1980. január 4.      | 1991. november 1.    |
| Kristin és Alan Beam kapcsolata nem a legjobb, és még Jockey is egyre türelmetlenebbül várja, mikor fogy el végre a pénz, amit Cliff Barnes kampányára szánt. Beam biztosítja, a pénzből már alig van, azt is ráköltik egy görkoris partira. A partin Kristin titokban képeket készít Lucyről és Beamről, akik addig mindenki előtt titkolták kapcsolatukat. A képeket látva azonban Jockeynak remek ötlete támad: Beam vegye feleségül Lucyt és így megszabadulva a lánytól, megszabadulhat annak apjától is. Lucy azonban habozik igent mondani Beamnek, ezért Jockey utasítja Beamet, tegyen úgy, mintha szakítana Lucyvel, ő is úgy tesz, mintha ellenezné a tervet, ezért Lucy úgy fog dönteni, hogy csak azért is hozzá akar majd menni Beamhez. Pamela és Bobby egyre jobban elhidegülnek egymástól, Ray pedig megtudja, hogy Donna milliókat örökölt volt férjétől. |     |                                          |                           |                     |                                |                      |                      |
| |     |                                          |                           |                     |                                |                      |                      |
| 46. | 17. | Paternity Suit                           | Az apasági per            | Harry Harris        | Loraine Despres                | 1980. január 11.     | 1991. november 8.    |
| Cliff Barnesnak elfogy a kampánypénze, így támogatók híján kénytelen lemondani a képviselőjelöltségről. Biztos benne, hogy Jockey üldözte el a támogatóit, ezért felkeresi, hogy felelősségre vonja. Jockey egy elejtett megjegyzéséből rájön az igazságra: egész kampányát Jockey finanszírozta. Vizsgálatot indíttat emiatt, de a hatóságok semmilyen gyanús ügyletet nem találnak a kampánypénzei körül. Barnes nem adja fel a harcot: egy újsághírben bejelenti, ő Jockey gyerekének az apja. A Ewingok válaszul Samantha nevében beperlik őt jóhírnév megsértéséért, mire Barnes apasági keresetet indít. A vizsgálat azonban azt mutatja ki, Jockey a gyerek vér szerinti apja. |     |                                          |                           |                     |                                |                      |                      |
| |     |                                          |                           |                     |                                |                      |                      |
| 47. | 18. | Jenna's Return                           | Jenna visszatér           | Irving J. Moore     | Camille Marchetta              | 1980. január 18.     | 1991. november 15.   |
| Bobby és Pamela házassága egyre inkább válságba kerül. Pamela annyira fél attól, hogy beteg gyereke születhet, hogy Bobby minden közeledését elutasítja, és mivel időközben előléptették, külföldi utakat is vállalnia kell, amiket Bobby nem néz jó szemmel. Mialatt ő Párizsban tartózkodik, Bobby újra randevúzni kezd Jenna Wade-del, de maga sem tudja, mit akar a nőtől. Ray és Donna újra találkoznak Sam Culver halála után és elhatározzák, kis idő után, hogy ne érje szóbeszéd őket, összeházasodnak. Ray azonban nem igazán találja a hangot Donna baráti körével, úgy érzi, ő az egyszerű cowboy nem tartozik bele abba a körbe, melyben főleg politikáról és művészetekről esik szó. |     |                                          |                           |                     |                                |                      |                      |
| |     |                                          |                           |                     |                                |                      |                      |
| 48. | 19. | Sue Ellen's Choice                       | Samantha döntése          | Leonard Katzman     | Camille Marchetta              | 1980. február 1.     | 1991. november 22.   |
| Samantha ismét rendszeresen találkozik Dusty Farlowval. A férfi minden egyes alkalommal megpróbálja meggyőzni arról, hagyja ott Jockeyt. Samantha fél Jockey várható fenyegetéseitől, de Dusty biztosítja róla, neki több pénze van, mint Jockeynak, nem kell semmitől se tartania. Így Samantha egy nap közli a férjével, hogy el akar válni tőle. Meglepetésére Jockey beleegyezik a válásba, egy feltétellel, a kis Johnnynak Southforkban kell maradnia. Álláspontja szerint Samantha hiába is indítana gyermekelhelyezési pert, mindenképpen Jockey nyerne, hiszen Samantha korábban alkoholista volt és a gyerekével sem törődött. Samantha választásra kényszerül, és a fiát választja. Ray és Donna szakítanak, miután Ray semmiképpen nem tudja megszokni Donna szerinte kifinomultabb életstílusát, Bobby pedig továbbra is találkozik Jennával, aki elhatározza, megszerzi magának a férfit. |     |                                          |                           |                     |                                |                      |                      |
| |     |                                          |                           |                     |                                |                      |                      |
| 49. | 20. | Second Thoughts                          | Visszavont ígéretek       | Irving J. Moore     | Linda B. Elstad                | 1980. február 8.     | 1991. november 29.   |
| Jenna közli Pamelával, döntse el, akarja-e még Bobbyt. Pamela és Bobby úgy döntenek, még egyszer megpróbálják együtt. Lucy, bár az esküvőjére készül Alan Beammel, maga sem tudja, akarja-e a házasságot, és egyre halogatja az időpont kitűzését. Jockey megfenyegeti Alant, ha két héten belül nincs időpont, el fogja üldözni a városból. Jock úgy dönt, nászajándékként azt adja Lucynek, hogy leendő férjének helyet biztosít a város legjobb ügyvédi irodájában. Alan elfogadja az ajánlatot, ami Jockeyt kiborítja, hiszen úgy egyeztek meg, Alan az esküvő után elviszi Lucyt a városból. Alan hajthatatlan, Dallasban akar maradni, ezért Jockey mindent megtesz, hogy megakadályozza az esküvőt, de nem jár sikerrel: Lucy dacból kitűzi az időpontot, bár továbbra sem biztos a dolgában. Egy Bobbyval való beszélgetés után azonban rájön, nem érdemes olyan emberhez kötnie az életét, akibe valójában nem szerelmes, és lemondja az esküvőt. Samantha feltűnően kedves Jockeyval, aki ezt annak tulajdonítja, hogy az asszony észhez tért, és rendbe akarja hozni a házasságukat, Samantha azonban közli vele, ez csak a látszat, továbbra is el akar válni. |     |                                          |                           |                     |                                |                      |                      |
| |     |                                          |                           |                     |                                |                      |                      |
| 50. | 21. | Divorce—Ewing Style                      | Válás Ewing-módra         | Leonard Katzman     | Leonard Katzman                | 1980. február 15.    | 1991. december 6.    |
| Jockey továbbra is hajthatatlan, csak akkor hajlandó elválni Samanthától, ha az Southforkban hagyja a fiát, és továbbra is fenyegeti az asszonyt, ha gyermekelhelyezési pert indít, szanatóriumba záratja azzal az ürüggyel, hogy továbbra is iszik. Samantha nagyon vigyáz, hogy a külvilág csak a tökéletes feleség és anya képét lássa róla, és magándetektívet fogad, hogy az kövesse Jockey-t. Jockey azonban rájön erre, a helyi rendőrrel leállíttatja a detektívet és ellopja Samanthától az addig róla megszerzett információkat és kicseréli olyanokra, melyek nem terhelőek rá nézve. Samantha azonban erről nem tud, és amikor a család előtt jelenti be válási szándékát, és bizonyítékként bemutatja a Jockey megfigyelése során szerzett adatokat, mindenki előtt elveszti hitelét, és emiatt nyíltan és tettleg rátámad Jockeyra. |     |                                          |                           |                     |                                |                      |                      |
| |     |                                          |                           |                     |                                |                      |                      |
| 51. | 22. | Jock's Trial, Part I                     | Jock pere                 | Irving J. Moore     | Arthur Bernard Lewis           | 1980. február 22.    | 1991. december 13.   |
| Cliff Barnes állást kap a dallasi ügyészségen. Az első ügy, amit rábíznak, a Southforkban talált 30 éves csontváz ügye. Cliff kideríti, hogy az áldozat Hutchinson McKinney, aki akkoriban a farmon dolgozott, majd lopásai miatt összetűzésbe került Jockkal, aki megfenyegette, hogy megöli. Erre alapozva, és mert az áldozat mellett talált fegyver szintén Jocké volt, Cliff letartóztattatja Jock Ewingot. Jockey és Kristin szövetkeznek, hogy közösen rákényszerítik Samanthát, hogy újra a pohár után nyúljon, és mindent megtesznek, hogy a család Samanthát újra iszákosnak gondolja, és így könnyebb legyen őt szanatóriumba küldeni. Samantha egyre inkább harapófogóba kerül, minden jel arra mutat, hogy ő valóban iszik, és hiába tagadja, senki nem hisz neki. |     |                                          |                           |                     |                                |                      |                      |
| |     |                                          |                           |                     |                                |                      |                      |
| 52. | 23. | Jock's Trial, Part II                    | Jock pere elkezdődik      | Irving J. Moore     | Arthur Bernard Lewis           | 1980. február 29.    | 1991. december 20.   |
| Jock ügye rosszul áll. Minden tanúvallomás és tárgyi bizonyíték, még Jockey vallomása is azt bizonyítja, valóban ő ölte meg Hutch McKinneyt. Samantha kétségbeesésében Dustyhoz fordul, hogy segítsen őt kimenekíteni a farmról. Dusty el is indul magánrepülőgépén az asszonyért, aki egy bérelt lakásban vár rá. A repülőgép azonban lezuhan és Dusty meghal. Samantha teljesen elveszti a kontrollt és valóban újra inni kezd. Visszaérkezik Dallasba Tintás Barnes, Pamela és Cliff apja, de nagybeteg, utolsó óráit kórházban tölti. Itt értesül arról, hogy Jockot perbe fogták, aminek kezdetben örül, de Bobby hatására, hogy gondoljon Ellie-re is, régi szerelmére, összehívja a családot és halála előtt vallomást tesz. Annak idején ő ölte meg McKinneyt, éspedig azért, mert a férfi viszonyt folytatott a feleségével, Rebeccával, és ennek az lett a következménye, hogy Pamela nem az ő, hanem McKinney lánya. |     |                                          |                           |                     |                                |                      |                      |
| |     |                                          |                           |                     |                                |                      |                      |
| 53. | 24. | The Wheeler Dealer                       | A vezércsel               | Alexander Singer    | Barbara Searles                | 1980. március 14.    | 1991. december 27.   |
| Samanthát egyre több kocsmából kell holtrészegen hazaszállítani, egyre közelebb áll hozzá, hogy valóban szanatóriumban kössön ki. Kristin ennek igen örül, hiszen megegyeztek Jockeyval, hogy ebben az esetben ő lesz az új Mrs. Ewing. Jockey azonban nem akarja betartani a megállapodást, és amikor ázsiai üzletei komoly bajba kerülnek, még arra is rá akarja venni a nőt, hogy az bájait bevetve kémkedjen neki az üzlettársai körül. Az ázsiai országban, ahol a Ewingok hatalmas összegeket fektettek be az olajkutatásba, lázadók vették át a hatalmat, és már csak napok kérdése, mikor államosítják a kutakat. Jockey ezért váratlanul beveszi üzlettársnak az olajkartell addig elutasított tagjait, és a bankára, Leland is jelentős kölcsönt vesz fel, csak hogy beszállhasson a biztos üzletbe. A lázadók valóban elfoglalják a kutakat, és már mindenki arról beszél, hogy a Ewingok tönkrementek, amikor kiderül, még hasznuk is származott az üzlettársak bevonásából, akik közül viszont sokan valóban csődbe jutottak. Pamela nyomozni kezd az anyja után, Jock és Ellie pedig meglátogatják Jock első feleségét Amandát.                              |     |                                          |                           |                     |                                |                      |                      |
| |     |                                          |                           |                     |                                |                      |                      |
| 54. | 25. | A House Divided                          | A szétszakadt család      | Irving J. Moore     | Rena Down                      | 1980. március 21.    | 1992. január 3.      |
| Jockey sajtótájékoztatón közli, nekik is vannak veszteségeik az ázsiai ügy miatt, és állítja, semmit nem tudott a közelgő államosításról. Ezt az átvert üzlettársak nem nézik jó szemmel, és sorban megfenyegetik Jockeyt, visszavágnak azért, mert behúzta őket a csőbe. Kristin biztos benne, hogy Jockey tudott arról, hogy a kutakat államosítják, és Beammel összefogva megpróbál bizonyítékot szerezni. Jockey azonban rájön, mire készül, és megfenyegeti, ha nem hagyja el a város 1 napon belül, őt prostitúció, Beamet nemi erőszak miatt elítélteti. Kristin és Beam bosszút forralnak, akárcsak Leland, a Ewingok csődbe ment bankárja. Samantha sem bírja már tovább Jockey terrorját, pisztolyt rejtve táskájába távozik otthonról éppen azon a napon, amikor a férje be akarja vitetni a szanatóriumba. Bobby és Pamela úgy döntenek, elhagyják Southforkot, mivel nem bírják elviselni Jockey machinációit és azt, hogy az ázsiai ügy intézésének módjában apjuk Jockey mellé állt. Aznap este, amikor Jockey egyedül dolgozik az irodájában, valaki belopózik az ajtón és lelövi őt.                                                                      |     |                                          |                           |                     |                                |                      |                      |
| |     |                                          |                           |                     |                                |                      |                      |

### 4. évad (1980-1981)

#### Készítők
Ebben az évadban Larry Hagman mellett Patrick Duffy is rendezett epizódokat, Hagman az évad 14. (az egész sorozat 68.), „Legyen forradalom!” és a 18. (72.), „Botrányok sorozata” című epizódjait, míg Duffy a 17. (71.), „Az új Mrs. Ewing” című részét rendezte.
- Producer: Leonard Katzman
- Írók: Arthur Bernard Lewis,Linda B. Elstad, Loraine Despres, Robert J. Shaw, Leah Markus, Howard Lakin, Louis Elias, David Paulsen, Rena Down, Leonard Katzman
- Rendezők: Leonard Katzman, Irving J. Moore, Gunnar Hellström, Larry Hagman, Patrick Duffy, Michael Preece
- Operatőrök: Edward R. Plante
- Zeneszerzők: Jerrold Immel, John Scott, Bruce Broughton

#### Szereplők
A sorozat egyik főszereplője, a Jock Ewingot alakító Jim Davis ebben az évadban szerepelt utoljára, betegsége miatt egyre kevesebb alkalommal jelent meg az epizódokban, az utolsó kettőben pedig már nem is szerepelt.
Főszereplők:
- Jock Ewing (Jim Davis)
- Ellie Ewing (Barbara Bel Geddes)
- Jockey Ewing (Larry Hagman)
- Bobby Ewing (Patrick Duffy)
- Pamela Barnes Ewing (Victoria Principal)
- Lucy Ewing (Charlene Tilton)
- Samantha Ewing (Linda Gray)
- Ray Krebbs (Steve Kanaly)
- Cliff Barnes (Ken Kercheval)

Mellékszereplők:
- Mitch Cooper (Leigh McCloskey) – Lucy férje
- Afton Cooper (Audrey Landers) – Mitch húga
- Donna Culver (Susan Howard) – Ray felesége
- Leslie Stewart (Susan Flannery) – Jockey PR-menedzsere
- Kristin Shepard (Mary Crosby)

További szereplők:
- Louella Caraway (Meg Gallagher) – Jockey titkárnője (1-3. 6., 8., 10-15., 17-18., 20-23. rész)
- Connie Brusher (Jeanna Michaels) – Bobby titkárnője (1-3., 5-8., 10-12. rész)
- Gary Ewing (Ted Shackelford) – Jockey és Bobby testvére, Lucy apja (1-2., 12. rész)
- Valerie Ewing (Joan van Ark) – Gary Ewing felesége, Lucy anyja (1., 12. rész)
- dr. Miles Pearson (Peter Donat) – Jockey orvosa (1-2. rész)
- Don Horton (Michael Alldredge) – detektív (1-3. rész)
- Muriel Gillis (Karlene Crockett) – Lucy barátnője (1., 9., 12. rész)
- Alan Beam (Randy Powell) – Jockey volt ügyvédje (2. rész)
- dr. Simon Ellby (Jeff Cooper) – Samantha pszichiátere (2-6., 13-15., 17-18. rész)
- Marilee Stone (Fern Fitzgerald) – Stone olajvállalkozó özvegye (2., 16-17., 23. rész)
- Greg Forrester (Christopher Coffey) – Lucy tanára (1., 3. rész)
- Liz Craig (Barbara Babcock) – Pamela főnöke (3., 5., 10-12., 14. rész)
- Franklin Horner (Laurence Haddon) – bankár (3-5., 8. rész)
- Jordan Lee (Don Starr) – olajvállalkozó (3-5., 9., 11-13., 16-18., 22-23. rész)
- Kyle Bennett (John Lehne) – bankár (4. rész)
- Jim Refield (Gregory Walcott) – olajvállalkozó (4-5. rész)
- Dave Culver (Tom Fuccello) – szenátor, Donna Culver mostohafia (4-5., 9., 13-14., 23. rész)
- Andy Bradley (Paul Sorensen) – olajvállalkozó (5., 13., 16. rész)
- Eugene Bullock (E.J. André) – szállítási vállalkozó (6-7. rész)
- Sally Bullock (Joanna Cassidy) – Bullock felesége (6-7. rész)
- Punk Anderson (Morgan Woodward) – Jock régi üzlettársa és barátja (6., 9-11., 13-14., 16-18., 20-23. rész)
- John Mackey (Richard Herd) – Pamela magánnyomozója (6., 8-9. rész)
- Brady York (Ted Gehring) – olajvállalkozó (6-7., 10., 12. rész)
- Susan (Janine Turner) – Lucy barátnője (2., 6., 11. rész)
- Amos Krebbs (William Windom) – Ray apja (6-7. rész)
- Les Crawley (Michael Bell) – (5., 8-10. rész)
- Rebecca Barnes Wentworth (Priscilla Pointer) – Pamela és Cliff anyja (9., 18-22. rész)
- Alex Ward (Joel Fabiani) – főszerkesztő, Pamela udvarlója (10-17. rész)
- Jeremy Wendell (William Smithers) – A Westar olajtársaság vezetője (10-12., 19-23. rész)
- Arliss Cooper (Anne Francis) – Mitch és Afton anyja (11-13., 15. rész)
- Mark Harrelson (David J. Bowman) –  (11. rész)
- Clint Ogden (Monty Markham) – Samantha régi szerelme (12-15., 17-19., 20-21. rész)
- Hank Johnson (Ron Hayes) – Jockey ázsiai ügynöke (13-16. rész)
- Claude Brown (Len Birman) – Jockey ázsiai összekötője (14-15., 23. rész)
- Dusty Farlow (Jared Martin) – Samantha szerelme (16., 22-23. rész)
- Clayton Farlow (Howard Keel) – Dusty apja (16., 23. rész)
- Harbin szenátor (David Healy) – szenátor, a vizsgálóbizottság elnöke (18., 20., 22-23. rész)
- Harv Smithfield (George Petrie) – A Ewingok ügyvédje (18., 20. rész)
- Phyllis Wapner (Deborah Tranelli) – Bobby titkárnője (18-19., 23 rész)
- Dave Stratton (Christopher Stone) – Cliff volt évfolyamtársa (19-22. rész)
- Alisha Ogden (Stephanie Braxton) – Clint felesége (21. rész)
- Nagykövet (James Hong (23. rész)
- Harry McSween (James Brown) – rendőrfőnök (23. rész)

| Szereplő        | Epizód, melyben szerepelt | Epizód, melyben szerepelt | Epizód, melyben szerepelt | Epizód, melyben szerepelt | Epizód, melyben szerepelt | Epizód, melyben szerepelt | Epizód, melyben szerepelt | Epizód, melyben szerepelt | Epizód, melyben szerepelt | Epizód, melyben szerepelt | Epizód, melyben szerepelt | Epizód, melyben szerepelt | Epizód, melyben szerepelt | Epizód, melyben szerepelt | Epizód, melyben szerepelt | Epizód, melyben szerepelt | Epizód, melyben szerepelt | Epizód, melyben szerepelt | Epizód, melyben szerepelt | Epizód, melyben szerepelt | Epizód, melyben szerepelt | Epizód, melyben szerepelt | Epizód, melyben szerepelt |
| Szereplő        | 1.                        | 2.                        | 3.                        | 4.                        | 5.                        | 6.                        | 7.                        | 8.                        | 9.                        | 10.                       | 11.                       | 12.                       | 13.                       | 14.                       | 15.                       | 16.                       | 17.                       | 18.                       | 19.                       | 20.                       | 21.                       | 22.                       | 23.                       |
| --------------- | ------------------------- | ------------------------- | ------------------------- | ------------------------- | ------------------------- | ------------------------- | ------------------------- | ------------------------- | ------------------------- | ------------------------- | ------------------------- | ------------------------- | ------------------------- | ------------------------- | ------------------------- | ------------------------- | ------------------------- | ------------------------- | ------------------------- | ------------------------- | ------------------------- | ------------------------- | ------------------------- |
| Jock Ewing      |                           |                           |                           |                           |                           |                           |                           |                           |                           |                           |                           |                           |                           |                           |                           |                           |                           |                           |                           |                           |                           |                           |                           |
| Ellie Ewing     |                           |                           |                           |                           |                           |                           |                           |                           |                           |                           |                           |                           |                           |                           |                           |                           |                           |                           |                           |                           |                           |                           |                           |
| Jockey Ewing    |                           |                           |                           |                           |                           |                           |                           |                           |                           |                           |                           |                           |                           |                           |                           |                           |                           |                           |                           |                           |                           |                           |                           |
| Bobby Ewing     |                           |                           |                           |                           |                           |                           |                           |                           |                           |                           |                           |                           |                           |                           |                           |                           |                           |                           |                           |                           |                           |                           |                           |
| Pamela Ewing    |                           |                           |                           |                           |                           |                           |                           |                           |                           |                           |                           |                           |                           |                           |                           |                           |                           |                           |                           |                           |                           |                           |                           |
| Lucy Ewing      |                           |                           |                           |                           |                           |                           |                           |                           |                           |                           |                           |                           |                           |                           |                           |                           |                           |                           |                           |                           |                           |                           |                           |
| Samantha Ewing  |                           |                           |                           |                           |                           |                           |                           |                           |                           |                           |                           |                           |                           |                           |                           |                           |                           |                           |                           |                           |                           |                           |                           |
| Ray Krebbs      |                           |                           |                           |                           |                           |                           |                           |                           |                           |                           |                           |                           |                           |                           |                           |                           |                           |                           |                           |                           |                           |                           |                           |
| Cliff Barnes    |                           |                           |                           |                           |                           |                           |                           |                           |                           |                           |                           |                           |                           |                           |                           |                           |                           |                           |                           |                           |                           |                           |                           |
| Mitch Cooper    |                           |                           |                           |                           |                           |                           |                           |                           |                           |                           |                           |                           |                           |                           |                           |                           |                           |                           |                           |                           |                           |                           |                           |
| Donna Culver    |                           |                           |                           |                           |                           |                           |                           |                           |                           |                           |                           |                           |                           |                           |                           |                           |                           |                           |                           |                           |                           |                           |                           |
| Afton Cooper    |                           |                           |                           |                           |                           |                           |                           |                           |                           |                           |                           |                           |                           |                           |                           |                           |                           |                           |                           |                           |                           |                           |                           |
| Leslie Stewart  |                           |                           |                           |                           |                           |                           |                           |                           |                           |                           |                           |                           |                           |                           |                           |                           |                           |                           |                           |                           |                           |                           |                           |
| Kristin Shepard |                           |                           |                           |                           |                           |                           |                           |                           |                           |                           |                           |                           |                           |                           |                           |                           |                           |                           |                           |                           |                           |                           |                           |

#### Tartalom
| # | #   | Eredeti cím                      | Magyar cím                | Rendező          | Író                  | Eredeti premier    | Magyar premier    |
| --- | --- | -------------------------------- | ------------------------- | ---------------- | -------------------- | ------------------ | ----------------- |
| 55. | 1.  | No More Mister Nice Guy, Part I  | Élet vagy halál           | Leonard Katzman  | Arthur Bernard Lewis | 1980. november 7.  | 1992. január 10.  |
| Miután egy takarítónő felfedezi, Jockeyt beszállítják a kórházba. A sajtó által készített felvételen Cliff Barnes is látható az irodaház körül bámészkodó tömegben. Az egész család a kórházba megy, kivéve Samanthát és Lucyt, róluk senki nem tudja, hol járnak. Samantha előző napi részegségéből a reptéren tér magához, nem tudva, hogyan került oda. Amikor hazaér, nem talál otthon senkit, csak Kristint, aki azért jött, hogy bevigyen néhány holmit Jockeynak a kórházba. Tőle tudja meg Samantha, hogy a férjét meglőtték. A rendőrség rengeteg gyanúsítottat vesz számba, de egyelőre túl sok a nyom, amin elindulhatnának. |     |                                  |                           |                  |                      |                    |                   |
| |     |                                  |                           |                  |                      |                    |                   |
| 56. | 2.  | No More Mister Nice Guy, Part II | Még mindig életveszélyben | Leonard Katzman  | Arthur Bernard Lewis | 1980. november 9.  | 1992. január 17.  |
| Jockey túl van az életveszélyen, de még mindig kérdéses, lábra tud-e állni valaha. A rendőrség őrizetbe veszi Cliff Barnest, majd el is engedik. Jockey felépüléséig apja Bobbyt bízza meg a Ewing Olajtársaság vezetésével. Pamela ennek nem örül, mert így kútba esik Southforkból való elköltözésük. Kristin, aki feltűnően kedvesen és megértően bánik vele, felfedi Samantha előtt, hogy a lövések éjszakáján nála járt, és volt nála egy pisztoly is. Emiatt Samantha egyre inkább meg van róla győződve, ő lőtte le Jockeyt. Lucy egy átmulatott éjszaka után találkozik egy helyes, parkolóőrként dolgozó egyetemista fiúval, Mitch-csel. |     |                                  |                           |                  |                      |                    |                   |
| |     |                                  |                           |                  |                      |                    |                   |
| 57. | 3.  | Nightmare                        | Lidérces álmok            | Irving J. Moore  | Linda B. Elstad      | 1980. november 14. | 1992. január 24.  |
| Jockey egyre jobban van, már tolókocsival tud közlekedni és mindent megtesz, hogy aláássa Bobby tekintélyét a vállalatnál, aki hiába próbál kölcsönt szerezni felújításokra és egy olajfinomító megvásárlására, mert láthatóan senki nem veszi komolyan. Jock és Ellie megtalálják a fegyvert Jockey szekrényében, amivel a lövéseket leadták Jockeyra. Csak Samantha ujjlenyomata van rajta, ezért az asszonyt letartóztatják. Liz Craig, Pamela új főnöke visszatér Dallasba és újra munkát kínál neki. |     |                                  |                           |                  |                      |                    |                   |
| |     |                                  |                           |                  |                      |                    |                   |
| 58. | 4.  | Who Done It                      | Ki volt a tettes?         | Leonard Katzman  | Loraine Despres      | 1980. november 21. | 1992. január 31.  |
| Miután egy ismeretlen letette Samantháért az óvadékot, amire a család nem volt hajlandó, az asszony a húgához költözik. Dr. Ellby megpróbálja őt hipnotizálni, de csak arra képes visszaemlékezni, amit már Kristin is elmondott neki: nála járt aznap éjjel. Viszont eszébe jut, hogy másnap, amikor a reptéren felébredt, a pisztoly már nem volt nála, ellenben reggel ott járt a farmon Kristin és a fegyvert a szekrényben találták meg később. Így rájön, hogy a pisztolyt Kristin vette el tőle, és ő lőtte le Jockeyt. A lány be is vall mindent, de megfenyegeti Jockeyt, ha börtönbe juttatja őt, Jockeyval közös gyereke ott fog megszületni. Donna Culver visszatér a városba és miután Cliff Barnes felajánlja a segítségét Dave Culvernek, megkéri a férfit, hagyja békén őket. |     |                                  |                           |                  |                      |                    |                   |
| |     |                                  |                           |                  |                      |                    |                   |
| 59. | 5.  | Taste of Success                 | A siker zamata            | Leonard Katzman  | Robert J. Shaw       | 1980. november 28. | 1992. február 7.  |
| Jockey ejti a vádakat Kristin ellen, de a lánynak el kell hagynia Dallast. Donna és Cliff egyre inkább összebarátkoznak, miután Cliff meggyőzi a nőt, hogy sikerrel tudna új szavazókat szerezni Dave választási kampányához. Bobbynak, miután a kartell tagjai elutasították az ajánlatát, az utolsó pillanatban sikerül elég pénzt összeszednie ahhoz, hogy megvásárolhassa a Ewingok első olajfinomítóját. Meglepetésére ennek nem csak Jockey, de Jock sem örül, pedig az apja már régóta szeretett volna olajfinomítót vásárolni. Jockey annyira dühös Bobbyra, hogy az nem akarja neki visszaadni neki a vállalat vezetését, hogy megfogadja, bármi áron, de tönkreteszi őt. Lucy egyre többször találkozik Mitch-csel, és szemmel láthatóan meg van róla győződve, ez a fiú más, mint az eddigiek. |     |                                  |                           |                  |                      |                    |                   |
| |     |                                  |                           |                  |                      |                    |                   |
| 60. | 6.  | The Venezuelan Connection        | A venezuelai kapcsolat    | Leonard Katzman  | Leah Markus          | 1980. december 5.  | 1992. február 14. |
| Miután megszerezte a finomítót, Bobbynak elegendő nyersolajat is kell szereznie az üzem ellátásához. Ezért üzletet köt 600 000 hordó venezuelai olajra, amit tartályhajóval szállítanak Texasba. De a benzint el is kell adni, Bobby így ráveszi egy benzinkútlánc tulajdonosát, tőle vegye meg a benzint. Apja nagyon elégedett Bobby teljesítményével, úgy dönt, Bobby lesz végleg a vállalat vezetője. Jockeyt ez nem hagyja nyugodni, tárgyalásokba kezd a tartályhajó tulajdonosával. Bobby aznap este hírt kap: a hajó elsüllyedt félúton. Lucy meghívja partizni Southforkba Mitchet, de a fiú nem tud anyagilag lépést tartani Lucy barátaival, ezért szakítanak. Pamela hírt kap arról, hogy 3 hónappal állítólagos halála után valaki látta anyjukat egy kisvárosban. Cliff lehűti a lelkesedését: már ez is 20 éve történt, és neki különben sem kell olyan anya, aki soha feléje sem nézett. |     |                                  |                           |                  |                      |                    |                   |
| |     |                                  |                           |                  |                      |                    |                   |
| 61. | 7.  | The Fourth Son                   | A negyedik fiú            | Irving J. Moore  | Howard Lakin         | 1980. december 12. | 1992. február 21. |
| Bobby sehogy sem tud olajat szerezni az elsüllyedt hajón szállított helyett, ráadásul kiderül, míg a hajó túl volt biztosítva, az olajszállítmányra egyáltalán nem kötötte biztosítást. Felkeresi Bullockot, a hajó tulajdonosát, aki közli, minden ügyet már a felesége intéz, de mivel az ügyletet ő is gyanúsnak találja, együtt nyomozni kezdenek, és fényt derítenek az asszony és Jockey által elkövetett biztosítási csalásra: a hajó üres volt, míg egy másik hajó, tele olajjal megérkezett Texasba. Bobby üzletet ajánl az asszonynak, ha átadja neki az olajat, eltekint a feljelentéstől. Ray meglátogatja sosem látott apja, Amos Krebbs, de Ray nem akar vele szóba állni. A férfi ekkor Jockot környékezi meg, és feltárja előtte, hogy nem ő az apja Raynek, hanem Jock. Jock mindent elmond Ellienek, dacára annak, hogy Ray kéri, minden maradjon a régiben, és a család előtt is nyíltan vállalja negyedik fiát. |     |                                  |                           |                  |                      |                    |                   |
| |     |                                  |                           |                  |                      |                    |                   |
| 62. | 8.  | Trouble at Ewing 23              | Gondok a Ewing 23 körül   | Leonard Katzman  | Louis Elias          | 1980. december 19. | 1992. február 28. |
| Jockey egyre nehezebben viseli, hogy apja nem engedi vissza a vállalat élére, Bobby viszont egyre vadabb és egyre több pénzt igénylő üzletbe akarja magát belevetni. Éppen a Ewing 23-as parcella melletti terület megvételéről tárgyal, amikor hírt kap, egy ember 5 millió dollár váltságdíjat követel azért, hogy ne robbantsa fel a 23-as parcella olajkútjait. Bobby Jockey-t bízza meg a pénz és a zsaroló által kért repülő előteremtésével, ám Jockey nem kapkodja el a dolgot, sőt, megpróbálja úgy intézni, hogy a bankárjuk ne tudja megszerezni a kért összeget. Machinációja sikertelen, a bankár más városból szerzi meg a kívánt összeget, és így úgy tűnik, a zsaroló elérheti, amit akar. Ám amikor a repülő leszáll, azon Jockey és rendőrök várják a férfit, akit lelőnek, de annak még sikerül felrobbantania az olajkutakat. Donna egyre többet randevúzik Cliffel, amiről Pamela is tudomást szerez, majd a hírt véletlenül kikotyogja Jockey-nak. |     |                                  |                           |                  |                      |                    |                   |
| |     |                                  |                           |                  |                      |                    |                   |
| 63. | 9.  | The Prodigal Mother              | A tékozló anya            | Irving J. Moore  | David Paulsen        | 1981. január 2.    | 1992. március 6.  |
| Bobby nehéz helyzetben van, a 23-as parcella égő olajkútjainak oltása és a helyreállítás temérdek pénzt felemészt, ráadásul a kartell szeretné bevenni őt egy nagy haszonnal kecsegtető üzletbe, amihez viszont milliókat kellene előteremtenie. Ugyanakkor azonban apja is beszállna egy földügyletbe, amihez szintén milliókra lenne szükség, de a Ewing vállalat ennyi pénzt már nem tud előteremteni és a hitelezők sem lelkesednek annyira az újabb és újabb lehetőségekért. Donna elmondja Ray-nek, hogy Cliffel jár, Lucy pedig ráveszi Mitchet, hogy házasodjanak össze, bár a fiú nem rajong a Ewing-családért. Pamela nyomozása látszólagos sikerrel végződik: Houstonban találnak egy asszonyt, Mrs. Wentworth-t, aki minden jel szerint az ő anyja, de a nő mindent tagad. Később mégis bevallja Pamelának, azért tagadta le, hogy az anyja, mert jelenlegi férje, a dúsgazdag bankár semmit nem tud az ő előéletéről, ám egészsége nem a legjobb, biztosan megviselné a hír. Az asszony ráadásul azt is bevallja, annak idején nem vált el Tintás Barnestól. |     |                                  |                           |                  |                      |                    |                   |
| |     |                                  |                           |                  |                      |                    |                   |
| 64. | 10. | Executive Wife                   | Az elhanyagolt feleség    | Leonard Katzman  | Rena Down            | 1981. január 9.    | 1992. március 13. |
| Bobby rengeteget dolgozik, semmi ideje nem jut Pamelára, közös programjaikat sorra lemondja. Pamela emiatt dühös férjére, és amikor hódolója akad egy újság főszerkesztője személyében, nem utasítja el annak közeledését, bár nem is bátorítja. Jockey tudja, hogy Bobbynak sürgősen szüksége van 12 millió dollárra, hogy be tudjon szállni a kartell ajánlotta üzletbe, de mivel mindenáron vissza akar kerülni a cég élére, nem tájékoztatja Bobbyt arról, hogy apjuk is ki akar venni a cégből 10 millió dollárt, hogy ingatlanfejlesztésbe kezdjen, és apját sem Bobby tervezett üzletéről. Mitch és Lucy bejelentik házasságukat a Ewing-családnak, akik igen meglepődnek a hír hallatán. |     |                                  |                           |                  |                      |                    |                   |
| |     |                                  |                           |                  |                      |                    |                   |
| 65. | 11. | End of the Road, Part I          | Az út eleje               | Irving J. Moore  | Leonard Katzman      | 1981. január 16.   | 1992. március 20. |
| Bobbynak ajánlatot a tesz a Weststar igazgatója, Jeremy Wendell, hogy megvásárolja tőle az összes benzinét, ami csak a finomítójából kikerül, ráadásul magas áron, és előlegként hajlandó 15 millió dollárt adni. Bobbynak nagy gondot okoz, mit tegyen, mivel a pénzre szüksége van, de ha eladja a benzint Wendellnek, akkor régi vevőinek nem tud szállítani, és ezt sem akarja. Louella Jockey szeretője lesz, aki rábírja az asszonyt, szállítson neki híreket az irodából. Mitch bemutatja anyját és húgát, Aftont a Ewing-családnak. Afton rögtön érdeklődést mutat Jockey iránt, aki szintén nem közömbös a lány iránt. Samantha észreveszi ezt, és úgy tűnik, a Jockey ellen elkövetett merénylet óta rendeződőnek látszó kapcsolatukon újra repedések jelentkeznek. Pamel hódolója, Ward nem tesz le arról a tervéről, hogy megszerezze az asszonyt, aki továbbra is elhanyagoltnak érzi magát. |     |                                  |                           |                  |                      |                    |                   |
| |     |                                  |                           |                  |                      |                    |                   |
| 66. | 12. | End of the Road, Part II         | Az út vége                | Irving J. Moore  | Leonard Katzman      | 1981. január 23.   | 1992. március 27. |
| Jock nászajándékul lakást és állást szán Lucyéknek, mire Mitch felháborodva felbontja az eljegyzést. Anyja és húga nem ért vele egyet, ezért visszakozik, és így az esküvőnek már nincs akadálya. Bobby megegyezik a Weststarral, hogy a 15 milliós előleg fejében nekik adja a benzint, amit régi vevőinek ígért. Azonban egyik korábbi vevője felvilágosítja, hogy a Weststar célja az, hogy begyűjtse a benzint, majd így mesterséges hiányt keltve magas áron értékesítse, ami így az ő és több száz benzinkutas csődjéhez vezetne. Bobby két tűz közé kerül: szüksége van a Weststar pénzére, hogy a kartell felé aláírt szerződést teljesíteni tudja, de régi ügyfele és a benzinkutasok valószínű csődjével nem tud a lelkiismeretének elszámolni. Így úgy dönt, lemond a vállalat vezetéséről, amit Lucy esküvőjén jelent be az apjának és Jockeynak. Az esküvőn Donna megtudja, hogy Ray is Ewing; Ellie viszont megharagszik Rayre, mert szerinte Ray miatt nem fog Gary soha visszaköltözni Southforkba. Feltűnik az esküvőn Samantha régi szerelme is, Clint, és az asszony hajlik rá, hogy szeretőjévé fogadja, miután rájön, az esküvő alatt Jockey viszonyt kezdett Mitch húgával, Aftonnal. |     |                                  |                           |                  |                      |                    |                   |
| |     |                                  |                           |                  |                      |                    |                   |
| 67. | 13. | Making of a President            | Elnökké válás             | Gunnar Hellström | Arthur Bernard Lewis | 1981. január 30.   | 1992. április 3.  |
| Lucy és Mitch megkezdik közös életüket. Bobby, miután lemondott a Ewing olajtársaságbeli elnöki tisztjéről, napenergia-hasznosító vállalkozásba kezd, és ez ugyanannyi időt rabol el tőle, mint az olajbiznisz, emiatt kapcsolata Pamelával romokban hever. Samantha hajlik arra, hogy szeretői kapcsolatra lépjen volt szerelmével, Clinttel. Afton visszatér a városba, és Jockey segítségével énekesnői pályára lép. Jockeynak a kartell értésére adja, hogy nem szeretnének vele dolgozni, emiatt Jockey felfogad egy reklámszakembert, Leslie Stewartot, hogy javítson a cége és az ő imázsán. Donna mostohafia, Dave Culver, lehetőséget kap arra, hogy Washingtonban szenátor legyen, így a megüresedő helyére új jelöltet keresnek, és erre Cliff Barnes tűnik a legalkalmasabbnak. Ellie és a nőegylet Donna kérésére felveszi a harcot a Takapa-mocsár beépítése ellen, de egyelőre nem tudják kideríteni, milyen építési vállalkozók állnak a háttérben. |     |                                  |                           |                  |                      |                    |                   |
| |     |                                  |                           |                  |                      |                    |                   |
| 68. | 14. | Start the Revolution With Me     | Legyen forradalom!        | Larry Hagman     | Rena Down            | 1981. február 6.   | 1992. április 10. |
| Jockey szeretné meghódítani a csinos pr-menedzserét, Leslie-t, de a nő csak a munkára koncentrál. Pamela egyre kevésbé tud és akar ellenállni Alex ostromának, miután Bobbyt továbbra is nagyon leköti a munka. Ellie és Jock viszonya egyre rosszabb, az asszony azzal vádolja férjét, hogy számára már csak Ray számít, Gary és a többi fia egyáltalán nem. A nőegylet és Ellie még mindig nem találja a Takapa-fejlesztés álló vállalkozókat, közben Dave Culver felkéri Donnát, legyen ő az utódja a texasi politikai életben, de a nő ezt elutasítja. Jockey úgy dönt, hatalma és pénze visszaszerzése érdekében megpróbálja megdönteni azt az ázsiai kormányt, ami államosította a kútjait. Ehhez titkos zürichi bankszámláján lévő pénzt használ, de a közvetítő figyelmezteti, ha ez kiderül, börtönbe is kerülhet. Jockey Leslie-nek is bevallja nagyratörő terveit. Az asszony igen meglepődik, és közli Jockeyval, hogy ha ő ilyen terveket forgat a fejében, és valami balul üt ki, semmilyen reklámkampánnyal nem fogja tudni kihúzni a bajból. Jockey ezt nem bánja, ám azt nem tudja, hogy a nő a beszélgetésük minden szavát rögzítette. |     |                                  |                           |                  |                      |                    |                   |
| |     |                                  |                           |                  |                      |                    |                   |
| 69. | 15. | The Quest                        | A titokzatos ember        | Gunnar Hellström | Robert J. Shaw       | 1981. február 13.  | 1992. április 17. |
| Samantha utoljára találkozik régi szerelmével, Clinttel, és a találkozón nem először látja úgy, mintha valaki követné. Kérdőre vonja Jockeyt, de az tagadja, hogy figyeltetné a nőt, mondván, őt már nem érdekli, merre jár. Samantha nyomozni kezd és a követőjéről kiderül, magánnyomozó, aki egy ismeretlen megbízó számára szállít híreket róla. A nyomok egy másik városbeli házhoz vezetnek, ahol Samantha meglepő felfedezést tesz a ház elől elhajtó kocsiban ülő férfi személyét illetően. Lucy és Mitch nehezen rázódnak össze. Mitch úgy tudja, abból a pénzből élnek, amit ő keres meg, Lucy azonban férje tudta nélkül bejárónőt szerződtet a házhoz. Jockey mindent megtesz, hogy visszanyerje régi tekintélyét, ugyanakkor megpróbálja Cliff Barnest is kütni a helyről, melyre Dave Culver távozása miatt pályázik. Pamela és Bobby viszonya még mindig rossz, és Ellienek sem vallotta még be Jock, hogy az asszony által annyira ellenzett Takapa-terv mögött ő, és üzlettársai állnak. |     |                                  |                           |                  |                      |                    |                   |
| |     |                                  |                           |                  |                      |                    |                   |
| 70. | 16. | Lover, Come Back                 | A visszakapott szerető    | Irving J. Moore  | Leonard Katzman      | 1981. február 20.  | 1992. április 24. |
| Samantha döbbenten fedezi fel, hogy az őt megfigyeltető ember nem más, mint Dusty Farlow. A férfi nem halt meg a repülőszerencsétlenségben, ám deréktől lefelé lebénult és gyerekei sem lehetnek többé. Samantha hiába próbálja rábeszélni, újítsák fel a kapcsolatukat és házasodjanak össze, Dusty hajthatatlan. Néhány együtt töltött nap után szakítanak. Jockey manőverei sikerrel járnak: az ellenforradalom győz Ázsiában és az olajkutakat rögtön visszaadják eredeti tulajdonosaiknak. Ennek örömére a kartell visszaveszi soraiban a Ewing Olajtársaságot, Leslie azonban közli Jockeyval, hogy fel akarja bontani a szerződést, hiszen itt rá már nincs szükség. Donna és politikustársai meglepő tervvel állnak elő: Bobbyt szeretnék Dave Culver megüresedő szenátusi székében látni, aki a felkérést el is fogadja, Pamela legnagyobb bosszúságára. Ray megpróbálja rávenni Donnát, hogy az beszélje le Ellie-t a Takapa-mocsár megvédéséről és elárulja, hogy ő és Jock is benne vannak az üzletben. Donna ellenáll, ám kapcsolatukat mégis felújítják, sőt elhatározzák, hogy összeházasodnak. Az eljegyzés bejelentésekor Jock meglepő kijelentés tesz: a gyerekei számára gyűjtött milliós bankbetét egyik kedvezményezettjévé teszi Rayt, amivel nem csak Ellie, de az egész család megrökönyödését váltja ki. |     |                                  |                           |                  |                      |                    |                   |
| |     |                                  |                           |                  |                      |                    |                   |
| 71. | 17. | The New Mrs. Ewing               | Az új Mrs. Ewing          | Patrick Duffy    | Linda B. Elstad      | 1981. február 27.  | 1992. május 1.    |
| Lucy dolgozni szeretne, hogy ő is pénzt kereshessen, ezért megkéri Pamelát, ajánlja be Wardnál modellnek. Ward ki is választja őt és előlegként 1000 dollárt ad, amit Mitch nem fogad kitörő örömmel. Ráadásul, amikor Bobby megtudja, hogy Pamela segített neki Wardon keresztül, felelősségre vonja Wardot a neje elcsábításáért. Bobbyt megválasztják szenátornak és mindkét fél, a Takapa-pártiak és az ellenzők is úgy vélik, végre sikerült támogatót szerezniük. Mivel Bobby új a politikában, felkéri Cliffet tanácsadónak, aki el is vállalja a munkát. Leslie közbelépésére Jockey elesik egy jövedelmező üzlettől, amibe a kartell hívta, emiatt apja és a kartell is megharagszik rá, Jockey pedig kiadja az útját Leslie-nek. Donna és Ray összeházasodnak és ennek bejelentésekor kiderül nem csak az, hogy a bíróság kiadta a végzést, miszerint a Takapa nem beépíthető, de az is, hogy Jock áll az ügylet mögött. |     |                                  |                           |                  |                      |                    |                   |
| |     |                                  |                           |                  |                      |                    |                   |
| 72. | 18. | Mark of Cain                     | Botrányok sorozata        | Larry Hagman     | Leah Markus          | 1981. március 13.  | 1992. május 8.    |
| Jock és Ellie kapcsolata még mindig feszült a Takapa-ügy miatt. A befektetők megtámadták a bíróság döntését, ezért kormányzati bizottság bírálja el újból az ügyet, melynek Bobby is a tagja újdonsült tanácsosként. Ám senki nem hiszi el neki, hogy pártatlanul képes dönteni az ügyben, ezért a lemondását kérik, de ő nem mond le. Lucy és Mitch között egyre nagyobb a feszültség Lucy új modellmunkája miatt. Leslie sok vihart kavaró, a kartell érdekeivel ellentétes, de természetvédők által azonban igen méltányolt hirdetést tesz közzé a Ewingok nevében, ami miatt Jockey-t a kartell végleg kiveti soraiból, ráadásul a nő közli Jockeyval, köztük nem lehet semmi a munkán kívül, míg Jockey nem válik el Samanthától. Férje halála után Pamela és Cliff anyja, Rebecca Dallasban telepszik le, és újra felkeresi Pamelát, aki azonban azzal fogadja, Cliff biztosan nem akarja majd látni őt. |     |                                  |                           |                  |                      |                    |                   |
| |     |                                  |                           |                  |                      |                    |                   |
| 73. | 19. | The Gathering Storm              | Viharfelhők               | Michael Preece   | Robert J. Shaw       | 1981. március 27.  | 1992. május 15.   |
| Rebecca nem hiszi el, hogy Cliff nem szeretné őt, ha felfedné előtte, hogy ő az anyja, ezért elmegy az irodájába, és mint a férfi anyjának barátnője mutatkozik be. Cliff azonban elküldi azzal, számára az anyja halott. Lucy és Mitch csúnyán összevesznek azon, melyiküknek kellene pénzt keresniük. Bobby nyomozni kezd a Takapa ügyben és azt kéri a bizottságtól, halasszák el az ügy tárgyalását. Cliff tudomást szerez róla, hogy az ázsiai ellenforradalmat amerikai magánemberek pénzelték, ám az, hogy ő erről tudomást szerzett, Jockey fülébe is eljut. Jock és Ellie kapcsolata annyira tönkremegy, hogy már a válást fontolgatják, ami azzal járna, hogy a vagyonmegosztás miatt el kellene adni a Ewing céget, ami így Jockey végét is jelentené. Jockey elébe vág az eseményeknek, megfelelő fizetségért és pozícióért felkínálja a vállalatot a Westar Olajtársaságnak. |     |                                  |                           |                  |                      |                    |                   |
| |     |                                  |                           |                  |                      |                    |                   |
| 74. | 20. | Ewing vs. Ewing                  | Ewing kontra Ewing        | Irving J. Moore  | Leah Markus          | 1981. április 3.   | 1992. május 22.   |
| Ellie felkeresi ügyvédjét, hogy vállalja el a válóperét. A bizottság elé kerül a Takapa-ügy. Bobby meglepő javaslattal áll elő: cseréljék el a vitatott földterületet azzal, amit ő vásárolt saját pénzén szintén a Takapa mellett, majd a vitatott területet ő felajánlja a természetvédelem számára, az új területen pedig megvalósulhat a szórakoztató-központ. Az indítványt mindkét fél elfogadja, de Bobby reményeinek dacára, szülei mégsem békülnek ki. Jockey már részletekbe menő tárgyalásokat folytat a Westarral, és már csak apja aláírása hiányzik a szerződésről, amivel a cég a Westar birtokába kerülhet. Pamela elmondja Cliffnek, hogy anyjuk él, ám Cliff ezt nem fogadja kitörő örömmel. Donnát és Rayt bántja Ellie és Jock szétválása, ezért Ray elmondja Ellienek, szerinte a Takapa-ügy csak ürügy, valójában Ellienek az a baja, hogy kiderült, hogy ő Jock fia, és emiatt Jock úgy érzi, a vagyona egy részét rá kell íratnia, ráadásul így már az sem valószínű, hogy Gary valaha visszatér Southforkba. Azonban azt is közli, tett egy nyilatkozatot, ami szerint a Ewing-vagyon semmilyen részére nem tart igényt. |     |                                  |                           |                  |                      |                    |                   |
| |     |                                  |                           |                  |                      |                    |                   |
| 75. | 21. | New Beginnings                   | Újrakezdés                | Irving J. Moore  | Arthur Bernard Lewis | 1981. április 10.  | 1992. május 29.   |
| Ellie és Jock kibékülnek, és második nászútra indulnak Európába. Ez keresztülhúzza Jockey terveit, már nem tudja eladni a céget a Westarnak, ami érthetően nem tetszik Jeremy Wendellnek, aki megfogadja, tönkreteszi a Ewing Olajtársaságot. Ehhez megbízza egy emberét, szedjen össze minden információt Jockey ázsia üzletéről és adja át őket Cliff Barnesnak. Cliff elvállalja, hogy Bobby politikai tanácsadója lesz, de továbbra sem hajlandó találkozni az anyjával. Viszont megismerkedik Aftonnal, aki elmondja neki, lehet, hogy tud egyet s mást Jockey ázsiai ténykedéséről. Samanthát nagyon felzaklatja, amikor Kristin felhívja, hogy megszületett az ő és Jockey fia. Lucy és Mitch kapcsolata egyre rosszabb, mióta Lucynak már nem csak Dallasban kell forgatnia, de más városokban is részt kell vennie eseményeken. |     |                                  |                           |                  |                      |                    |                   |
| |     |                                  |                           |                  |                      |                    |                   |
| 76. | 22. | Full Circle                      | A kör bezárul             | Michael Preece   | Arthur Bernard Lewis | 1981. április 17.  | 1992. június 5.   |
| Kristin megjelenik Dallasban, és pénzt kér Jordan Lee-től, azt állítva, övé a gyerek, aki most született. Cliff Barnes a bizottság elé terjeszti a Jockey ázsiai üzletét érintő bizonyítékokat, ám a bizottság, melynek Bobby is a tagja, haladékot és újabb bizonyítékokat kér. Pamela lehordja Cliffet, amiért az nem hajlandó találkozni sem az anyjukkal, ezért Cliff meghívja Rebeccát vacsorára, ahol végül kibékülnek. Lucy és Mitch összevesznek, miután Lucy egy lányt talál a lakásukban, és hazaköltözik Southforkba. Samanthát nagy meglepetés éri: Dusty újra megjelenik az életében, és már tud mankóval járni. |     |                                  |                           |                  |                      |                    |                   |
| |     |                                  |                           |                  |                      |                    |                   |
| 77. | 23. | Ewing-Gate                       | A kapu                    | Leonard Katzman  | Leonard Katzman      | 1981. május 1.     | 1992. június 12.  |
| Ray Donna tudta nélkül leemel 3 millió dollárt közös számlájukról, hogy beszállhasson egy ingatlanügyletbe. Samantha úgy dönt, elhagyja Jockeyt és magával viszi a fiát is. Jockey azonban meghiúsítja a tervét, és megfenyegeti az asszonyt, megöli, ha el meri vinni a fiát. Samantha ezért Pamelához fordul, hogy segítsen senki, hozza el a gyereket Southforkból, aki ezt meg is teszi. Jockey ügyét vizsgálja a bizottság, a tanúk között Leslie Stewart is bemutatja hangfelvételeit, ennek ellenére a bizottság felmenti Jockeyt a vádak alól. Cliff megvádolja Bobbyt, hogy ő juttatta el a bizonyítékokat Jockeyhoz, különben az nem tudott volna felkészülni a vádakra. Bobby ezt tagadja, és megkéri Cliffet, menjen ki Southforkba, hogy tisztázzák a dolgot. Cliff erre rááll, ám amikor megérkezik a birtokra, a vízben egy női hullát talál, és a megjelenő Jockeyt vádolja a gyilkossággal. |     |                                  |                           |                  |                      |                    |                   |
| |     |                                  |                           |                  |                      |                    |                   |

### 5. évad (1981-1982)

#### Szereplők
Mellékszereplők:
- Dusty Farlow (Jared Martin) – Samantha szerelme (1-6. rész)
- Mitch Cooper (Leigh McCloskey) – Lucy férje (1-6. rész)
- Afton Cooper (Audrey Landers) – Mitch húga (1-6. rész)
- Rebecca Wentworth (Priscilla Pointer) – Cliff és Pamela anyja (1-6. rész)
- Clayton Farlow (Howard Keel – Dusty apja (1-6. rész)

További szereplők:
- Liz Craig (Barbara Babcock – Pamela főnöke (1., 5. rész)
- Fenton Wasburn (Barry Corbin) – seriff (1-2. rész)
- Howard Barker (Herbert Rudley) – ügyvéd (1-2., 4. rész)
- Harry McSween (James Brown) – nyomozó (1-3. rész)
- Phyllis Wapner (Deborah Tranelli) – Bobby titkárnője (1-3., 5. rész)
- Jeremy Wendell (William Smithers) – olajvállalkozó, a Westar vezetője (2. rész)
- Punk Anderson (Morgan Woodward) – vállalkozó, Jock barátja (2-6. rész)
- Marilee Stone (Fern Fitzgerald) – olajvállalkozó (2. rész)
- Sly (Deborah Rennard) – Jockey titkárnője (2-6. rész)
- Katherine Wentworth (Morgan Brittany) – Cliff és Samantha húga (4-6. rész)
- dr. Harlen Danvers (John Zaremba) – orvos (4. rész)
- William Packer (Liam Sullivan) – bíró (4. rész)
- Frank Waring (Edward Winter – orvos (5-6. rész)
- Dagmara Conrad (Gretchen Wyler) – pszichiáter (5-6. rész)
- Vaughn Leland (Dennis Patrick) – bankár (6. rész)
- Jeff Faraday (Art Hindle) – Kristin szeretője (5-6. rész)
- Dave Culver (Tom Fuccello) – szenátor, Donna mostohafia

#### Tartalom
| # | #   | Eredeti cím                | Magyar cím                | Rendező         | Író                  | Eredeti premier    | Magyar premier       |
| --- | --- | -------------------------- | ------------------------- | --------------- | -------------------- | ------------------ | -------------------- |
| 78. | 1.  | Missing Heir               | Az eltűnt örökös          | Irving J. Moore | Arthur Bernard Lewis | 1981. október 9.   | 1992. június 19.     |
| Miután Cliff felfedezi Kristin holttestét a medencében, ő és Jockey kölcsönösen egymást kezdik el vádolni a gyilkossággal. Samantha a fiával a Southern Cross farmra menekül Dustyhoz, és Jockey egyelőre nem talál rá módot, hogyan szerezze vissza a fiát, mivel azt sem tudja, hol van a gyerek. |     |                            |                           |                 |                      |                    |                      |
| |     |                            |                           |                 |                      |                    |                      |
| 79. | 2.  | Gone, But Not Forgotten    | Senki nem felejt          | Leonard Katzman | Arthur Bernard Lewis | 1981. október 16.  | 1992. június 26.     |
| A Kristin halálát vizsgáló orvos jelentéséből kiderül, a nő drogozott a halála előtt, és emiatt lehetséges, hogy véletlenül esett le a southforki ház emeletéről. Az esküdtek úgy döntenek, nem történt gyilkosság, így mindkét vádlottat, Cliffet és Jockey-t is felmentik. Cliff hiába próbálkozik, sehol nem kap munkát Dallasban. Jockey rájön, hogy Samantha és Johnny Southern Crossban van, és amikor Samantha a fiával elutazik a húga temetésére, Jockey megpróbálja a gyereket elrabolni, de Dusty és emberei ezt megakadályozzák. Bobby és Pamela úgy döntenek, örökbe fogadnak egy gyereket, de azzal szembesülnek, hogy a várólista legalább másfél éves. Jock a kormány megbízásából Dél-Amerikába utazik új olajlelőhelyek felmérésére. |     |                            |                           |                 |                      |                    |                      |
| |     |                            |                           |                 |                      |                    |                      |
| 80. | 3.  | Showdown at San Angelo     | A trójai faló             | Irving J. Moore | Leonard Katzman      | 1981. október 23.  | 1992. július 3.      |
| Jockey telefonon beszél apjával, Jockkal, aki közli vele, bármi áron, de vigye vissza Johnnyt Southforkba. Jockey ezért ráveszi anyját, helikopterrel látogassa meg Samanthát. Az utolsó pillanatban ő is elrepül velük, és hazafelé megpróbálja anyját használni arra, hogy közösen elrabolják a gyereket, de Ellie visszaadja őt Samanthának. Cliff el akarja hagyni Dallast, de anyja rábeszéli, helyette vegye át a Wentworth Szerszámgépgyár elnöki pozícióját. Lucy és Mitch azt fontolgatják, elválnak, bár erről mindenki próbálja lebeszélni őket. Ray egyre inkább belejön az üzletemberi létbe, ami nem igazán tetszik Donnának, ő még mindig a régi cowboyt szereti a férfiban. Pamela egyre inkább belesüpped az önsajnálatba, amiért nem lehet gyereke, és az örökbefogadás sem sikerül. |     |                            |                           |                 |                      |                    |                      |
| |     |                            |                           |                 |                      |                    |                      |
| 81. | 4.  | Little Boy Lost            | A tárgyalás               | Leonard Katzman | Leonard Katzman      | 1981. október 30.  | 1992. július 10.     |
| Jockey megpróbálja megkörnyékezni a tárgyalásra kijelölt bírót, ám a tárgyalás napját előrehozzák, így nincs felkészülve arra, amit a teremben hallani fog. Bár mindent megtesz annak érdekében, hogy Samanthát felelőtlennek állítsa be, aki a szeretőjével él együtt, Samantha felhozza védelmére azt a tényt, hogy Dusty impotens. A bíróság az asszonynak ítéli Johnnyt, Ellie pedig közli Jockeyval, kizárólag úgy akarja ismét Southforkban látni a kisfiút, ha Samantha is vele jön. Cliff rájön, hogy a rábízott Szerszámgyár csak egy kicsi része a hatalmas Wentworth-birodalomnak, és megkérdezi anyját, miért titkolta előtte, hogy vagyonos. Mitch észreveszi, hogy Afton és Jockey összejárnak és szóvá teszi ezt a húgának, aki a szemébe mondja, hogy neki nincs szándéka szegényen meghalni. A bárban, ahol Afton dolgozik, Mitch megment egy gazdagnak látszó nőt a fulladástól. Pamela váratlanul eltűnik a munkahelyéről, senki nem tudja, hova ment. |     |                            |                           |                 |                      |                    |                      |
| |     |                            |                           |                 |                      |                    |                      |
| 82. | 5.  | The Sweet Smell of Revenge | A bosszú                  | Irving J. Moore | Linda B. Elstad      | 1981. november 6.  | 1992. július 17.     |
| Jockey más taktikát választ ahhoz, hogy visszaszerezze a fiát. Úgy dönt, felvásárolja az összes olajat Farlow-ék finomítói elől, és csak akkor adja oda nekik, ha azok visszaadják neki Johnnyt és Samanthát. Pamela előkerül, egy ház tetejéről készül a mélybe vetni magát, tettét csak az utolsó pillanatban sikerül megakadályozni. Gyógykezelését egy szanatóriumban kezdik meg. Katherine, Rebecca másik lánya látogatóba érkezik Dallasba, és láthatóan nem tetszik neki, hogy anyja máris Cliffre bízta a Wenthworth-birodalom igazgatását. Mitchnek jutalmat ígér a bárban megmentett gazdag nő férje, Waring, de a fiú ezt nem fogadja el, cserébe viszont megfontolja Waring ajánlatát, hogy képezze ki magát plasztikai sebésznek. Bobby névtelen levelet kap egy férfitól, amiben Kristin és kisbabája képe szerepel. |     |                            |                           |                 |                      |                    |                      |
| |     |                            |                           |                 |                      |                    |                      |
| 83. | 6.  | The Big Shut Down          | A nagy vállalkozás        | Leonard Katzman | Arthur Bernard Lewis | 1981. november 13. | 1992. július 24.     |
| Jockeynak sürgősen szüksége van 200 millió dollárra, hogy véghez vigye olajfelvásárlási tervét. A megkeresett bankok azonban nem tudnak ekkora kölcsönt vállalni, csak ha bevonják a Ewingok régi bankárát, Lelandet. Leland vállalja, hogy meghitelezi az összeg felét, de titkon abban reménykedik, hogy az olaj árának esése miatt a Ewing vállalat csődbe megy. Pamela még mindig szanatóriumban van, és meggyőződése, hogy azért olyan depressziós, mert nem lehet gyereke. Bobby találkozik Faradayjel, aki némi pénz ellenében átadja Kristin fiának születési bizonyítványát, melyen az áll, az apa Jordan Lee. Lucy és Mitch találkoznak Waring partiján, ahol Lucy meglepve hallja, hogy Mitch a plasztikai sebészettel kacérkodik. Cliff számára egyre nyilvánvalóbb, hogy Katherine nem különösebben kedveli őt, sem azt, hogy ő lett Katherine apjának utódja a családi vállalkozás élén. A Farlow-k elkezdenek szembesülni a Jockey okozta olajhiány következményeivel. |     |                            |                           |                 |                      |                    |                      |
| |     |                            |                           |                 |                      |                    |                      |
| 84. | 7.  | Blocked                    | Bekerítve                 | Irving J. Moore | Arthur Bernard Lewis | 1981. november 20. | 1992. július 31.     |
| Jockeynak sikerül a terve, Farlow-ék máris rákényszerülnek, hogy elbocsássák embereiket. Samantha rájön, Jockey áll az olajhiány mögött, és arra is, hogy az ő kezében van a helyzet kulcsa, úgy dönt, fiával együtt elhagyja Southern Crosst. Farlow-ék azonban ezt nem engedik, Clayton maga beszél Jockey-val, és felvilágosítja, hogy esnek az olajárak, így lehet, hogy a bosszú a Ewing cég létét fogja veszélyeztetni a Farlow-birodalomé helyett. Jordan Lee bebizonyítja, hogy Kristin gyerekének nem ő az apja. Pamela még mindig nagyon messze áll a gyógyulástól, még mindig úgy érzi, életét csak egy gyerek hozhatja helyre. Lucy igen optimista a Mitchcsel való kapcsolatukat illetően most, hogy a fiú elvállalta a plasztikai sebészi állást. Aftonnak egyre kevésbé tetszik, hogy Jockey csak csaléteknek használja őt, hogy más üzletembereket bekerítsen. |     |                            |                           |                 |                      |                    |                      |
| |     |                            |                           |                 |                      |                    |                      |
| 85. | 8.  | The Split                  | A Ewing-részvények        | Leonard Katzman | Leonard Katzman      | 1981. november 27. | 1992. augusztus 7.   |
| Jock levelet küld Dél-Amerikából, amiben minden eshetőségre készen felosztja a Ewing-részvényeket a család tagjai között, Ellie kapja a legnagyobb részt, ráadásul az unokája részét is kezelheti, amíg az nem lakik Southforkban. Farlow-ék még mindig nem engednek Jockey zsarolásának, aki így egyre nagyobb bajba kerül az csökkenő olajárak miatt, és mert hamarosan esedékes egy nagyobb kölcsöne visszafizetése. Aftont akarja rábírni, hogy a lány legyen kedves Lelandhez, a bankárhoz, ám a lány ezt elutasítja, emiatt Jockey kirúgatja az állásából. Afton Cliffel és Lelanddel szövetkezik arra, hogy Jockeyt móresre tanítsák. Ray bajba kerül, minden jel arra mutat, hogy utolsó, egyedül eszközölt befektetése rosszul fog elsülni, pedig jelentős kölcsönt is megpróbál felvenni a károk enyhítésére. Jockey találkozik Dustyval, ahol arról akarja meggyőzni a férfit, hogy Samantha nem sokáig fogja kibírni mellette szex nélkül. |     |                            |                           |                 |                      |                    |                      |
| |     |                            |                           |                 |                      |                    |                      |
| 86. | 9.  | Five Dollars a Barrel      | Ötmillió hordó olaj       | Irving J. Moore | Leonard Katzman      | 1981. december 4.  | 1992. augusztus 14.  |
| Jockey sehogyan sem képes túladni a felhalmozott 5 millió hordó olajon, és az olaj ára egyre esik, neki viszont pár napon belül vissza kell fizetnie 200 millió dollár kölcsönt. Cliff Barnes szövetkezik Lee Jordannel és a kartell más tagjaival, felvásárolják Jockey váltóit, így Jockey már nekik tartozik. A társaság felajánl neki 10 nap haladékot a tartozás rendezésére cserébe megemelik a kamatot is. Jockey semmiképpen nem akar belemenni az üzletbe, de amikor eljön a határidő napja, rájön, semmilyen más módon nem tud haladékot nyerni, így vállalja a feltételeket és azt, hogy Cliffre írassa az egyik Ewing-parcellát. Samantha úgy érzi, kapcsolata Dustyval kezd holtvágányra jutni a férfi impotenciája miatt. Jockey megkörnyékezi Rayt és Garyt, hogy adják el neki 10-10 részvényüket, de Gary Lucynek adja őket, Ray pedig, bár a pénzre nagy szüksége van bedőlni látszó ingatlanügylete miatt, mégis úgy dönt, megtartja a részvényeket. Bobby arra készül, hogy megvásárolja Faraday-tól Kristin fiát, akiről kideríti, hogy valószínűleg Jockey az apja, és közben Pamela is hazatérhet a szanatóriumból ideiglenesen. |     |                            |                           |                 |                      |                    |                      |
| |     |                            |                           |                 |                      |                    |                      |
| 87. | 10. | Starting Over              | Az újrakezdés bonyodalmai | Leonard Katzman | Leonard Katzman      | 1981. december 11. | 1992. augusztus 21.  |
| Jockey mindent megpróbál, hogy pénzt szerezzen, még arra is kész, hogy Ewing-részvényeket árusítson ki, de szemmel láthatóan nem talál megoldást. Ray továbbra is bajban van ingatlanügyével, Ellie megpróbál neki kölcsönadni a vállalat pénzéből, amikor szembesül azzal, hogy Jockey milyen nagy összeget vett fel kölcsönbe. Dusty újra részt vesz egy rodeón, ahol szép eredményt ér el. Ennek láttán Samantha úgy dönt, elhagyja a férfit, mert nem akarja, hogy az, ahányszor ránéz, mindig a múlton merengjen. Pamela nehezen viseli a kórházi kezelést, ezért idő előtt hazatér. Bobby megvásárolja Faraday-től Kristen és Jockey fiát, és éppen arra készül, hogy szembesítse Jockeyt a fiával, amikor Pamela megjelenik és azt hiszi, Bobby az örökbefogadási ügynökségtől hozott neki gyereket. |     |                            |                           |                 |                      |                    |                      |
| |     |                            |                           |                 |                      |                    |                      |
| 88. | 11. | Waterloo at Southfork      | A gyermekelhelyezési per  | Irving J. Moore | Linda B. Elstad      | 1981. december 18. | 1992. augusztus 28.  |
| Ellie szembesíti Jockeyt felelőtlen kölcsönfelvétele következményével, és elmegy Clayton Farlow-hoz, hogy megbeszélje vele az olaj eladását. Jockeynak így sikerül visszafizetnie a kölcsönt, de ennek az az ára, hogy ezentúl Bobby-nak is részt kell vennie a vállalat ügyeiben és Ellie meg is fenyegeti Jockeyt, ha a közelgő gyerekelhelyezési perben lejáratja Samanthát, végleg kiveszi a kezéből a vállalat irányítását. Emiatt Jockey nem meri felvonultatni tanúit Samantha ellenében, aminek az lesz a következménye, hogy bíróság az asszonynak ítéli a gyereket tetemes gyerektartással együtt. Bobby megpróbálja legális úton örökbe fogadni Christophert, akiről még mindig nem tudja senki, hogy Kristin és Jockey fia. Ray, mivel nem tudott elegendő pénzt felhajtani, kénytelen túladni a befektetésén. |     |                            |                           |                 |                      |                    |                      |
| |     |                            |                           |                 |                      |                    |                      |
| 89. | 12. | Barbecue Two               | A Ewing-ünnepség          | Leonard Katzman | Arthur Bernard Lewis | 1982. január 1.    | 1992. szeptember 4.  |
| Samantha, miután megnyerte a gyermekelhelyezési pert, lakást bérel Dallasban, de továbbra is elfogadja Clayton segítségét. Ellie a szokásos évi kerti ünnepség megrendezésére készül, aminek külön apropót ad, hogy ezen a napon várják haza Jockot Dél-Amerikából. A partin mindenki részt vesz, még Samanthát is sikerül rávenni, látogasson el Southforkba Johnnyval. Jockey megpróbálja felmelegíteni kapcsolatukat az asszonnyal, de Samantha keményen ellenáll, sőt, a partin inkább Cliffel mulat. A parti végén azonban megdöbbentő hírt kapnak: Jock és társai helikopterrel indultak el a repülőtér felé, de útközben lezuhantak. |     |                            |                           |                 |                      |                    |                      |
| |     |                            |                           |                 |                      |                    |                      |
| 90. | 13. | The Search                 | A keresés                 | Irving J. Moore | Arthur Bernard Lewis | 1982. január 8.    | 1992. szeptember 11. |
| Ellie azonnal Dél-Amerikába küldi fiait, hogy segítsenek Jock felkutatásában. Mialatt ők odavannak, mindenki próbálja rávenni Samanthát, legalább erre a pár napra maradjon a farmon, amíg biztos hírt nem kapnak Jock felől. Ő azonban fél ott maradni. Jockey, Bobby és Ray megtalálják a tavat, ahova a helikopter lezuhant, és Bobby felhoz a tó mélyéről egy nyakláncot, mely Jocké volt. Számára már biztos, hogy apjuk meghalt, de a többiek köztük Ellie nem akarják elhinni, hogy Jock valóban nincs többé. |     |                            |                           |                 |                      |                    |                      |
| |     |                            |                           |                 |                      |                    |                      |
| 91. | 14. | Denial                     | Amíg élünk, remélünk      | Victor French   | Linda B. Elstad      | 1982. január 15.   | 1992. szeptember 14. |
| Jockey teljesen maga alatt van apja elvesztése miatt, semmi nem érdekli, a vállalat vezetése sem. Emiatt minden döntés Bobbyra marad, aki azonban Jockey nélkül nem tud lépni. A jogászok sürgetik Jock holttá nyilvánítását, ám Ellie nem hajlandó ehhez hozzájárulni, hiába az érvelés, miszerint jogilag tarthatatlan így a vállalat helyzete, ami akár csődöt is okozhat. Lucy és Mitch kapcsolata egyre jobb, miközben Ray és Donna házassági válságot élnek át. Ray nehezen viseli gazdag és okos felesége sikereit, miközben az ő üzletei nem működnek. Bobby képtelen bevallani Pamelának, hogy Christopher Kristen is Jockey fia, ám hamarosan lépnie kell, mert már a gyerekorvos is kéri az örökbefogadási papírt. Cliff egyre többször keresi Samanthát, ám az asszonyt Jockey is meglátogatja, és közli vele, bármit is tesz, mindenképpen vissza fogja szerezni a fiát. |     |                            |                           |                 |                      |                    |                      |
| |     |                            |                           |                 |                      |                    |                      |
| 92. | 15. | Head of the Family         | A családfő                | Patrick Duffy   | Howard Lakin         | 1982. január 22.   | 1992. szeptember 21. |
| Bobbynak nem könnyű kézben tartania a Ewing Olajtársaság ügyeit, mivel minden döntéshez szükség lenne Jockey aláírására, aki azonban cseppet sem törődik az üzleti ügyekkel. Ray ugyanígy válságban van saját bukott üzletei, Jock halála és amiatt, hogy Donnát felkérték, írjon egy újabb könyvet, és emiatt Ray még kisebbségi érzéssel is küzd. Pamela még mindig nem tud semmit Christopher szüleiről azon kívül, hogy Bobby azt állítja, egy autóbalesetben meghalt párról van szó. Lucy újra modellként dolgozik és már közeli barátjának tekinti a fotósát. Samantha ismét randevúzik Cliffel. |     |                            |                           |                 |                      |                    |                      |
| |     |                            |                           |                 |                      |                    |                      |
| 93. | 16. | The Phoenix                | A főnix                   | Harry Harris    | David Paulsen        | 1982. január 29.   | 1992. október 2.     |
| Bobby szembesíti Jockeyt nem csak a vállalat tarthatatlan helyzetével amit az ő távolléte okoz, de azzal is, hogy hagyja, hogy a vállalat tönkremenjen, nem csak apja szellemének árt, de fiára sem tud semmit örökül hagyni. Ez észhez téríti Jockeyt, aki megfogadja, semmi nem állhat fia és ő közéje. Egyre halogatja a végrendelet felnyitását, mert úgy véli, ezzel a fia öröksége elaprózódhat. Samantha rájön, Cliff nem csak vele, de Aftonnal is randevúzik. Bobby egyre jobban belebonyolódik a Christopher származása körüli mesékbe. Ray már teljesen elhanyagolja a munkáját, így Bobbynak kell őt figyelmeztetnie, ha így folytatja, másik intézőt keresnek a birtokra. Lucyt fotósa elkezdi követni és megfigyelni, de a lány egyelőre erről még semmit nem tud. |     |                            |                           |                 |                      |                    |                      |
| |     |                            |                           |                 |                      |                    |                      |
| 94. | 17. | My Father, My Son          | Az apám, a fiam           | Larry Hagman    | Will Lorin           | 1982. február 5.   | 1992. október 9.     |
| Jockey meg akarja szerezni Ray 10 részvényét, ezért megpróbálja rávenni Donnát, segítsen neki, a nő viszont elutasítja. Cliff Barnes a Wenthworth Szerszám- és Gépgyár élén komoly fenyegetést jelenthet Jockeynak, főleg miután Jockey rájön, Cliff újra randevúzni kezdett Samanthával. Ezért megbízza régi barátját, Wally Hamptont, ajánljon zsíros állást Cliffnek messze Dallastól, majd később rúgja ki. Bobbyt egyre inkább szorongatják a hivatalok amiatt, mert nem mutatja be a Christopher származását igazoló iratokat. Ezért bevallja ügyvédjének, a gyerek anyja valójában Kristen, és él Kristen nővére is, aki igényt tarthatna a gyerekre. Ezért az ügyvéd meghagyja neki, a tárgyalás előtt mindenképpen szerezze be Samantha lemondó nyilatkozatát. Lucy egyre inkább fotósa bűvkörébe kerül, aki már-már rögeszmésen ragaszkodik a lányhoz. |     |                            |                           |                 |                      |                    |                      |
| |     |                            |                           |                 |                      |                    |                      |
| 95. | 18. | Anniversary                | Az évforduló              | Joseph Manduke  | David Paulsen        | 1982. február 12.  | 1992. október 16.    |
| Jockey új tervet eszel ki Samantha részvényeinek megszerzésére és arra, hogy hogyan tartsa távol az asszonytól Cliffet. Megismerkedésük évfordulójára kedvességekkel lepi el volt nejét, és egyébként is teljesen másképp viselkedik, mint korábban szokott. Ezzel egészen lenyűgözi Samanthát, aki azért ennek ellenére még találkozgat Cliffel. Ray számára, úgy tűnik, nincs megállás a lejtőn, egy bártündérrel megcsalja Donnát, de az asszony rajta kapja őket. Lucy bánatában, mert Mitch kikezdett az egyik betegével, aki mindenáron meg akarja szerezni őt, ágyba bújik a fotósával, de hamarosan meg is bánja. Bobby, hogy valamivel lekösse Pamelát, hogy az ne érdeklődjön mindenáron Christopher származása és a közelgő tárgyalás miatt, vesz az asszonynak egy fitnesz-szalont. Cliff nyomozásba kezd, megpróbálja kideríteni, valós-e az állásajánlat, amit Hampton felkínált neki. |     |                            |                           |                 |                      |                    |                      |
| |     |                            |                           |                 |                      |                    |                      |
| 96. | 19. | Adoption                   | Az örökbefogadás          | Larry Hagman    | Howard Lakin         | 1982. február 19.  | 1992. október 23.    |
| Cliff rájön, Hampton ajánlata nem valós, az egészet Jockey-val találták ki. Jockey ezt nem is tagadja, mire Cliff közli vele, feleségül fogja venni Samanthát. Jockey bízik új kapcsolatukban az asszonnyal, amiben minden egyre jobban alakul. De Bobby felkeresi az asszonyt, hogy megkérje, mondjon le Christopherről, és ekkor Samantha úgy dönt, Jockey-ban nem érdemes megbízni. Ray és Donna a válást fontolgatják, habár Donna egyáltalán nem akar válni, és emiatt harcba száll Ray-ért azzal a nővel, akivel őt Ray megcsalta. Jockey, miután Ray a helyi börtönben töltött egy éjszakát, ráveszi a férfit, adja át neki a 10 részvényét. Christopher örökbefogadási tárgyalásán ideiglenesen Bobby-éknek ítélik a gyereket. Lucy már szabadulna az őt szerelmével üldöző fotóstól, de az nem hagyja annyiban a dolgot. |     |                            |                           |                 |                      |                    |                      |
| |     |                            |                           |                 |                      |                    |                      |
| 97. | 20. | The Maelstrom              | Az örvény                 | Patrick Duffy   | Will Lorin           | 1982. február 26.  | 1992. október 30.    |
| Miután Jockey rájön, hogy Samantha Bobbyval beszélt éppen az előtt, hogy Samantha durván elutasította volna őt, számonkéri az öccsén, hogy mivel beszélte tele az asszony fejét, de Bobby nem árulja el neki az örökbefogadás körüli problémákat. Ám úgy tűnik, Jockey mégis tudomást szerez Kristen fiáról egy Los Angeles-i ügyvéden keresztül, ám a részletek még homályosak számára. Ray és Donna egyre inkább békülnének egymással, de ezt késlelteti, hogy Donna egyre több időt tölt új könyve megírásával. Samantha és Cliff újra együtt járnak, ám Clayton figyelmezteti, ne használja a férfit pusztán arra, hogy bosszút álljon Jockeyn, és minden képességét latba veti, hogy magának hódítsa meg Samanthát, aki viszont csak az apjaként tekint rá. Roger, a fotós megmutatja Lucynak titkos szobáját, aminek minden centimétere Lucy képeivel van kitapétázva. Mivel a lány éppen egy Mitch-csel való veszekedésen van túl, enged a férfi csábításának. |     |                            |                           |                 |                      |                    |                      |
| |     |                            |                           |                 |                      |                    |                      |
| 98. | 21. | The Prodigal               | A tékozló apa             | Michael Preece  | David Paulsen        | 1982. március 5.   | 1992. november 6.    |
| Cliff azt szeretné, ha Wentworth szerszámgép-gyár vezérigazgatójaként nem kellene jóváhagyásokért folyton Austinba utaznia, ezért anyja segítségét kéri az ügyben, aki ezt elfogadja. Mostohahúgának viszont ez nem tetszik. Ray felépülni látszik a Jock halála utáni időszakból, Donnával való kapcsolata is rendbejön. Cliff és Clayton egyre többet futnak össze Samanthánál. Jockey levélben megkapja Christopher születési bizonyítványát, majd nyomozásba kezd a gyerek kiléte felől. Clayton meglátogatja Aftont aki Cliffről érdeklődik nála. Aftonnak feltűnik Clayton érdeklődése alapján hogy érez valamit Samantha iránt. Afton ezt közli Samanthával is. Kathrine kérdőre vonja Cliffet és nemtetszését fejezi ki azzal kapcsolatban, hogy Cliff azért akar nagyobb hatalmat a vállalatnál, hogye ezt Jockey ellen használja fel. Lucy szeretne megszabadulni fotósától, de egyelőre nem tud, Roger meg is fenyegeti a lányt, hogy csak ő készíthet róla fényképeket. Jeff Faraday Bobbyval találkozik, és megzsarolja őt. Kathrine és Jockey találkoznak és szövetkezni kezdenek Cliff ellen. Jockey megzsarol egy szakembert, hogy készítsen hamis jelentést egy parcelláról amit a kartell emberei ajánlanak neki. Pamela meglátogatja Rogert és figyelmezteti, hogy hagyja békén Lucyt. Clayton elmondja Samanthának, hogy szereti őt de nem szerelemből. Jockey kinyomozza, hogy ki volt Christine fia, és számára összeáll a kép. |     |                            |                           |                 |                      |                    |                      |
| |     |                            |                           |                 |                      |                    |                      |
| 99. | 22. | Vengeance                  | A bosszú                  | Irving J. Moore | Howard Lakin         | 1982. március 12.  | 1992. november 13.   |
| Cliff gyanútlanul belesétál Jockey és Marylee Stone csapdájába, jelentős összegért megvásárol egy értéktelen földdarabot, amit ő értékesnek vél. Erre a jövendő gazdagságára alapozva megkéri Samantha kezét, ám az asszony hezitál. Felhívja Clayton jótanácsért, ám a férfi nem segít neki, mivel Samantha iránt érzett érzelmeitől szabadulni akar. Lucy és Mitch kapcsolata zátonyra fut, a fiú el akar válni. Lucy bánatában egy bárban keres vigaszt és hazafelé fotósa Roger, aki nem tud szabadulni Lucy iránt érzett szerelmétől, elrabolja őt. Bobbynál újra feltűnik Jeff Faraday és egy újabb összeg kizsarolása fejében újabb dokumentumokat ígér Bobbynak Christopherről. Ray és Donna kibékülnek, ám Donna nem tudja eldönteni, hogy megírja e a Jock és Sam Culver életében fellelt sötét titkokat. Jockey tudomást szerez arról, hogy Samantha közreműködött Christopher örökbefogadásában és erre alapozva máris tervet kovácsol arra, hogyan szerezze meg Bobby részvényeit is a Ewing olajvállalatból. |     |                            |                           |                 |                      |                    |                      |
| |     |                            |                           |                 |                      |                    |                      |
| 100. | 23. | Blackmail                  | A zsarolás                | Michael Preece  | Leonard Katzman      | 1982. március 19.  | 1992. november 20.   |
| Lucyt fogva tartja Roger, ám a lány senkinek sem hiányzik, mert azzal indult találkozóra a férjéhez, hogy lehet, hogy napokig sem jön haza. Bobby találkozót beszél meg Faraday-jel Christopher ügyében, azonban a férfit holtan találja annak lakásában. Clayton megjelenik Samanthánál és közli vele, maga sincs tisztában a saját érzelmeivel, ezért hosszabb külföldi vakációra indul. Samantha emiatt újra rátámad Jockeyra. Jockey megbizonyosodik arról, hogy Christopher az ő fia, és megzsarolja Bobbyt, hogy elárulja Pamelának a titkot, ha az öccse nem szavaz úgy a részvényeivel, ahogyan ő szeretné. Samantha kezét megkéri Cliff abban a hiszemben, hogy gazdag ember, ám Jockey lehűti a lelkesedését, amikor közli vele, hogy az általa vásárolt föld értéktelen és az egész manővert csak ő és Marylin találták ki. Ellie magába roskad, és Donnát hibáztatja amiatt, hogy Donna rábukkant arra a régi történetre, miszerint Jock és Sam Culver egy ember elmegyógyintézetbe zárásával alapozták meg a vagyonukat. A család rájön, hogy Lucy eltűnt, ám a Bobby irodájában megjelenő nyomozók nem Lucy miatt keresik fel őt, hanem ki akarják hallgatni Faraday halála ügyében. |     |                            |                           |                 |                      |                    |                      |
| |     |                            |                           |                 |                      |                    |                      |
| 101. | 24. | The Investigation          | A nyomozás                | Irving J. Moore | Bruce Shelly         | 1982. március 26.  | 1992. november 27.   |
| Bobbyt felkeresi két idegen, akik felajánlják neki, hogy ők lesznek a beszállítói a halott Faraday helyett. Bobby nem érti, miről beszélnek, de kiderül, hogy Faraday droggal kereskedett. Bobby jelenti ezt az információt a rendőrségen, de ennek ellenére azok azt hiszik, ő ölte meg Faradayt. Cliff nagy bajba kerül, amikor egy csepp olajat sem találnak a 4 millió dollárért vásárolt földön, nem tudja a kölcsönt visszafizetni a Wentworth Szerszám- és Gépgyárnak, ezért Samanthához fordul, hogy segítse ki őt. Samantha emiatt kidobja Cliffet, mondván, hogy a férfi csak ki akarja használni őt. Lucy kiszabadul Roger fogságából, miután Pamela és Bobby felkeresik Rogert és számon kérik. Ennek ellenére Lucy és Mitch végleg úgy döntenek, hogy elválnak. Ellie még mindig haragban áll Donnával annak készülő könyve miatt. |     |                            |                           |                 |                      |                    |                      |
| |     |                            |                           |                 |                      |                    |                      |
| 102. | 25. | Acceptance                 | Megbékélés                | Michael Preece  | Will Lorin           | 1982. április 2.   | 1992. december 4.    |
| Rebecca lemondatja fiát, Cliffet annak sikkasztása miatt, így Cliff ismét munkanélküli és ez egyre inkább aláássa a kedélyállapotát. Bobby a saját kezébe veszi a Faraday-ügyet és felhívja a drogdílereket, hogy nyélbe üssön velük egy üzletet. A találkozóra azonban magával viszi a rendőröket is, akiknek így sikerül elfogniuk a két bűnözőt. Jockey mindent bevet, hogy visszahódítsa Samanthát, mindennap virágot küld neki és gyakran látogatja. A nő már-már hajlandó is újra férjhez menni Jockeyhoz, elfeledve a múltat. Ellie a Donnával való vitatkozásnak, Punk Anderson váratlan látogatásának és egy Ray-jel való beszélgetésnek köszönhetően végre elfogadja, hogy Jock meghalt. |     |                            |                           |                 |                      |                    |                      |
| |     |                            |                           |                 |                      |                    |                      |
| 103. | 26. | Goodbye, Cliff Barnes      | Ég veled, Cliff Barnes    | Irving J. Moore | Arthur Bernard Lewis | 1982. április 9.   | 1992. december 11.   |
| Bobby kénytelen elárulni Pamelának, hogy Christopher valójában Kristen és Jockey fia. Együtt utaznak el Los Angelesbe hogy utánajárjanak annak a kórházi számlának, amit Faraday akart volna átadni Bobbynak. Ott kiderül, Kristen elvetélt Jockey gyerekével, ám hamarosan újra teherbeesett Faradaytől és hozzá is ment feleségül. Sem Bobby, se Pamela nem akarja elhinni a történteket, legfőképp azt nem, hogy Faraday képes volt eladni a saját gyerekét és hogy Jockey képes lett volna a gyerek nagybácsijának kiadni magát, miközben azt hiszi, hogy övé a gyerek. Samantha úgy dönt, enged Jockey-nak és megígéri, hogy újra hozzámegy feleségül. Cliff Barnes azonban annyira maga alá kerül, hogy öngyilkosságot követ el, Afton talál rá és szállíttatja kórházba. Emiatt Rebecca felkeresi Ellie-t és megígéri, hogy tönkreteszi a Ewingokat. Samantha pedig, mivel magát okolja Cliff állapotáért, közli Jockeyval, hogy ha Cliff meghal, nem fog feleségül menni hozzá. |     |                            |                           |                 |                      |                    |                      |

### 6. évad (1982-1983)

#### Készítők
- Producer: Leonard Katzman
- Írók:  Arthur Bernard Lewis,
- Rendezők: Michael Preece,
- Operatőrök: Edward R. Plante
- Zeneszerzők: Jerrold Immel,

#### Szereplők
Főszereplők:
- Ellie Ewing (Barbara Bel Geddes)
- Jockey Ewing (Larry Hagman)
- Bobby Ewing (Patrick Duffy)
- Pamela Barnes Ewing (Victoria Principal)
- Lucy Ewing (Charlene Tilton)
- Samantha Ewing (Linda Gray)
- Ray Krebbs (Steve Kanaly)
- Donna Culver Krebbs (Susan Howard)
- Cliff Barnes (Ken Kercheval)

Mellékszereplők:
- Afton Cooper (Audrey Landers) – Mitch húga (1. rész)
- Rebecca Wentworth (Priscilla Pointer) – Cliff és Pamela anyja (1. rész)
- Clayton Farlow (Howard Keel – Dusty apja (1. rész)

További szereplők:
- Holly Harwood (Lois Chiles), a Harwood-olajtársaság örökösnője (1. rész)
- Phyllis Wapner (Deborah Tranelli) – Bobby titkárnője
- Punk Anderson (Morgan Woodward) – vállalkozó, Jock barátja

- Marilee Stone (Fern Fitzgerald) – olajvállalkozó
- Sly (Deborah Rennard) – Jockey titkárnője

#### Tartalom
| # | #   | Eredeti cím                              | Magyar cím                                | Rendező            | Író                  | Eredeti premier    | Magyar premier     |
| --- | --- | ---------------------------------------- | ----------------------------------------- | ------------------ | -------------------- | ------------------ | ------------------ |
| 104. | 1.  | Changing of the Guard                    | Őrségváltás                               | Michael Preece     | Arthur Bernard Lewis | 1982. október 1.   | 1992. december 18. |
| Cliff még mindig nincs túl az életveszélyen, ezért az anyja ellátogat Southforkba és megfenyegeti a Ewing-családot, hogy tönkre fogja őket tenni. Ellie nagyon a szívére veszi Jockey szerepét Cliff öngyilkosságában, ezért szavazást kezdeményez arról, ki legyen a cég főnöke, és a cég egyhangúan Jockey ellen dönt, ami azt is jelenti, hogy Bobbynak lesz az elnök. Jockey nem marad feladat nélkül, egy feltörekvő örökösnő, Holly Harwood megbízza őt az olajvállalata vezetésével, amit Jockey két feltétellel vállal el: a háttérben maradhat és megkapja a vállalat 25%-át. Lucy aggódik, hogy teherbe esett Rogertől, de aggodalmát csak barátnőjével osztja meg. Audrey                                                        |     |                                          |                                           |                    |                      |                    |                    |
| |     |                                          |                                           |                    |                      |                    |                    |
| 105. | 2.  | Where There's a Will                     | A végrendelet                             | Leonard Katzman    | Leonard Katzman      | 1982. október 8.   | 1992. december 25. |
| Audrey kitartóan üldözi Cliffet szerelmével, aki viszont azt nem viszonozza. Azon gondolkodik, elfogadja-e Marilee Stone állásajánlát, mivel újabb csapdát sejt mögötte. Lucy megosztja terhességével kapcsolatos félelmeit Pamelával, aki rábeszéli, hogy látogasson meg egy doktort. Jockey, miután hazugság árán betekintést nyert apja végrendeletébe, és látta, hogy az rá nézve kedvező, Bobbyra küldi az adóhatóság egy emberét, hogy az figyelmeztesse az öccsét arra, hogy jogi problémák adódhatnak, ha nem nyitják fel a végrendeletet. Samantha pár napra Southern Crossba látogat, Claytonhoz. Ray hírt kap Amos Krebbs betegségéről, akiről mindenki úgy tudja, hogy az apja, emiatt kénytelen vállalni a kezelés költségeit. |     |                                          |                                           |                    |                      |                    |                    |
| |     |                                          |                                           |                    |                      |                    |                    |
| 106. | 3.  | Billion Dollar Question                  | A tét egymilliárd dollár                  | Michael Preece     | Arthur Bernard Lewis | 1982. október 15.  | 1993. január 1.    |
| 107. | 4.  | The Big Ball                             | A nagy bál                                | Leonard Katzman    | Leonard Katzman      | 1982. október 22.  | 1993. január 8.    |
| 108. | 5.  | Jock's Will                              | Jock végrendelete                         | Michael Preece     | David Paulsen        | 1982. október 29.  | 1993. január 15.   |
| 109. | 6.  | Aftermath                                | A végrendelet utóhatásai                  | Leonard Katzman    | David Paulsen        | 1982. november 5.  | 1993. január 22.   |
| 110. | 7.  | Hit and Run                              | Cserbenhagyásos gázolás                   | Michael Preece     | Howard Lakin         | 1982. november 12. | 1993. január 29.   |
| 111. | 8.  | The Ewing Touch                          | Harc Ewing módra                          | Leonard Katzman    | Howard Lakin         | 1982. november 19. | 1993. február 5.   |
| 112. | 9.  | Fringe Benefits                          | Járulékos juttatás                        | Michael Preece     | Will Lorin           | 1982. november 26. | 1993. február 12.  |
| 113. | 10. | The Wedding                              | Az esküvő                                 | Leonard Katzman    | Will Lorin           | 1982. december 3.  | 1993. február 19.  |
| 114. | 11. | Post Nuptial                             | Esküvő után                               | Michael Preece     | David Paulsen        | 1982. december 10. | 1993. február 26.  |
| 115. | 12. | Barbecue Three                           | A Ewing-party                             | Leonard Katzman    | Arthur Bernard Lewis | 1982.december 17.  | 1993. március 5.   |
| 116. | 13. | Mama Dearest                             | Az anyai akarat                           | Patrick Duffy      | Arthur Bernard Lewis | 1982. december 31. | 1993. március 12.  |
| 117. | 14. | The Ewing Blues                          | Kötélhúzás                                | David Paulsen      | David Paulsen        | 1983. január 7.    | 1993. március 19.  |
| 118. | 15. | The Reckoning                            | A leszámolás                              | Bill Duke          | Will Lorin           | 1983. január 14.   | 1993. március 26.  |
| 119. | 16. | A Ewing Is a Ewing                       | Egy Ewing mindig Ewing marad              | Larry Hagman       | Frank Furino         | 1983. január 28.   | 1993. április 2.   |
| 120. | 17. | Crash of '83                             | Az év balesete                            | Bill Duke          | Howard Lakin         | 1983. február 4.   | 1993. április 9.   |
| 121. | 18. | Requiem                                  | Rekviem                                   | Larry Hagman       | Linda B. Elstad      | 1983. február 11.  | 1993. április 16.  |
| 122. | 19. | Legacy                                   | Az örökség                                | Patrick Duffy      | Robert Sherman       | 1983. február 18.  | 1993. április 23.  |
| 123. | 20. | Brothers and Sisters                     | Testvérek                                 | Larry Hagman       | Will Lorin           | 1983. február 25.  | 1993. április 30.  |
| 124. | 21. | Caribbean Connection                     | A karibi kapcsolat                        | Patrick Duffy      | Will Lorin           | 1983. március 4.   | 1993. május 7.     |
| 125. | 22. | The Sting                                | Az érvágás                                | Larry Elikann      | David Paulsen        | 1983. március 11.  | 1993. május 14.    |
| 126. | 23. | Hell Hath No Fury                        | A poklok pokla                            | Ernest Pintoff     | Arthur Bernard Lewis | 1983. március 18.  | 1993. május 21.    |
| 127. | 24. | Cuba Libre                               | A kubai utazás                            | Robert C. Thompson | Leonard Katzman      | 1983. március 25.  | 1993. május 28.    |
| 128. | 25. | Tangled Web                              | A pók hálójában                           | Nicolas Sgarro     | David Paulsen        | 1983. április 1.   | 1993. június 4.    |
| 129. | 26. | Things Ain't Goin' Too Good at Southfork | A dolgok nem mennek túl jól Southfork-ban | Gunnar Hellström   | Leonard Katzman      | 1983. április 15.  | 1993. június 11.   |
| 130. | 27. | Penultimate                              | Az utolsó utáni csepp                     | Nick Havinga       | Howard Lakin         | 1983. április 29.  | 1993. június 18.   |
| 131. | 28. | Ewing Inferno                            | Az égő ház                                | Leonard Katzman    | Arthur Bernard Lewis | 1983. május 6.     | 1993. június 25.   |

### 7. évad (1983-1984)
| #    | #   | Eredeti cím              | Magyar cím               | Rendező            | Író                  | Eredeti premier      | Magyar premier       |
| ---- | --- | ------------------------ | ------------------------ | ------------------ | -------------------- | -------------------- | -------------------- |
| 132. | 1.  | The Road Back            | Vissza az életbe         | Nick Havinga       | Arthur Bernard Lewis | 1983. szeptember 30. | 1993. július 2.      |
| 133. | 2.  | The Long Goodbye         | A hosszú búcsú           | Leonard Katzman    | Leonard Katzman      | 1983. október 7.     | 1993. július 9.      |
| 134. | 3.  | The Letter               | A levél                  | Nick Havinga       | David Paulsen        | 1983. október 14.    | 1993. július 16.     |
| 135. | 4.  | My Brother's Keeper      | Szeressük a testvérünket | Leonard Katzman    | Arthur Bernard Lewis | 1983. október 21.    | 1993. július 23.     |
| 136. | 5.  | The Quality of Mercy     | A megváltó halál         | Nick Havinga       | Leonard Katzman      | 1983. október 28.    | 1993. július 30.     |
| 137. | 6.  | Check and Mate           | Sakk-matt                | Leonard Katzman    | David Paulsen        | 1983. november 4.    | 1993. augusztus 6.   |
| 138. | 7.  | Ray's Trial              | Ray tárgyalása           | Michael Preece     | Arthur Bernard Lewis | 1983. november 11.   | 1993. augusztus 13.  |
| 139. | 8.  | The Oil Barons' Ball     | Az olajvállalkozók bálja | Leonard Katzman    | Leonard Katzman      | 1983. november 18.   | 1993. augusztus 20.  |
| 140. | 9.  | Morning After            | Másnap reggel            | Michael Preece     | David Paulsen        | 1983. november 25.   | 1993. augusztus 27.  |
| 141. | 10. | The Buck Stops Here      | A rodeó                  | Leonard Katzman    | Arthur Bernard Lewis | 1983. december 2.    | 1993. szeptember 3.  |
| 142. | 11. | To Catch a Sly           | A lebukás                | Michael Preece     | David Paulsen        | 1983. december 9.    | 1993. szeptember 10. |
| 143. | 12. | Barbecue Four            | Az újabb kerti ünnepség  | Leonard Katzman    | Arthur Bernard Lewis | 1983. december 16.   | 1993. szeptember 17. |
| 144. | 13. | Past Imperfect           | A megváltozott helyzet   | Larry Hagman       | David Paulsen        | 1983. december 23.   | 1993. szeptember 24. |
| 145. | 14. | Peter's Principles       | Peter elvei              | Patrick Duffy      | Arthur Bernard Lewis | 1984. január 6.      | 1993. október 1.     |
| 146. | 15. | Offshore Crude           | A part menti olajmező    | Ray Danton         | David Paulsen        | 1984. január 13.     | 1993. október 8.     |
| 147. | 16. | Some Do... Some Don't    | Döntések órája           | Larry Hagman       | Leonard Katzman      | 1984. január 20.     | 1993. október 15.    |
| 148. | 17. | Eye of the Beholder      | A szemtanúk              | Leonard Katzman    | Leonard Katzman      | 1984. január 27.     | 1993. október 22.    |
| 149. | 18. | Twelve Mile Limit        | Az öngyilkosság          | Patrick Duffy      | David Paulsen        | 1984. február 3.     | 1993. október 29.    |
| 150. | 19. | Where Is Poppa?          | Kié volt a gyermek?      | William F. Claxton | Arthur Bernard Lewis | 1984. február 10.    | 1993. november 5.    |
| 151. | 20. | When the Bough Breaks    | Hol vannak az apák?      | Nick Havinga       | Leonard Katzman      | 1984. február 17.    | 1993. november 12.   |
| 152. | 21. | True Confessions         | Igaz vallomások          | Paul Krasny        | David Paulsen        | 1984. február 24.    | 1993. november 19.   |
| 153. | 22. | And the Winner Is...     | A győztes                | Nick Havinga       | Arthur Bernard Lewis | 1984. március 2.     | 1993. november 26.   |
| 154. | 23. | Fools Rush In            | Ki nevet a végén?        | Michael Preece     | David Paulsen        | 1984. március 9.     | 1993. december 3.    |
| 155. | 24. | The Unexpected           | A váratlan vendég        | Nick Havinga       | Arthur Bernard Lewis | 1984. március 16.    | 1993. december 10.   |
| 156. | 25. | Strange Alliance         | Különös szövetség        | Larry Hagman       | Leonard Katzman      | 1984. március 23.    | 1993. december 17.   |
| 157. | 26. | Blow Up                  | A robbanás               | Patrick Duffy      | David Paulsen        | 1984. április 6.     | 1993. december 24.   |
| 158. | 27. | Turning Point            | Fordulópont              | Gwen Arner         | Arthur Bernard Lewis | 1984. április 13.    | 1993. december 31.   |
| 159. | 28. | Love Stories             | Szerelmek                | Michael Preece     | Leonard Katzman      | 1984. május 4.       | 1994. január 7.      |
| 160. | 29. | Hush, Hush, Sweet Jessie | Szép álmokat, Jessica    | Gwen Arner         | David Paulsen        | 1984. május 11.      | 1994. január 14.     |
| 161. | 30. | End Game                 | Végjátszma               | Leonard Katzman    | Arthur Bernard Lewis | 1984. május 18.      | 1994. január 21.     |

### 8. évad (1984-1985)
| #    | #   | Eredeti cím                   | Magyar cím                     | Rendező          | Író                  | Eredeti premier      | Magyar premier      |
| ---- | --- | ----------------------------- | ------------------------------ | ---------------- | -------------------- | -------------------- | ------------------- |
| 162. | 1.  | Killer at Large               | Kié a gyilkos fegyver?         | Leonard Katzman  | Arthur Bernard Lewis | 1984. szeptember 28. | 1994. január 28.    |
| 163. | 2.  | Battle Lines                  | A harc újrakezdődik            | Nick Havinga     | Arthur Bernard Lewis | 1984. október 5.     | 1994. február 4.    |
| 164. | 3.  | If at First You Don't Succeed | Ami egyszer nem sikerült...    | Leonard Katzman  | David Paulsen        | 1984. október 12.    | 1994. február 11.   |
| 165. | 4.  | Jamie                         | Jamie felbukkanása             | Nick Havinga     | David Paulsen        | 1984. október 19.    | 1994. február 18.   |
| 166. | 5.  | Family                        | Az új rokon                    | Leonard Katzman  | Leonard Katzman      | 1984. október 26.    | 1994. február 25.   |
| 167. | 6.  | Shadow of a Doubt             | A gyanú árnyéka                | Nick Havinga     | Leonard Katzman      | 1984. november 2.    | 1994. március 4.    |
| 168. | 7.  | Homecoming                    | Hazatérés                      | Gwen Arner       | Arthur Bernard Lewis | 1984. november 9.    | 1994. március 11.   |
| 169. | 8.  | Oil Baron's Ball III          | Újra az olajvállalkozók bálján | Michael Preece   | David Paulsen        | 1984. november 16.   | 1994. március 18.   |
| 170. | 9.  | Shadows                       | A múlt árnyai                  | Gwen Arner       | David Paulsen        | 1984. november 23.   | 1994. március 25.   |
| 171. | 10. | Charlie                       | Charlie eltűnik                | Michael Preece   | Leonard Katzman      | 1984. november 30.   | 1994. április 1.    |
| 172. | 11. | Barbecue Five                 | Botrány a kerti ünnepségen     | Gwen Arner       | Arthur Bernard Lewis | 1984. december 7.    | 1994. április 8.    |
| 173. | 12. | Do You Take This Woman...     | Az esküvői előkészületek       | Michael Preece   | Leonard Katzman      | 1984. december 14.   | 1994. április 15.   |
| 174. | 13. | Deja Vu                       | Az esküvő                      | Leonard Katzman  | David Paulsen        | 1984. december 21.   | 1994. április 22.   |
| 175. | 14. | Odd Man Out                   | Fej vagy írás?                 | Larry Hagman     | Arthur Bernard Lewis | 1984. december 28.   | 1994. április 29.   |
| 176. | 15. | Lockup in Laredo              | A laredoi börtönben            | Patrick Duffy    | David Paulsen        | 1985. január 4.      | 1994. május 6.      |
| 177. | 16. | Winds of War                  | A háború szele                 | Leonard Katzman  | Leonard Katzman      | 1985. január 11.     | 1994. május 13.     |
| 178. | 17. | Bail Out                      | Szabadlábon                    | Michael Preece   | David Paulsen        | 1985. január 25.     | 1994. május 20.     |
| 179. | 18. | Legacy of Hate                | A gyűlölet öröklődik           | Robert Becker    | Arthur Bernard Lewis | 1985. február 1.     | 1994. május 27.     |
| 180. | 19. | Sins of the Fathers           | Az apák bűnei                  | Larry Hagman     | Leonard Katzman      | 1985. február 8.     | 1994. június 3.     |
| 181. | 20. | The Brothers Ewing            | A Ewing testvérek összefognak  | Patrick Duffy    | David Paulsen        | 1985. február 15.    | 1994. június 10.    |
| 182. | 21. | Shattered Dreams              | Meghiúsult remények            | Nick Havinga     | Arthur Bernard Lewis | 1985. február 22.    | 1994. június 17.    |
| 183. | 22. | Dead Ends                     | Holtvágány                     | Michael Preece   | Leonard Katzman      | 1985. március 1.     | 1994. június 24.    |
| 184. | 23. | Trial and Error               | A vád tanúi                    | Larry Hagman     | David Paulsen        | 1985. március 8.     | 1994. július 1.     |
| 185. | 24. | The Verdict                   | Az ítélet                      | Patrick Duffy    | David Paulsen        | 1985. március 15.    | 1994. július 8.     |
| 186. | 25. | Sentences                     | Az ítélet után                 | Michael Preece   | Arthur Bernard Lewis | 1985. március 29.    | 1994. július 15.    |
| 187. | 26. | Terms of Estrangement         | Elidegenedés                   | Alexander Singer | Peter Dunne          | 1985. április 12.    | 1994. július 22.    |
| 188. | 27. | The Ewing Connection          | A Ewing kapcsolat              | Nick Havinga     | Arthur Bernard Lewis | 1985. április 19.    | 1994. július 29.    |
| 189. | 28. | Deeds and Misdeeds            | Döntések                       | Michael Preece   | David Paulsen        | 1985. május 3.       | 1994. augusztus 5.  |
| 190. | 29. | Deliverance                   | A kiszabadulás                 | Nick Havinga     | Peter Dunne          | 1985. május 10.      | 1994. augusztus 12. |
| 191. | 30. | Swan Song                     | Hattyúdal                      | Leonard Katzman  | Leonard Katzman      | 1985. május 17.      | 1994. augusztus 19. |

### 9. évad (1985-1986)
| #    | #   | Eredeti cím                 | Magyar cím                             | Rendező             | Író                             | Eredeti premier      | Magyar premier       |
| ---- | --- | --------------------------- | -------------------------------------- | ------------------- | ------------------------------- | -------------------- | -------------------- |
| 192. | 1.  | The Family Ewing            | A temetés                              | Nick Havinga        | Leonard Katzman                 | 1985. szeptember 27. | 1994. augusztus 26.  |
| 193. | 2.  | Rock Bottom                 | A lejtő alján                          | Michael Preece      | Joel J. Feigenbaum              | 1985. szeptember 27. | 1994. szeptember 2.  |
| 194. | 3.  | Those Eyes                  | A detoxikálóban                        | Nick Havinga        | Peter Dunne                     | 1985. október 4.     | 1994. szeptember 9.  |
| 195. | 4.  | Resurrection                | Feltámadás                             | Michael Preece      | Hollace White, Stephanie Garman | 1985. október 11.    | 1994. szeptember 16. |
| 196. | 5.  | Saving Grace                | A támasz                               | Nick Havinga        | Joel J. Feigenbaum              | 1985. október 18.    | 1994. szeptember 23. |
| 197. | 6.  | Mothers                     | Az édesanyák                           | Michael Preece      | Hollace White, Stephanie Garman | 1985. október 25.    | 1994. szeptember 30. |
| 198. | 7.  | The Wind of Change          | A változás szele                       | Corey Allen         | Peter Dunne                     | 1985. november 1.    | 1994. október 7.     |
| 199. | 8.  | Quandary                    | Dilemmák                               | Michael Preece      | Joel J. Feigenbaum              | 1985. november 8.    | 1994. október 14.    |
| 200. | 9.  | Close Encounters            | Találkozások                           | Corey Allen         | Hollace White, Stephanie Garman | 1985. november 15.   | 1994. október 21.    |
| 201. | 10. | Suffer the Little Children  | Szenvedés                              | Michael Preece      | Leonard Katzman                 | 1985. november 22.   | 1994. október 28.    |
| 202. | 11. | The Prize                   | Az ítélet                              | Corey Allen         | Hollace White, Stephanie Garman | 1985. november 29.   | 1994. november 4.    |
| 203. | 12. | En Pasant                   | Váratlan fordulat                      | Michael Preece      | Peter Dunne, Joel J. Feigenbaum | 1985. december 6.    | 1994. november 11.   |
| 204. | 13. | Goodbye, Farewell, and Amen | Búcsúzások                             | Linda Day           | Will Lorin                      | 1985. december 13.   | 1994. november 18.   |
| 205. | 14. | Curiosity Killed the Cat    | Aki kíváncsi, hamar megöregszik        | Larry Hagman        | Deanne Barkley                  | 1985. december 20.   | 1994. november 25.   |
| 206. | 15. | The Missing Link            | A hiányzó láncszem                     | Linda Day           | Bill Taub                       | 1986. január 3.      | 1994. december 2.    |
| 207. | 16. | Twenty-Four Hours           | Huszonnégy óra                         | Robert Becker       | Hollace White, Stephanie Garman | 1986. január 10.     | 1994. december 9.    |
| 208. | 17. | The Deadly Game             | Halálos játszma                        | Larry Hagman        | Bill Taub                       | 1986. január 17.     | 1994. december 16.   |
| 209. | 18. | Blame It on Bogota          | Utazás Bogotába                        | Robert Becker       | Peter Dunne                     | 1986. január 24.     | 1994. december 23.   |
| 210. | 19. | Shadow Games                | Árnyjáték                              | Roy Campanella, Jr. | Joel J. Feigenbaum              | 1986. január 31.     | 1994. december 30.   |
| 211. | 20. | Missing                     | Eltűntnek nyilvánítva                  | Michael A. Hoey     | Leonard Katzman                 | 1986. február 7.     | 1995. január 6.      |
| 212. | 21. | Dire Straits                | Szorult helyzetben                     | Bruce Bilson        | Joel J. Feigenbaum, Peter Dunne | 1986. február 14.    | 1995. január 13.     |
| 213. | 22. | Overture                    | Nyitány                                | Corey Allen         | Hollace White, Stephanie Garman | 1986. február 21.    | 1995. január 20.     |
| 214. | 23. | Sitting Ducks               | A csapda                               | Linda Day           | Susan Howard                    | 1986. február 28.    | 1995. január 27.     |
| 215. | 24. | Masquerade                  | A jelmezbál                            | Larry Hagman        | Leonard Katzman                 | 1986. március 7.     | 1995. február 3.     |
| 216. | 25. | Just Desserts               | Mindenki a maga szerencséjének kovácsa | Linda Gray          | Joel J. Feigenbaum, Peter Dunne | 1986. március 14.    | 1995. február 10.    |
| 217. | 26. | Nothing's Ever Perfect      | Semmi sem tökéletes                    | Bruce Bilson        | Leonard Katzman                 | 1986. március 21.    | 1995. február 17.    |
| 218. | 27. | J.R. Rising                 | Jockey újra a csúcson                  | Linda Day           | Joel J. Feigenbaum, Peter Dunne | 1986. április 4.     | 1995. február 24.    |
| 219. | 28. | Serendipity                 | Aki keres, az talál                    | Bruce Bilson        | Leonard Katzman                 | 1986. április 11.    | 1995. március 3.     |
| 220. | 29. | Thrice In a Lifetime        | Mágikus vozalom                        | Jerry Jameson       | Peter Dunne, Joel J. Feigenbaum | 1986. május 2.       | 1995. március 10.    |
| 221. | 30. | Hello, Goodbye, Hello       | Búcsúzások                             | Nick Havinga        | Leonard Katzman                 | 1986. május 9.       | 1995. március 17.    |
| 222. | 31. | Blast From the Past         | A múlt fuvallata                       | Michael Preece      | Peter Dunne, Joel J. Feigenbaum | 1986. május 16.      | 1995. március 24.    |

### 10. évad (1986-1987)
| #    | #   | Eredeti cím                        | Magyar cím                             | Rendező         | Író                                     | Eredeti premier      | Magyar premier       |
| ---- | --- | ---------------------------------- | -------------------------------------- | --------------- | --------------------------------------- | -------------------- | -------------------- |
| 223. | 1.  | Return to Camelot, Part I          | A visszatérés                          | Leonard Katzman | Leonard Katzman, Mitchell Wayne Katzman | 1986. szeptember 26. | 1995. március 31.    |
| 224. | 2.  | Return to Camelot, Part II         | A régi kerékvágásban                   | Leonard Katzman | Leonard Katzman, Mitchell Wayne Katzman | 1986. szeptember 26. | 1995. április 7.     |
| 225. | 3.  | Pari Per Sue                       | Valamit valamiért                      | Michael Preece  | David Paulsen                           | 1986. október 3.     | 1995. április 14.    |
| 226. | 4.  | Once and Future King               | A király                               | Leonard Katzman | Calvin Clements, Jr.                    | 1986. október 10.    | 1995. április 21.    |
| 227. | 5.  | Enigma                             | A titok                                | Michael Preece  | Leah Markus                             | 1986. október 17.    | 1995. április 28.    |
| 228. | 6.  | Trompe L'Oeil                      | A látszat néha csal                    | Leonard Katzman | Leonard Katzman                         | 1986. október 24.    | 1995. május 5.       |
| 229. | 7.  | Territorial Imperative             | Harc a felségterületért                | Michael Preece  | David Paulsen                           | 1986. október 31.    | 1995. május 12.      |
| 230. | 8.  | The Second Time Around             | Bobby második házassága                | Leonard Katzman | Calvin Clements, Jr.                    | 1986. november 7.    | 1995. május 19.      |
| 231. | 9.  | Bells Are Ringing                  | Veszélyben                             | Michael Preece  | Leah Markus                             | 1986. november 14.   | 1995. május 26.      |
| 232. | 10. | Who's Who at the Oil Baron's Ball? | Ki, mit akar az olajvállalkozók bálján | Leonard Katzman | David Paulsen                           | 1986. november 21.   | 1995. június 2.      |
| 233. | 11. | Proof Positive                     | A bizonyíték                           | Michael Preece  | Calvin Clements, Jr.                    | 1986. november 28.   | 1995. június 9.      |
| 234. | 12. | Something Old, Something New       | A régi problémák visszatérnek          | Leonard Katzman | Leah Markus                             | 1986. december 5.    | 1995. június 16.     |
| 235. | 13. | Bar-B-Cued                         | Az újabb összecsapás                   | Michael Preece  | David Paulsen                           | 1986. december 12.   | 1995. június 23.     |
| 236. | 14. | The Fire Next Time                 | Vihar a levegőben                      | Patrick Duffy   | David Paulsen                           | 1986. december 19.   | 1995. június 30.     |
| 237. | 15. | So Shall Ye Reap                   | Az erőszak erőszakot szül              | Jerry Jameson   | Leonard Katzman                         | 1987. január 2.      | 1995. július 7.      |
| 238. | 16. | Tick, Tock                         | Tik-tak                                | Patrick Duffy   | Mitchell Wayne Katzman                  | 1987. január 9.      | 1995. július 14.     |
| 239. | 17. | Night Visitor                      | Az éjszakai látogató                   | Larry Hagman    | Calvin Clements, Jr.                    | 1987. január 23.     | 1995. július 21.     |
| 240. | 18. | Cat and Mouse                      | A macska és az egér                    | Michael Preece  | Leah Markus                             | 1987. január 30.     | 1995. július 28.     |
| 241. | 19. | High Noon for Calhoun              | Calhoun nagy napja                     | David Paulsen   | David Paulsen                           | 1987. február 6.     | 1995. augusztus 4.   |
| 242. | 20. | Olio                               | A zűrzavar                             | Steve Kanaly    | Leonard Katzman                         | 1987. február 13.    | 1995. augusztus 11.  |
| 243. | 21. | A Death in the Family              | Halál a családban                      | Michael Preece  | Mitchell Wayne Katzman                  | 1987. február 20.    | 1995. augusztus 18.  |
| 244. | 22. | Revenge of the Nerd                | A bosszú                               | Linda Gray      | Calvin Clements, Jr.                    | 1987. február 27.    | 1995. augusztus 25.  |
| 245. | 23. | The Ten Percent Solution           | Tíz százalékos megoldás                | Michael Preece  | Susan Howard Chrane                     | 1987. március 13.    | 1995. szeptember 1.  |
| 246. | 24. | Some Good, Some Bad                | Minden rosszban van valami jó          | Larry Hagman    | Louella Lee Caraway                     | 1987. március 20.    | 1995. szeptember 8.  |
| 247. | 25. | War and Peace                      | Háború és béke                         | Dwight Adair    | Leah Markus                             | 1987. április 3.     | 1995. szeptember 15. |
| 248. | 26. | Ruthless People                    | A könyörtelen emberek világa           | Patrick Duffy   | Mitchell Wayne Katzman                  | 1987. április 10.    | 1995. szeptember 22. |
| 249. | 27. | The Dark at the End of the Tunnel  | Sötétség az alagút végén               | Larry Hagman    | Calvin Clements, Jr.                    | 1987. május 1.       | 1995. szeptember 29. |
| 250. | 28. | Two-Fifty                          | A hullámok összecsapnak                | Michael Preece  | Leonard Katzman                         | 1987. május 8.       | 1995. október 6.     |
| 251. | 29. | Fall of the House of Ewing         | A Ewingok bukása                       | Leonard Katzman | David Paulsen                           | 1987. május 15.      | 1995. október 13.    |

### 11. évad (1987-1988)
| #    | #   | Eredeti cím                                     | Magyar cím                  | Rendező         | Író                    | Eredeti premier      | Magyar premier     |
| ---- | --- | ----------------------------------------------- | --------------------------- | --------------- | ---------------------- | -------------------- | ------------------ |
| 252. | 1.  | After the Fall: Ewing Rise                      | A csőd után                 | Leonard Katzman | Arthur Bernard Lewis   | 1987. szeptember 25. | 1995. október 20.  |
| 253. | 2.  | After the Fall: Digger Redux                    | Tintás Barnes emléke        | Michael Preece  | David Paulsen          | 1987. szeptember 25. | 1995. október 27.  |
| 254. | 3.  | The Son Also Rises                              | Újra felkel a nap           | Leonard Katzman | Leah Markus            | 1987. október 2.     | 1995. november 3.  |
| 255. | 4.  | Gone with the Wind                              | Pamela eltűnik              | Michael Preece  | Mitchell Wayne Katzman | 1987. október 9.     | 1995. november 10. |
| 256. | 5.  | The Lady Vanishes                               | Minden remény szertefoszlik | Leonard Katzman | Leonard Katzman        | 1987. október 16.    | 1995. november 17. |
| 257. | 6.  | Tough Love                                      | A szerelem ereje            | Michael Preece  | Arthur Bernard Lewis   | 1987. október 23.    | 1995. november 24. |
| 258. | 7.  | Last Tango in Dallas                            | Utolsó tangó Dallasban      | Jerry Jameson   | David Paulsen          | 1987. október 30.    | 1995. december 1.  |
| 259. | 8.  | Mummy's Revenge                                 | A mama bosszúja             | Michael Preece  | Mitchell Wayne Katzman | 1987. november 6.    | 1995. december 8.  |
| 260. | 9.  | Hustling                                        | Helyezkedés                 | Jerry Jameson   | Leah Markus            | 1987. november 13.   | 1995. december 15. |
| 261. | 10. | Bedtime Stories                                 | Férfiak, nők, ágyak         | Michael Preece  | Leonard Katzman        | 1987. november 20.   | 1995. december 22. |
| 262. | 11. | Lovers and Other Liars                          | Érzelmek zűrzavara          | Jerry Jameson   | Arthur Bernard Lewis   | 1987. november 27.   | 1995. december 29. |
| 263. | 12. | Brothers and Sons                               | Családi kötelékek           | Michael Preece  | David Paulsen          | 1987. december 4.    | 1996. január 5.    |
| 264. | 13. | Brother, Can You Spare a Child?                 | Add a fiad!                 | Patrick Duffy   | Leah Markus            | 1987. december 11.   | 1996. január 12.   |
| 265. | 14. | Daddy's Little Darlin                           | A papa kis drágája          | Larry Hagman    | Mitchell Wayne Katzman | 1987. december 18.   | 1996. január 19.   |
| 266. | 15. | It's Me Again                                   | Újra formában               | Leonard Katzman | Leonard Katzman        | 1988. január 8.      | 1996. január 26.   |
| 267. | 16. | Marriage on the Rocks                           | Házasságok és válások       | Larry Hagman    | Arthur Bernard Lewis   | 1988. január 15.     | 1996. február 2.   |
| 268. | 17. | Anniversary Waltz                               | A házassági évforduló       | David Paulsen   | David Paulsen          | 1988. január 22.     | 1996. február 9.   |
| 269. | 18. | Brotherly Love                                  | Testvéri szeretet           | Linda Gray      | Leah Markus            | 1988. február 5.     | 1996. február 16.  |
| 270. | 19. | The Best Laid Plans                             | Ember tervez...             | Patrick Duffy   | Mitchell Wayne Katzman | 1988. február 12.    | 1996. február 23.  |
| 271. | 20. | Farlow's Follies                                | A Farlow üstökös            | Steve Kanaly    | Louella Lee Caraway    | 1988. február 19.    | 1996. március 1.   |
| 272. | 21. | Malice in Dallas                                | Megfontolt szándék          | Larry Hagman    | Arthur Bernard Lewis   | 1988. február 23.    | 1996. március 8.   |
| 273. | 22. | Crime Story                                     | Nicholas titka              | Patrick Duffy   | David Paulsen          | 1988. március 4.     | 1996. március 15.  |
| 274. | 23. | To Have and to Hold                             | A bizalom                   | Larry Hagman    | Leah Markus            | 1988. március 11.    | 1996. március 22.  |
| 275. | 24. | Dead Reckoning                                  | A leszámolás                | David Paulsen   | Mitchell Wayne Katzman | 1988. március 18.    | 1996. március 29.  |
| 276. | 25. | Never Say Never                                 | Soha ne mondd: soha         | Cliff Fenneman  | Leonard Katzman        | 1988. április 1.     | 1996. április 5.   |
| 277. | 26. | Last of the Good Guys                           | A jófiú                     | Michael Preece  | Arthur Bernard Lewis   | 1988. április 8.     | 1996. április 12.  |
| 278. | 27. | Top Gun                                         | A nagyágyú                  | Michael Preece  | David Paulsen          | 1988. április 15.    | 1996. április 19.  |
| 279. | 28. | Pillow Talk                                     | Ágyak és vágyak             | Dwight Adair    | Leah Markus            | 1988. április 29.    | 1996. április 26.  |
| 280. | 29. | Things Ain't Goin' Too Good at Southfork, Again | A dolgok rosszul mennek     | Linda Gray      | Mitchell Wayne Katzman | 1988. május 6.       | 1996. május 3.     |
| 281. | 30. | The Fat Lady Singeth                            | Pénz beszél...              | Leonard Katzman | Leonard Katzman        | 1988. május 13.      | 1996. május 10.    |

### 12. évad (1988-1989)
| #    | #   | Eredeti cím                             | Magyar cím                      | Rendező         | Író                                | Eredeti premier    | Magyar premier       |
| ---- | --- | --------------------------------------- | ------------------------------- | --------------- | ---------------------------------- | ------------------ | -------------------- |
| 282. | 1.  | Carousel                                | Az érzelmek körhintája          | Michael Preece  | Leonard Katzman                    | 1988. október 28.  | 1996. május 17.      |
| 283. | 2.  | No Greater Love                         | Az anyai szeretet               | Russ Mayberry   | Simon Masters                      | 1988. november 4.  | 1996. május 24.      |
| 284. | 3.  | The Call of the Wild                    | Vad érzések                     | Michael Preece  | Jonathan Hales                     | 1988. november 11. | 1996. május 31.      |
| 285. | 4.  | Out of the Frying Pan                   | Csöbörből vödörbe               | Russ Mayberry   | Mitchell Wayne Katzman             | 1988. november 18. | 1996. június 7.      |
| 286. | 5.  | Road Work                               | Útépítés                        | Michael Preece  | Arthur Bernard Lewis               | 1988. december 2.  | 1996. június 14.     |
| 287. | 6.  | War and Love and the Whole Damned Thing | Háború és szerelem              | Russ Mayberry   | Leonard Katzman                    | 1988. december 9.  | 1996. június 21.     |
| 288. | 7.  | Showdown at the Ewing Corral            | Erőpróba                        | Michael Preece  | Mitchell Wayne Katzman             | 1988. december 16. | 1996. június 28.     |
| 289. | 8.  | Deception                               | Megtévesztés megtévesztés hátán | Irving J. Moore | Arthur Bernard Lewis               | 1989. január 6.    | 1996. július 5.      |
| 290. | 9.  | Counter Attack                          | Az ellentámadás                 | Michael Preece  | Leonard Katzman                    | 1989. január 13.   | 1996. július 12.     |
| 291. | 10. | The Sting                               | A fullánk                       | Irving J. Moore | Mitchell Wayne Katzman             | 1989. január 20.   | 1996. július 19.     |
| 292. | 11. | The Two Mrs. Ewings                     | A két Mrs. Ewing                | Michael Preece  | Arthur Bernard Lewis               | 1989. január 27.   | 1996. július 26.     |
| 293. | 12. | The Switch                              | Váltóállítás                    | Irving J. Moore | Leonard Katzman                    | 1989. február 3.   | 1996. augusztus 2.   |
| 294. | 13. | He-e-ere's Papa!                        | Nicholas Pearce édesapja        | Patrick Duffy   | Louella Lee Caraway                | 1989. február 10.  | 1996. augusztus 9.   |
| 295. | 14. | Comings and Goings                      | Változások                      | Larry Hagman    | Mitchell Wayne Katzman             | 1989. február 17.  | 1996. augusztus 16.  |
| 296. | 15. | County Girl                             | Falusi kislány a nagyvárosban   | Patrick Duffy   | Arthur Bernard Lewis               | 1989. február 24.  | 1996. augusztus 23.  |
| 297. | 16. | Wedding Bell Blues                      | Viharos nászéjszaka             | Larry Hagman    | Howard Lakin                       | 1989. február 24.  | 1996. augusztus 30.  |
| 298. | 17. | The Way We Were                         | Régi úton                       | Patrick Duffy   | Louella Lee Caraway                | 1989. március 3.   | 1996. szeptember 6.  |
| 299. | 18. | The Serpent's Tooth                     | A méregfog                      | Larry Hagman    | Arthur Bernard Lewis, Howard Lakin | 1989. március 10.  | 1996. szeptember 13. |
| 300. | 19. | Three Hundred                           | A háromszázadik                 | Patrick Duffy   | Leonard Katzman                    | 1989. március 17.  | 1996. szeptember 20. |
| 301. | 20. | April Showers                           | April szerelmes                 | Irving J. Moore | Howard Lakin                       | 1989. március 31.  | 1996. szeptember 27. |
| 302. | 21. | And Away We Go!                         | Utazás Európába                 | Steve Kanaly    | Arthur Bernard Lewis               | 1989. április 7.   | 1996. október 4.     |
| 303. | 22. | Yellow Brick Road                       | Macskaköves utcák               | Cliff Fenneman  | Leonard Katzman                    | 1989. április 14.  | 1996. október 11.    |
| 304. | 23. | The Sound of Money                      | A pénz beszél                   | Irving J. Moore | Arthur Bernard Lewis               | 1989. április 28.  | 1996. október 18.    |
| 305. | 24. | The Great Texas Waltz                   | Texas keringő                   | Linda Gray      | Howard Lakin                       | 1989. május 5.     | 1996. október 25.    |
| 306. | 25. | Mission to Moscow                       | Moszkvai utazás                 | Michael Preece  | Leonard Katzman                    | 1989. május 12.    | 1996. november 1.    |
| 307. | 26. | Reel Life                               | A svédcsavar                    | Irving J. Moore | Arthur Bernard Lewis, Howard Lakin | 1989. május 19.    | 1996. november 8.    |

### 13. évad (1989-1990)
| #    | #   | Eredeti cím                   | Magyar cím                   | Rendező         | Író                       | Eredeti premier      | Magyar premier     |
| ---- | --- | ----------------------------- | ---------------------------- | --------------- | ------------------------- | -------------------- | ------------------ |
| 308. | 1.  | Phantom of the Oil Rig        | Az olajkút fantomja          | Irving J. Moore | Howard Lakin              | 1989. szeptember 22. | 1996. november 15. |
| 309. | 2.  | The Leopard's Spots           | A dolgok színe és visszája   | Michael Preece  | Leonard Katzman           | 1989. szeptember 22. | 1996. november 22. |
| 310. | 3.  | Cry Me a River of Oil         | Olajat akarunk               | Dwight Adair    | Lisa Seidman              | 1989. szeptember 29. | 1996. november 29. |
| 311. | 4.  | Ka-booooom!                   | A táska titka                | Michael Preece  | Louella Lee Caraway       | 1989. október 6.     | 1996. december 6.  |
| 312. | 5.  | Sunrise, Sunset               | Alkonyat és napfelkelte      | Dwight Adair    | Howard Lakin              | 1989. október 13.    | 1996. december 13. |
| 313. | 6.  | Pride and Prejudice           | Büszkeség és balítélet       | Michael Preece  | Leonard Katzman           | 1989. október 20.    | 1996. december 20. |
| 314. | 7.  | Fathers and Other Strangers   | Az újdonsült apa             | Irving J. Moore | Lisa Seidman              | 1989. november 3.    | 1996. december 27. |
| 315. | 8.  | Black Tide                    | Baljós idők                  | Michael Preece  | Howard Lakin              | 1989. november 10.   | 1997. január 3.    |
| 316. | 9.  | Daddy's Dearest               | Drága apa                    | Irving J. Moore | Mitchell Wayne Katzman    | 1989. november 17.   | 1997. január 10.   |
| 317. | 10. | Hell's Fury                   | Pokoli indulatok             | Patrick Duffy   | Lisa Seidman              | 1989. december 1.    | 1997. január 17.   |
| 318. | 11. | Cally On a Hot Tin Roof       | Cally a bádogtetőn           | Larry Hagman    | Howard Lakin              | 1989. december 8.    | 1997. január 24.   |
| 319. | 12. | Sex, Lies and Videotape       | Szex, hazugság, videó        | Cliff Fenneman  | Leonard Katzman           | 1989. december 15.   | 1997. január 31.   |
| 320. | 13. | A Tale of Two Cities          | Mese két városban            | Leonard Katzman | Arthur Bernard Lewis      | 1990. január 5.      | 1997. február 7.   |
| 321. | 14. | Judgement Day                 | Az ítélet napja              | Patrick Duffy   | Amy Tebo                  | 1990. január 12.     | 1997. február 14.  |
| 322. | 15. | Unchain My Heart              | Oldozd el a szívem           | Irving J. Moore | Jackie Zabel, Bryce Zabel | 1990. január 19.     | 1997. február 21.  |
| 323. | 16. | I Dream of Jeannie            | Jean-ről álmodom             | Cliff Fenneman  | Lisa Seidman              | 1990. február 2.     | 1997. február 28.  |
| 324. | 17. | After Midnight                | Éjfél után                   | Ken Kercheval   | Howard Lakin              | 1990. február 9.     | 1997. március 7.   |
| 325. | 18. | The Crucible                  | A tűzpróba                   | Larry Hagman    | Leonard Katzman           | 1990. február 16.    | 1997. március 14.  |
| 326. | 19. | Dear Hearts and Gentle People | Arany szívek és jótét lelkek | Irving J. Moore | Louella Lee Caraway       | 1990. február 23.    | 1997. március 21.  |
| 327. | 20. | Paradise Lost                 | Elveszett paradicsom         | Patrick Duffy   | Lisa Seidman              | 1990. március 9.     | 1997. március 28.  |
| 328. | 21. | Will Power                    | A végrendelet                | Larry Hagman    | Ken Horton                | 1990. március 16.    | 1997. április 4.   |
| 329. | 22. | The Smiling Cobra             | A mosolygó kobra             | Cliff Fenneman  | Howard Lakin              | 1990. március 30.    | 1997. április 11.  |
| 330. | 23. | Jessica Redux                 | Jessica visszatér            | Irving J. Moore | Leonard Katzman           | 1990. április 6.     | 1997. április 18.  |
| 331. | 24. | Family Plot                   | Családi összeesküvés         | Patrick Duffy   | Lisa Seidman              | 1990. április 13.    | 1997. április 25.  |
| 332. | 25. | The Southfork Wedding Jinx    | A southforki esküvők átka    | Irving J. Moore | Howard Lakin              | 1990. április 27.    | 1997. május 2.     |
| 333. | 26. | Three, Three, Three, Part I   | Félcédulások                 | Leonard Katzman | Leonard Katzman           | 1990. május 4.       | 1997. május 9.     |
| 334. | 27. | Three, Three, Three, Part II  | James bosszúja               | Leonard Katzman | Leonard Katzman           | 1990. május 11.      | 1997. május 16.    |

### 14. évad (1990-1991)
| #    | #   | Eredeti cím                              | Magyar cím                       | Rendező         | Író                    | Eredeti premier    | Magyar premier       |
| ---- | --- | ---------------------------------------- | -------------------------------- | --------------- | ---------------------- | ------------------ | -------------------- |
| 335. | 1.  | April in Paris                           | April Párizsban                  | Leonard Katzman | Leonard Katzman        | 1990. november 2.  | 1997. május 23.      |
| 336. | 2.  | Charade                                  | Ki kicsoda?                      | Irving J. Moore | Howard Lakin           | 1990. november 9.  | 1997. május 30.      |
| 337. | 3.  | One Last Kiss                            | Az utolsó csók                   | Leonard Katzman | Lisa Seidman           | 1990. november 16. | 1997. június 6.      |
| 338. | 4.  | Terminus                                 | A végkifejlet                    | Irving J. Moore | Mitchell Wayne Katzman | 1990. november 23. | 1997. június 13.     |
| 339. | 5.  | Tunnel of Love                           | A szerelem alagútja              | Michael Preece  | Howard Lakin           | 1990. november 30. | 1997. június 20.     |
| 340. | 6.  | Heart and Soul                           | Szív és lélek                    | Nick Havinga    | Lisa Seidman           | 1990. december 7.  | 1997. június 27.     |
| 341. | 7.  | The Fabulous Ewing Boys                  | Azok a csodálatos Ewing fiúk     | Michael Preece  | Leonard Katzman        | 1990. december 14. | 1997. július 4.      |
| 342. | 8.  | The Odessa File                          | Az odesszai szál                 | Nick Havinga    | Howard Lakin           | 1990. december 21. | 1997. július 11.     |
| 343. | 9.  | Sail On                                  | Helyezkedés                      | Michael Preece  | Lisa Seidman           | 1991. január 4.    | 1997. július 18.     |
| 344. | 10. | Lock, Stock and Jock                     | Tokkal, vonóval                  | Nick Havinga    | Mitchell Wayne Katzman | 1991. január 11.   | 1997. július 25.     |
| 345. | 11. | S" Is for Seduction                      | A csábítás trükkjei              | Michael Preece  | Howard Lakin           | 1991. január 18.   | 1997. augusztus 1.   |
| 346. | 12. | Designing Women                          | Az asszonyi ármány               | Irving J. Moore | Lisa Seidman           | 1991. február 1.   | 1997. augusztus 8.   |
| 347. | 13. | 90265                                    | Szerepjátszók                    | Leonard Katzman | Leonard Katzman        | 1991. február 8.   | 1997. augusztus 15.  |
| 348. | 14. | Smooth Operator                          | A nagy szervező                  | Larry Hagman    | Lisa Seidman           | 1991. február 15.  | 1997. augusztus 22.  |
| 349. | 15. | Win Some, Lose Some                      | Vesztesek és nyertesek           | Patrick Duffy   | Mitchell Wayne Katzman | 1991. március 1.   | 1997. augusztus 29.  |
| 350. | 16. | Fathers and Sons and Fathers and Sons    | Apák, fiúk, apák                 | Larry Hagman    | Arthur Bernard Lewis   | 1991. március 8.   | 1997. szeptember 5.  |
| 351. | 17. | When the Wind Blows                      | Ha feltámad a szél               | Patrick Duffy   | Louella Lee Caraway    | 1991. március 29.  | 1997. szeptember 12. |
| 352. | 18. | Those Darned Ewings                      | Azok a kutya Ewing-ok            | Dwight Adair    | Ken Horton             | 1991. április 5.   | 1997. szeptember 19. |
| 353. | 19. | Farewell, My Lovely                      | Isten veled, kedvesem!           | Patrick Duffy   | Lisa Seidman           | 1991. április 12.  | 1997. szeptember 26. |
| 354. | 20. | Some Leave, Some Get Carried Out         | Mész, vagy viszlek               | Leonard Katzman | Leonard Katzman        | 1991. április 19.  | 1997. október 3.     |
| 355. | 21. | The Decline and Fall of the Ewing Empire | A Ewing-ház hanyatlása és bukása | Ken Kercheval   | Lisa Seidman           | 1991. április 26.  | 1997. október 10.    |
| 356. | 22. | Conundrum, Part I                        | A talány                         | Leonard Katzman | Leonard Katzman        | 1991. május 3.     | 1997. október 17.    |
| 357. | 23. | Conundrum, Part II                       | A megoldás?                      | Leonard Katzman | Leonard Katzman        | 1991. május 3.     | 1997. október 24.    |